# Biserica Cuvioasa Paraschiva din Rășinari

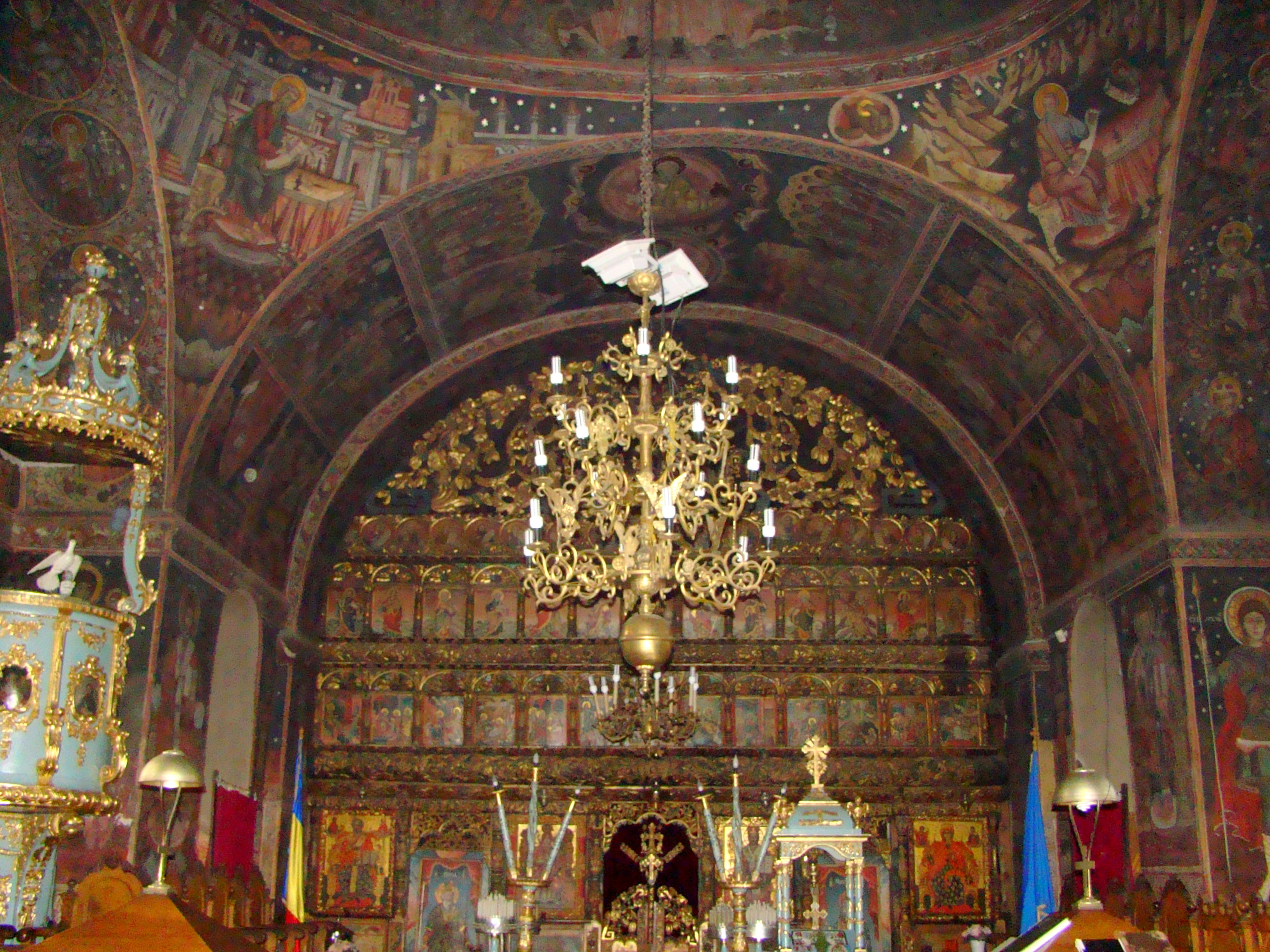
Nava spre iconostas

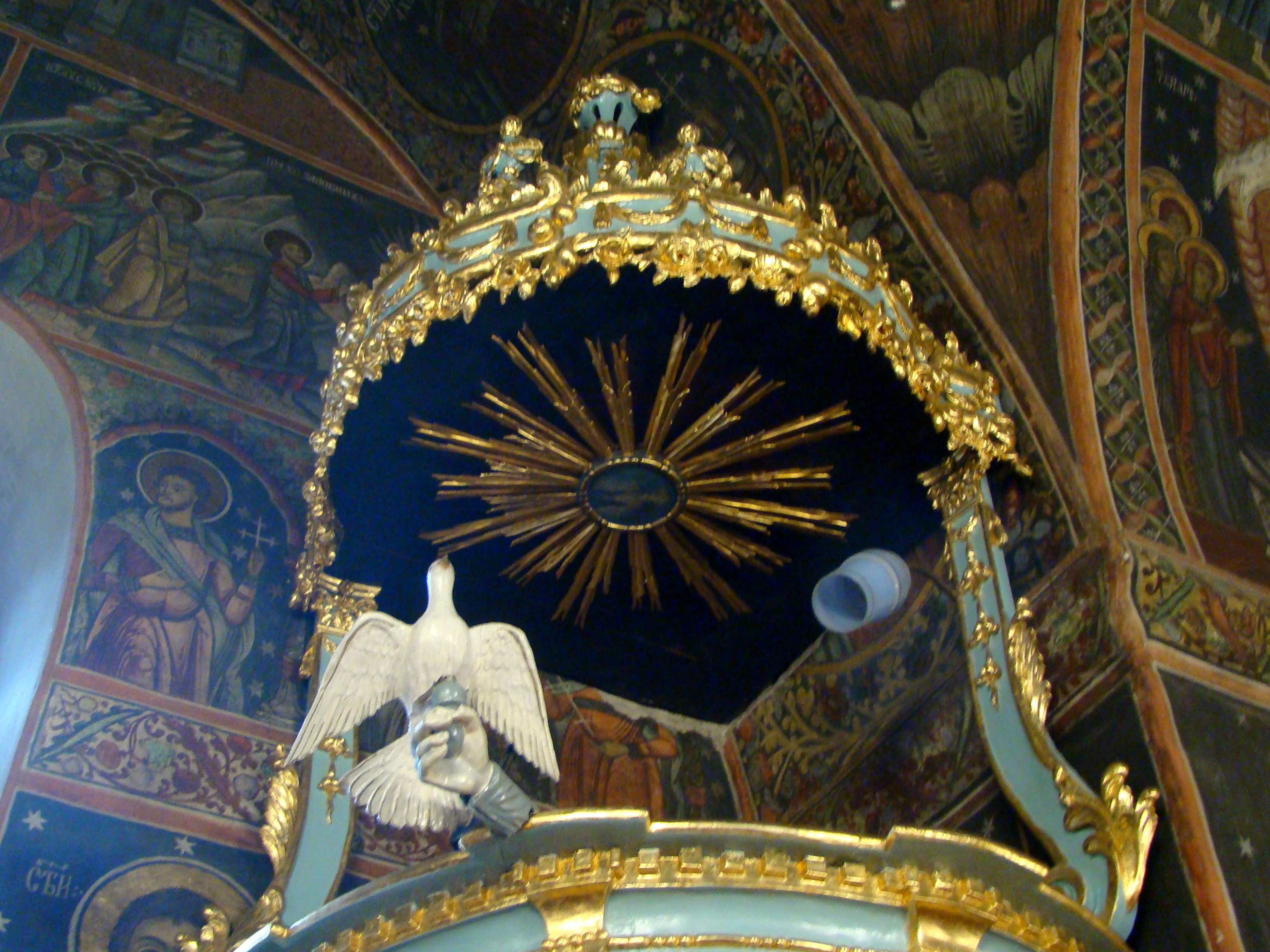
Coroana amvonului

Biserica Cuvioasa Paraschiva din Rășinari este un monument istoric aflat pe teritoriul satului Rășinari, comuna Rășinari. În Repertoriul Arheologic Național, monumentul apare cu codul 143539.04.

## Localitatea
Rășinari, colocvial Rășinar, (în germană Städterdorf, Städerdorf, în maghiară Resinár, în latină Ressinarium) este satul de reședință al comunei cu același nume din județul Sibiu, Transilvania, România. Prima menționare documentară este din anul 1204.

## Istoric și trăsături
Biserica se află în vechiul centru al comunei, pe locul numit „La Scaun”, unde mai demult se afla locul de judecată și cimitirul satului. Pe locul actualei biserici de piatră a existat o mai veche biserică din lemn, datată 1688, și vândută în secolul al XVIII-lea parohiei din Satu Nou, Brașov.
Biserica a fost ridicată ca biserică română unită (greco-catolică) pe cheltuiala episcopului Petru Pavel Aron de la Blaj. Edificiul a fost realizat în stil baroc, drept sursă de inspirație servind Biserica Iezuiților din Sibiu. Biserica are plan dreptunghiular cu turn de clopotniță pe vest. Lăcașul de cult a fost, mai apoi, "cucerit" de către ortodocși, în a doua jumătate a secolului al XVIII-lea, în urma conflictelor inter-confesionale iscate de intervenția mitropoliților sârbi de la Carloviț în aceea parioadă, când a fost adus la Rășinari, episcopul sârb Dionisie Novacovici, urmat de Sofronie Chirilovici, Ghedeon Nichitici și Gherasim Adamovici. Prezența ortodoxă sârbă la Rășinari a avut drept scop ocuparea bisericii construite de episcopul român unit de la Blaj, obiectiv care a fost atins în anul 1765 prin alungarea preoților români.. Comunitatea română unită din Rășinari și-a construit o nouă biserică, cu hramul Sfântul Ilie, confiscată de regimul comunist în anul 1948 și dată Bisericii Ortodoxe Române.
La intrarea în biserică, deasupra ușii, pe zid se remarcă inscripția Dela zidirea bisericii anii Domnului 1725 mai 29, iar ceva mai jos, săpat în grinda de lemn de deasupra ușii Anii Domnului 1755 Mai 29. În biserică fost înmormântat în anul 1788 episcopul Ghedeon Nichitici, al cărui mormânt se află în fața altarului, acoperit cu o lespede roșie.
În pronaosul bisericii sunt zugrăvite portretele pictorilor de Aleman și Bucur, nepoții popii Man, care au contribuit la zugrăvirea ei. Aceștia au făcut parte din școala de zugravi de biserici din secolul al XVIII-lea din care se remarcă Ioan și Gheorghe Zugrav, popa unit Radu Man și fii săi, Stan și Iacob, care au pictat cupola din Catedrala Sfânta Treime din Blaj și biserica mănăstirii Curtea de Argeș.
În exterior între turn și acoperișul bisericii se vede săpată în piatră: „Leatu bisericii vechi anii Domnului de la Hristos 420, iar cea nouă 1755”. Pe turnul bisericii, de asemenea se vede săpată în piatră: „Leatu bisericii vechi anii Domnului de la Hristos 420, iar cea nouă 1758”. Cele două „leaturi” se pot explica prin aceea că înainte cu 420 se ani a fost zidită o altă biserică - cea din lemn - care a rămas în interiorul actualei biserici, așa după cum declara un meșter zidar din Sibiu: „că demolând biserica la 5 iunie 1753, lucrătorii au aflat în biserica cea veche o carte sfăntă, care era a feciorului popii Savu, cu numele de Aleman”. Tot un preot român din Rășinari se presupune că a tradus și catehismul (de influență luterană) tipărit în 1544 la Sibiu, aceasta fiind cea dintâi carte tipărită în limba română.
Turnul bisericii adăpostește trei clopote și un ceas, după modelul bisericii iezuiților din Piața Mare a Sibiului. Biserica a fost pictată în interior în întregime sub formă de frescă de către "Grigorie zugrav, Iacobici și Ioan Zugrav", fii preotului unit Radu din Rășinari.

## Imagini din interior

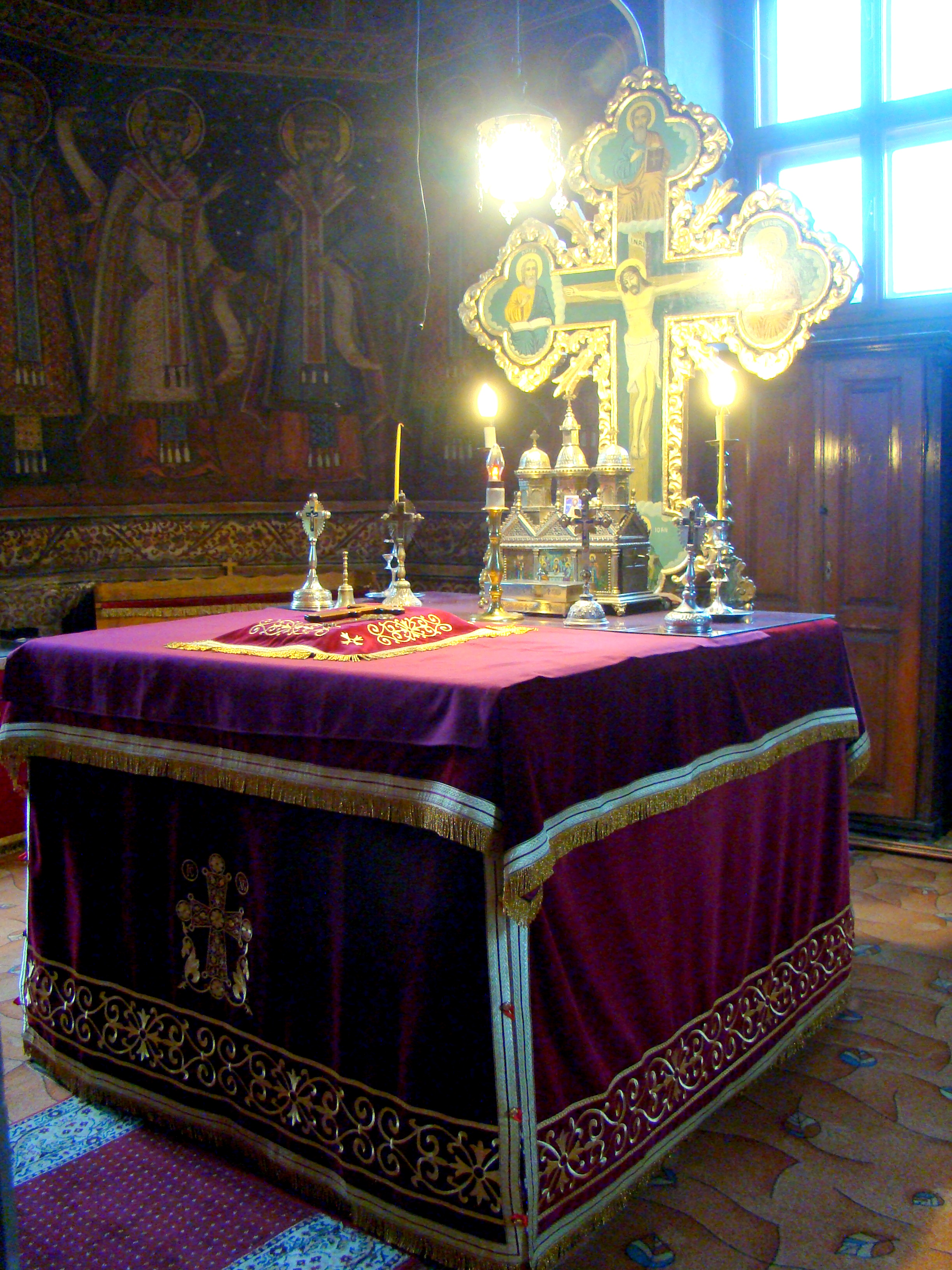
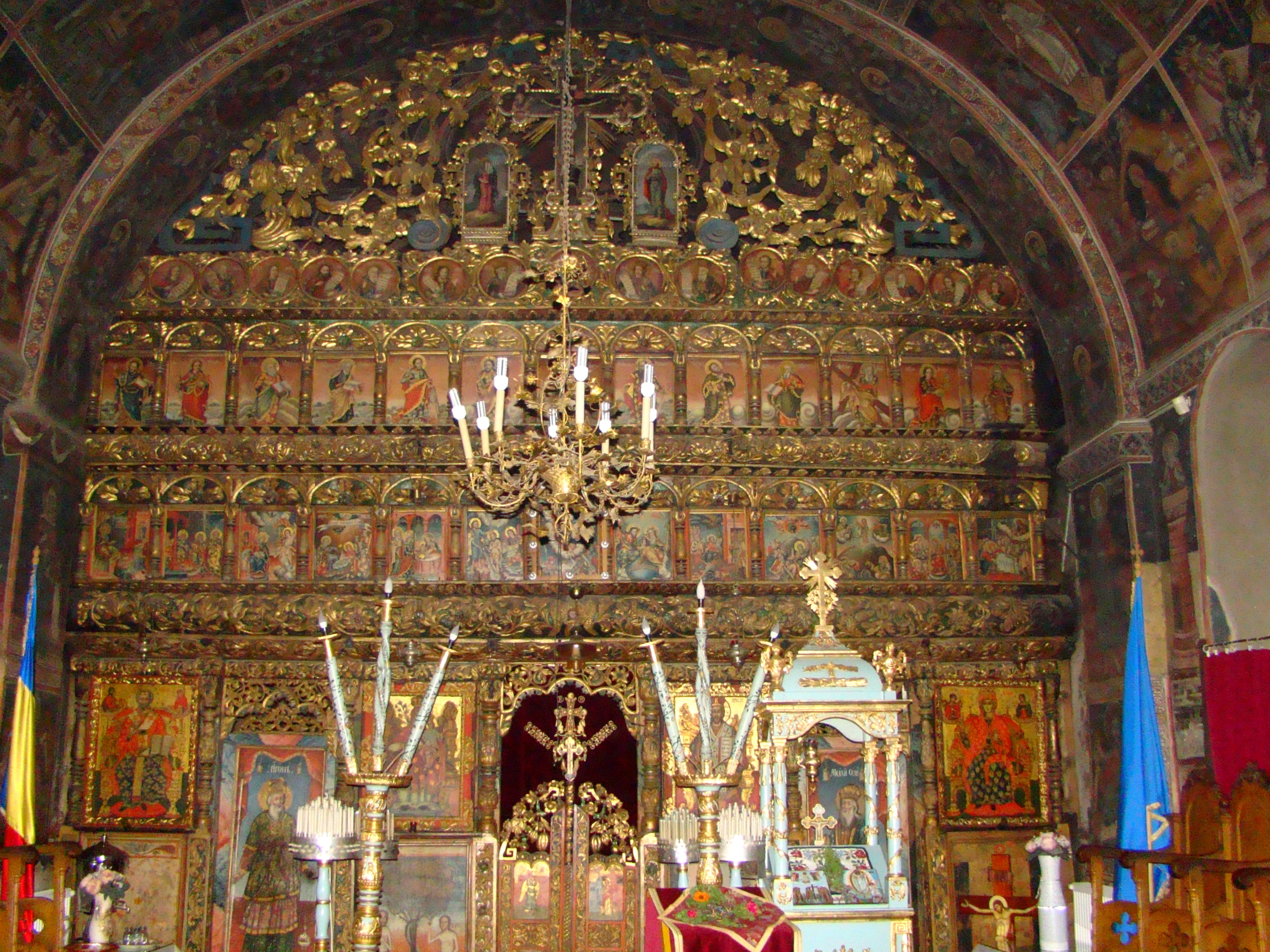
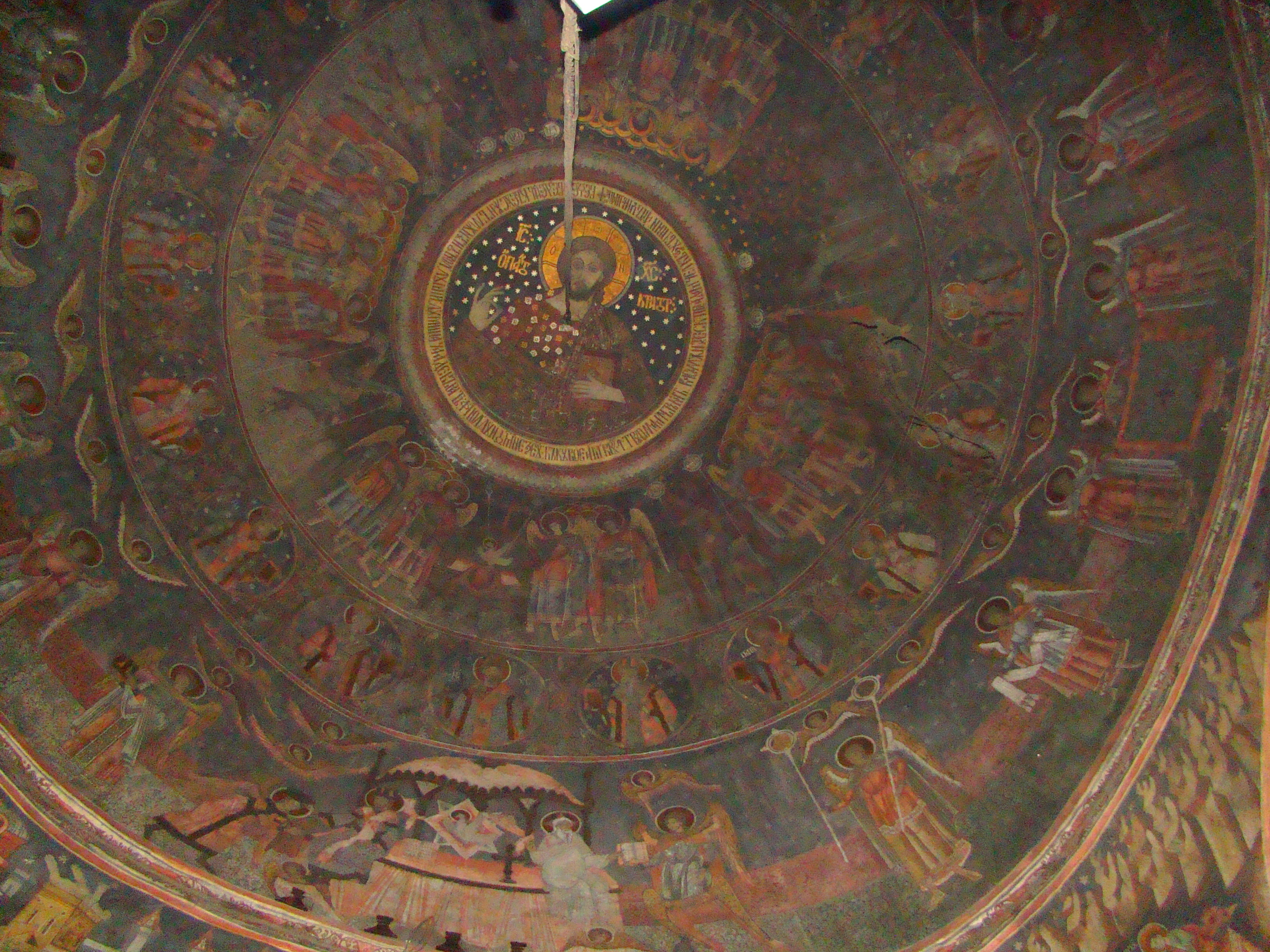
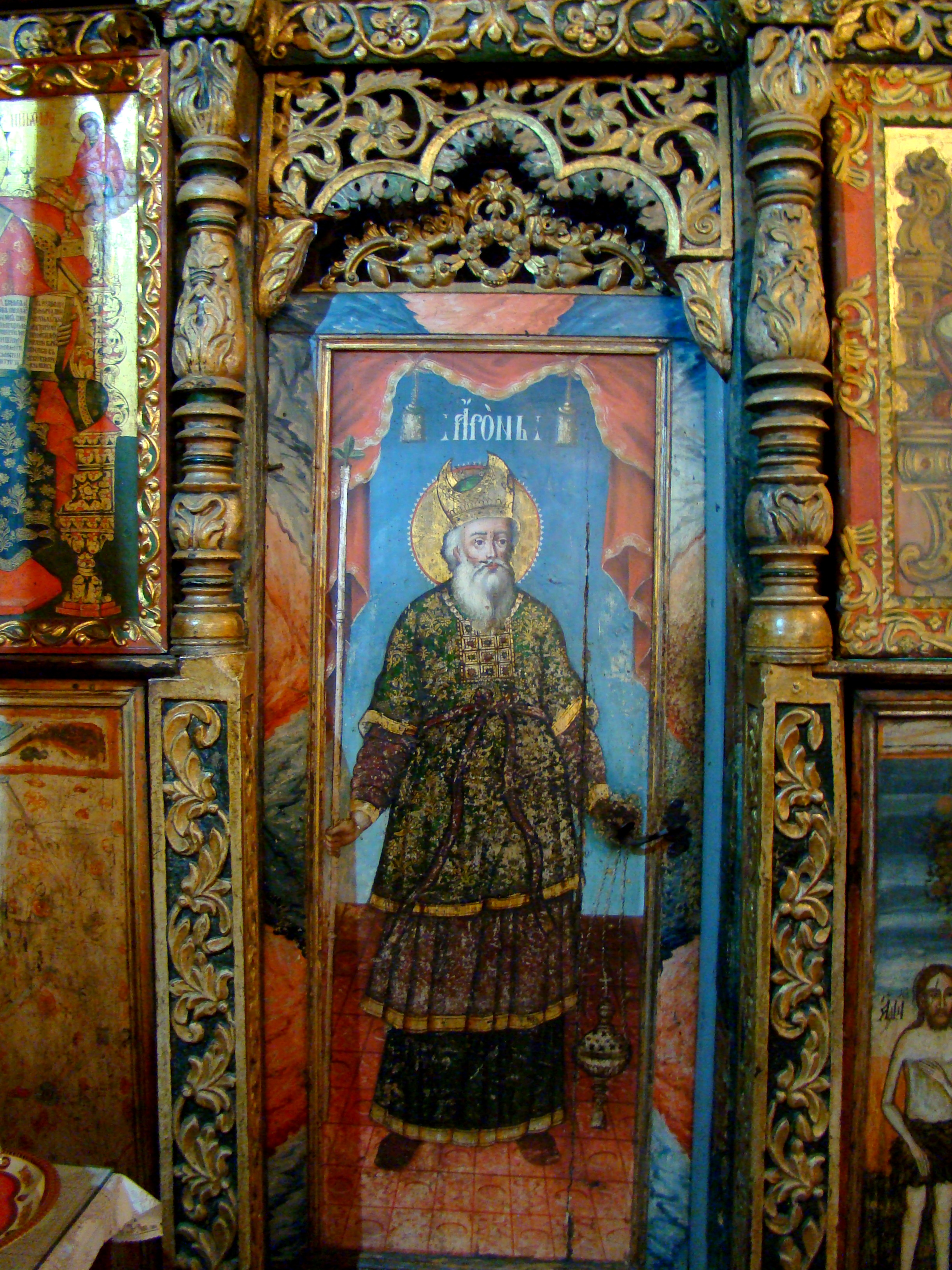
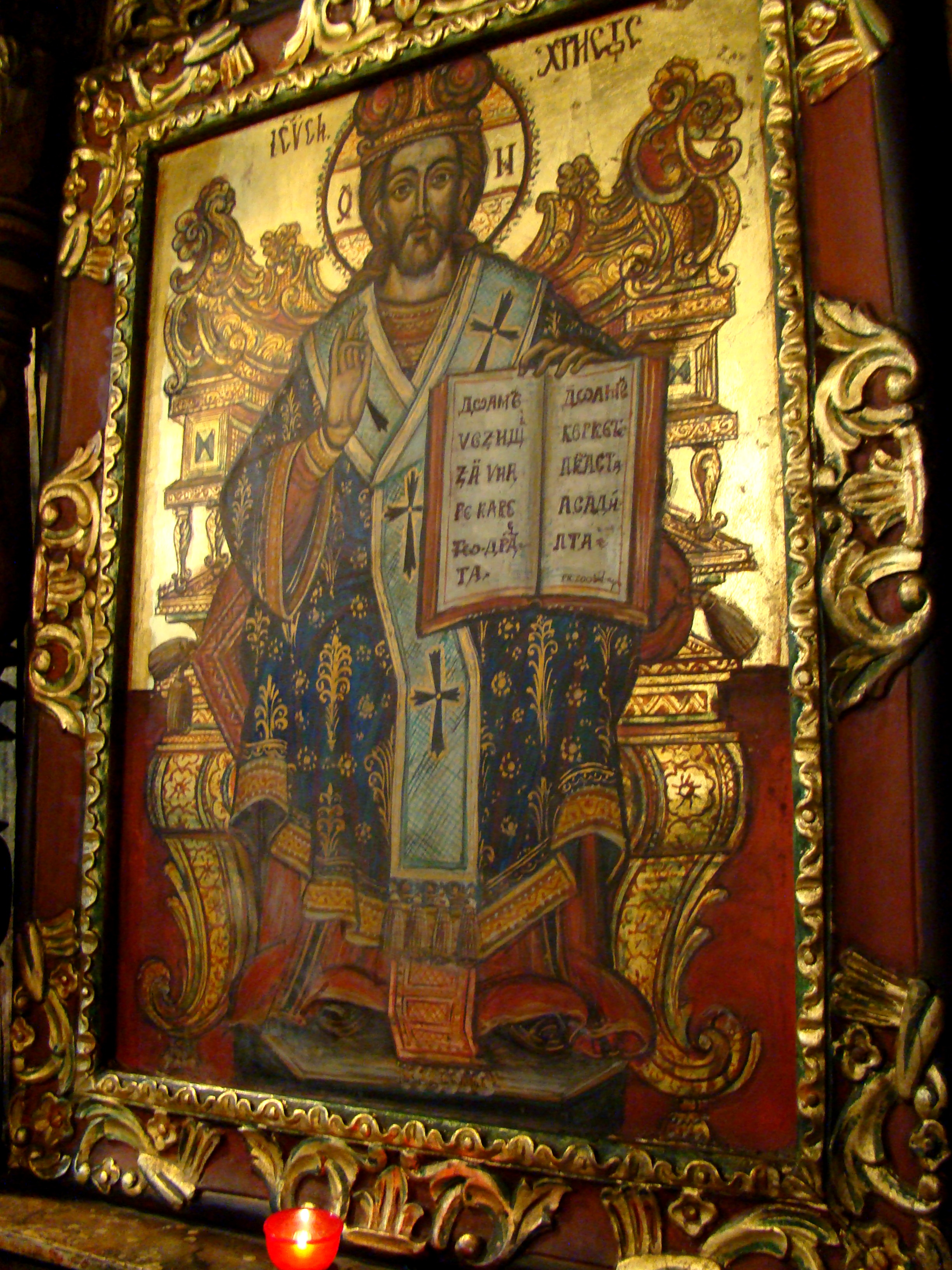
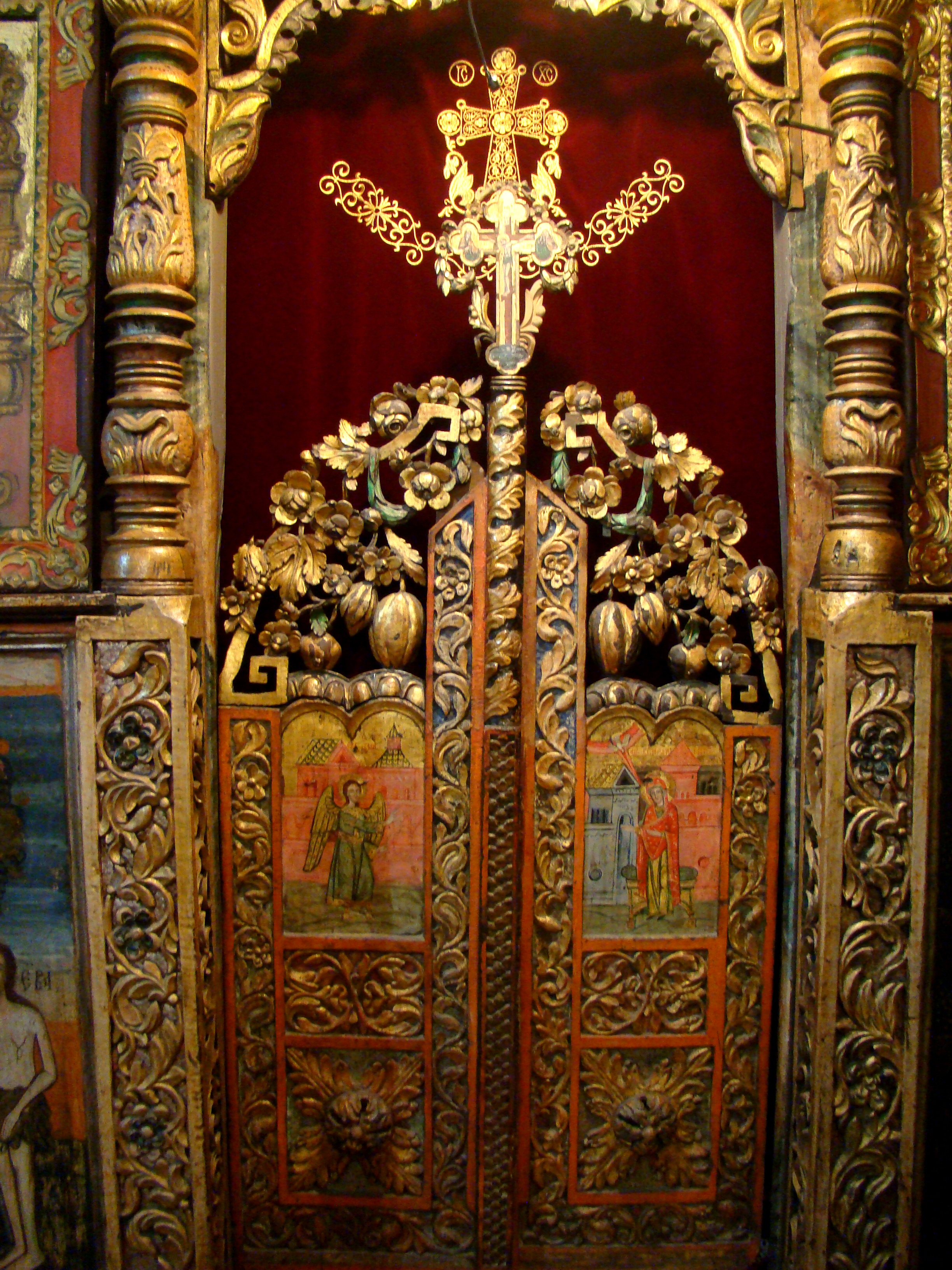
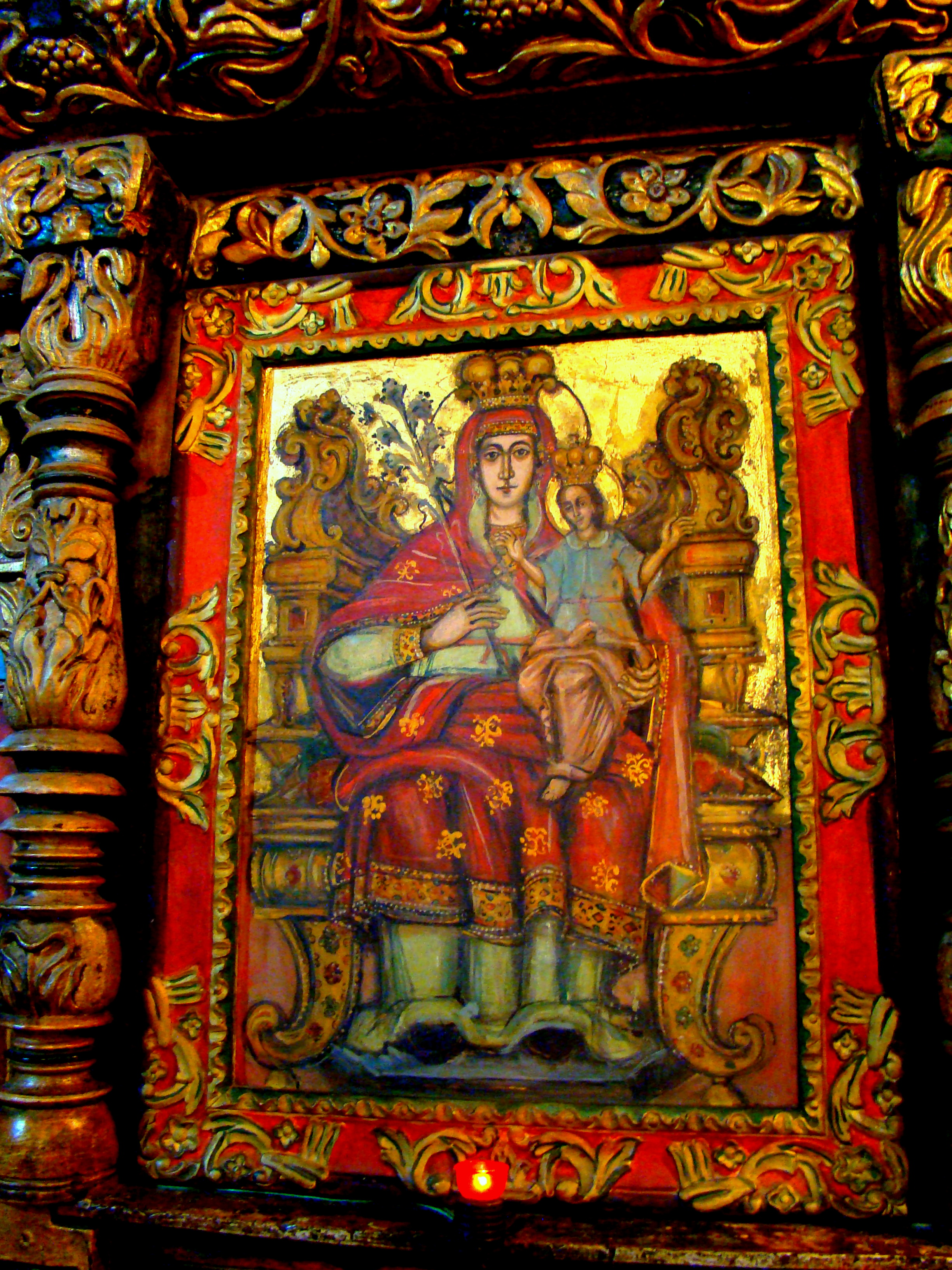
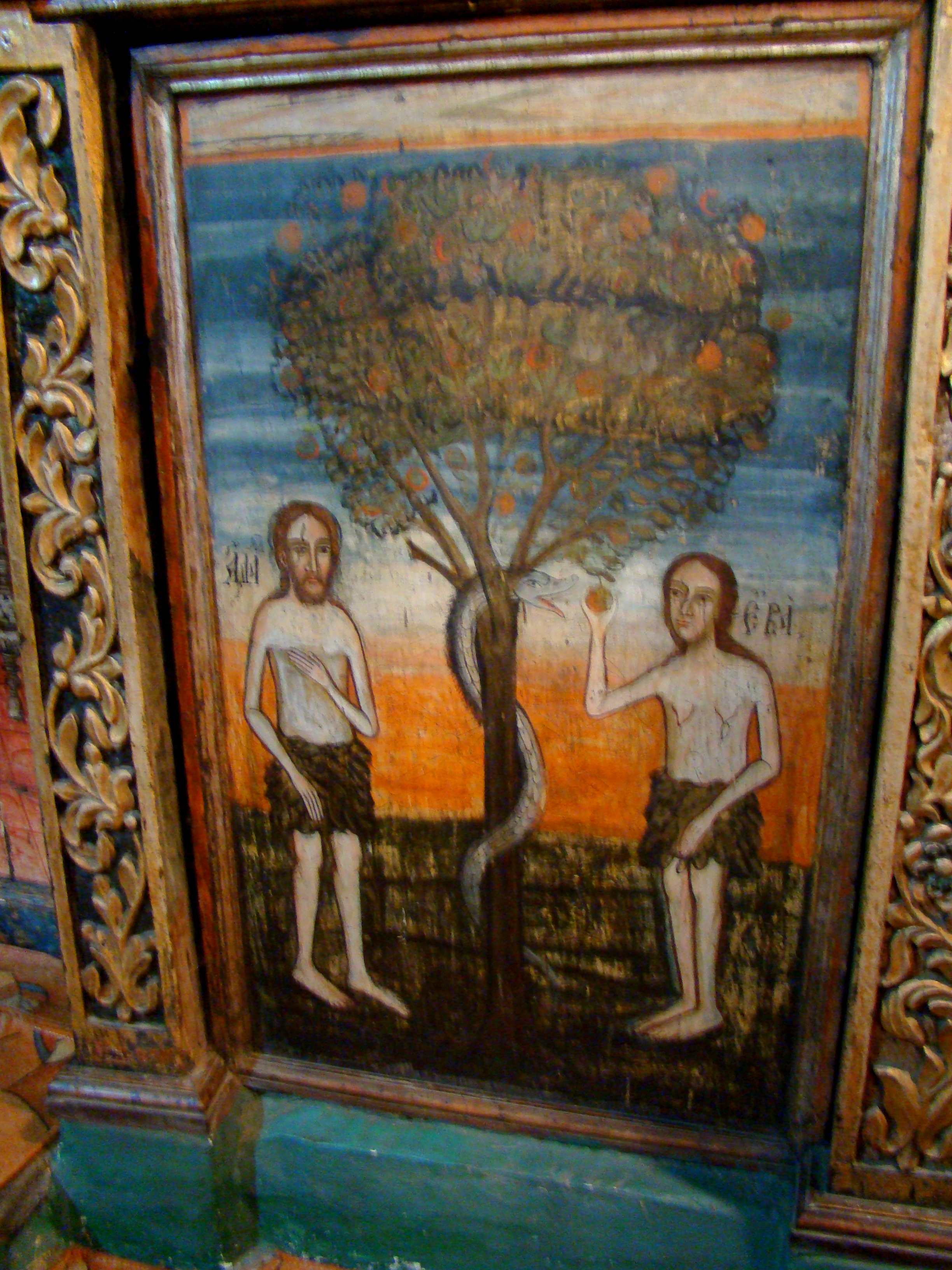
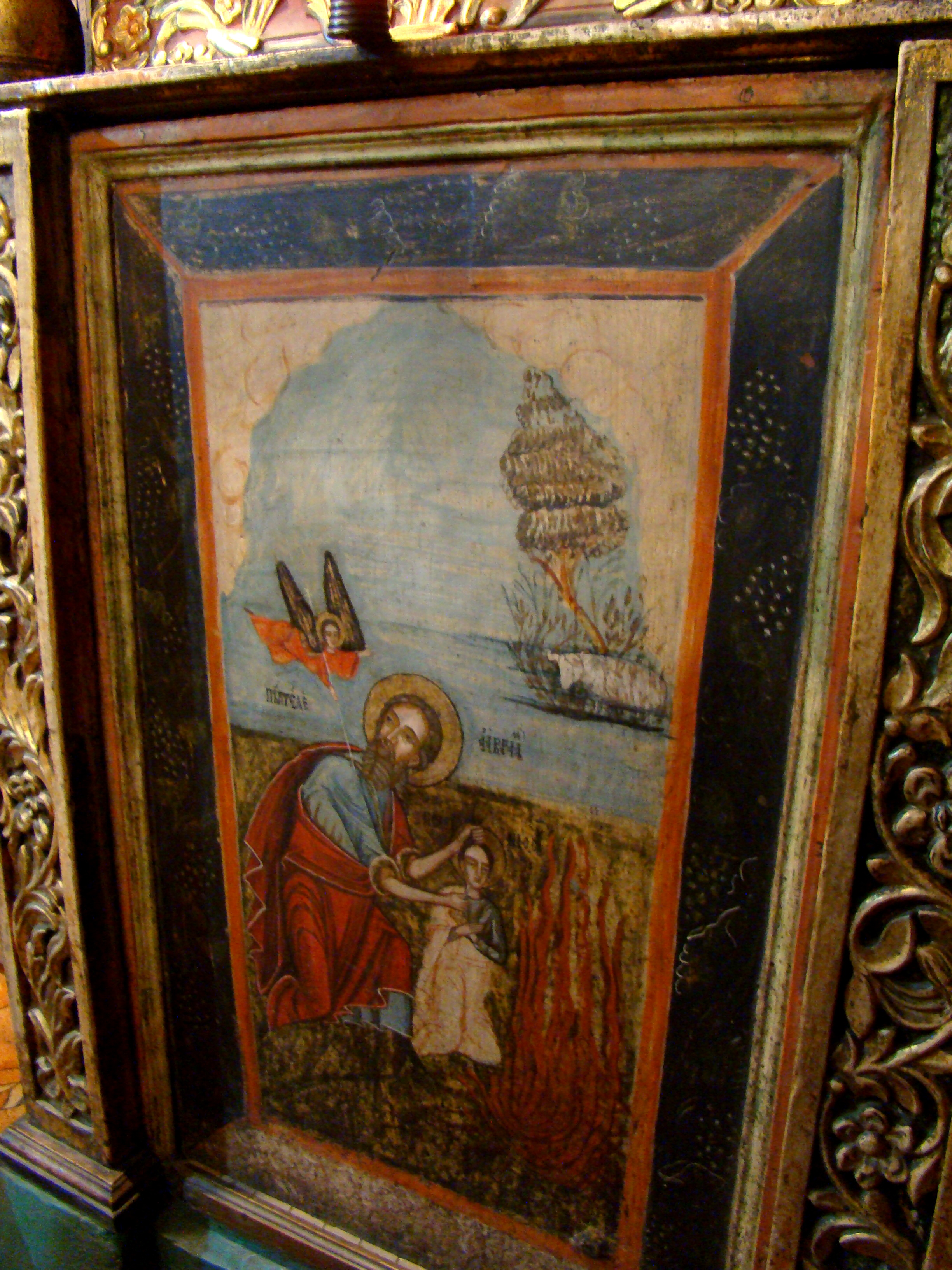
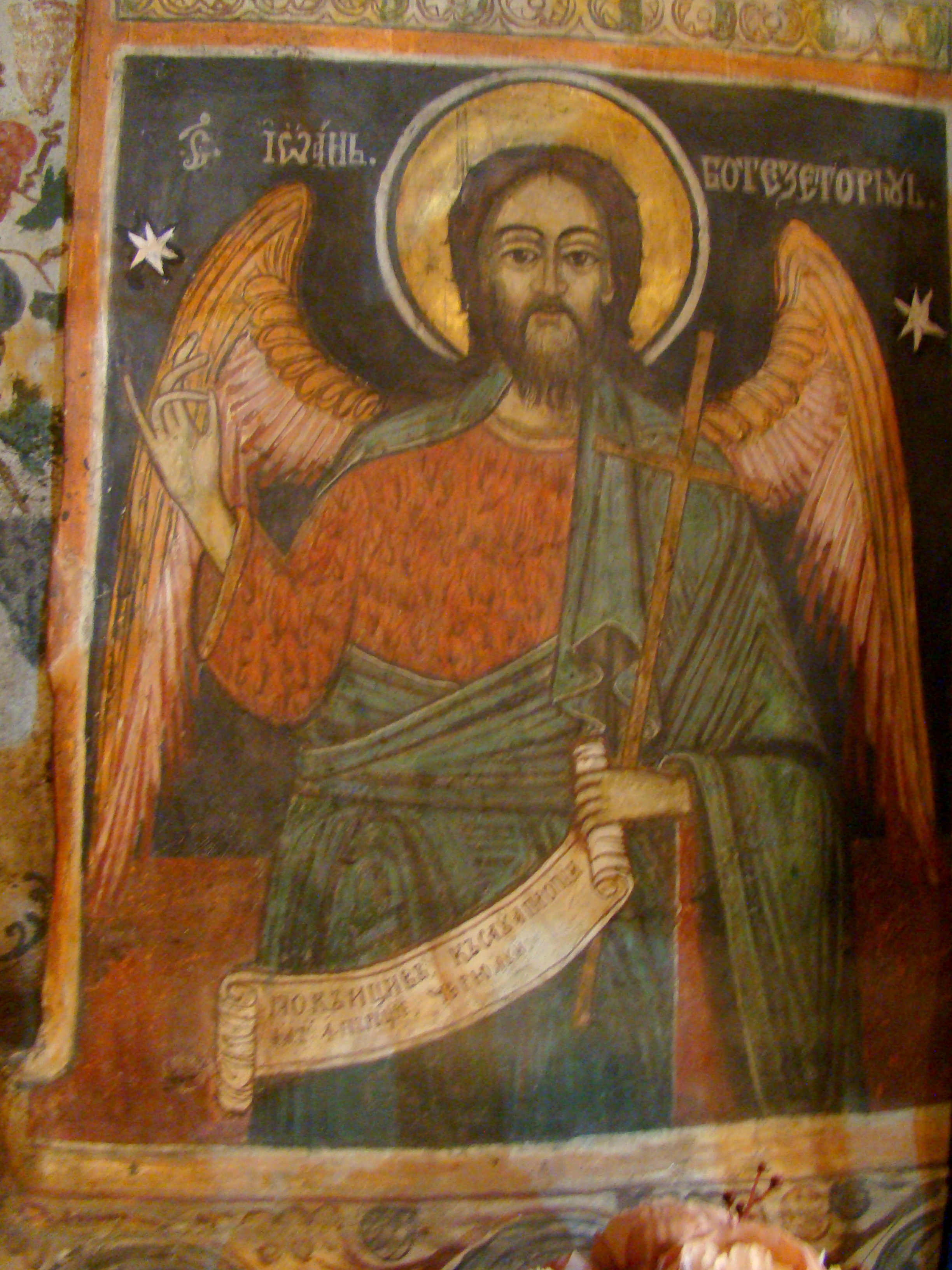
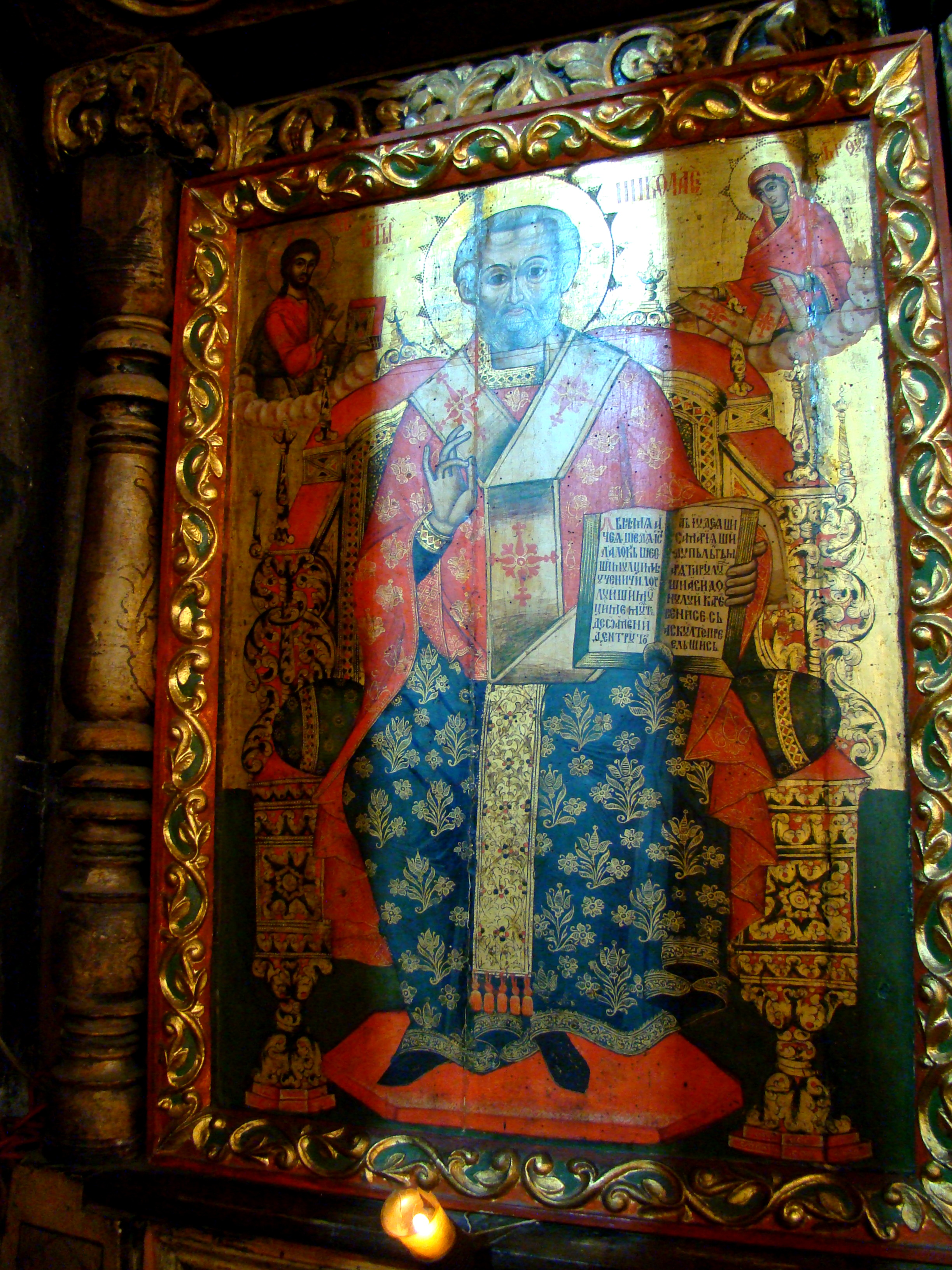
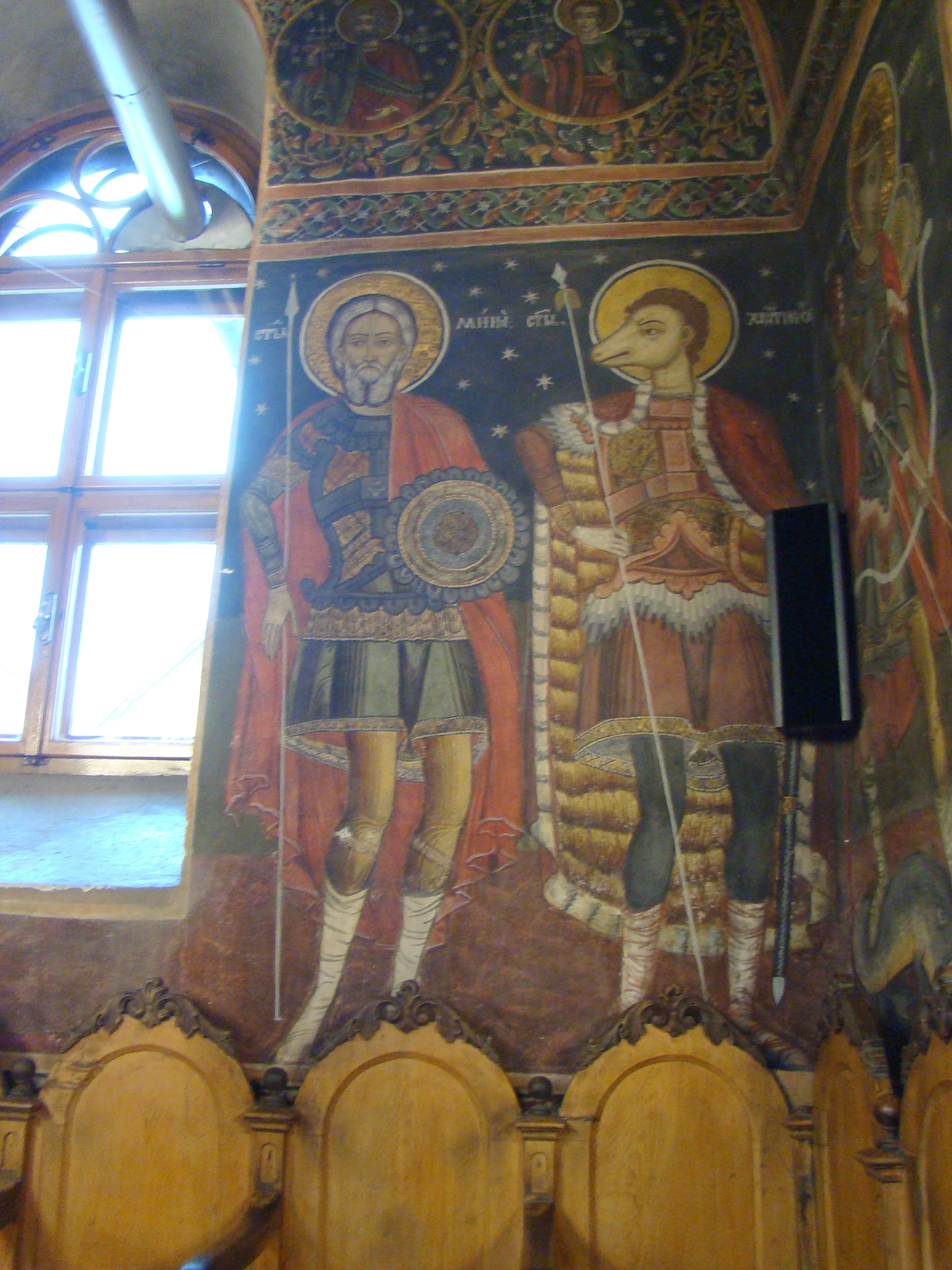
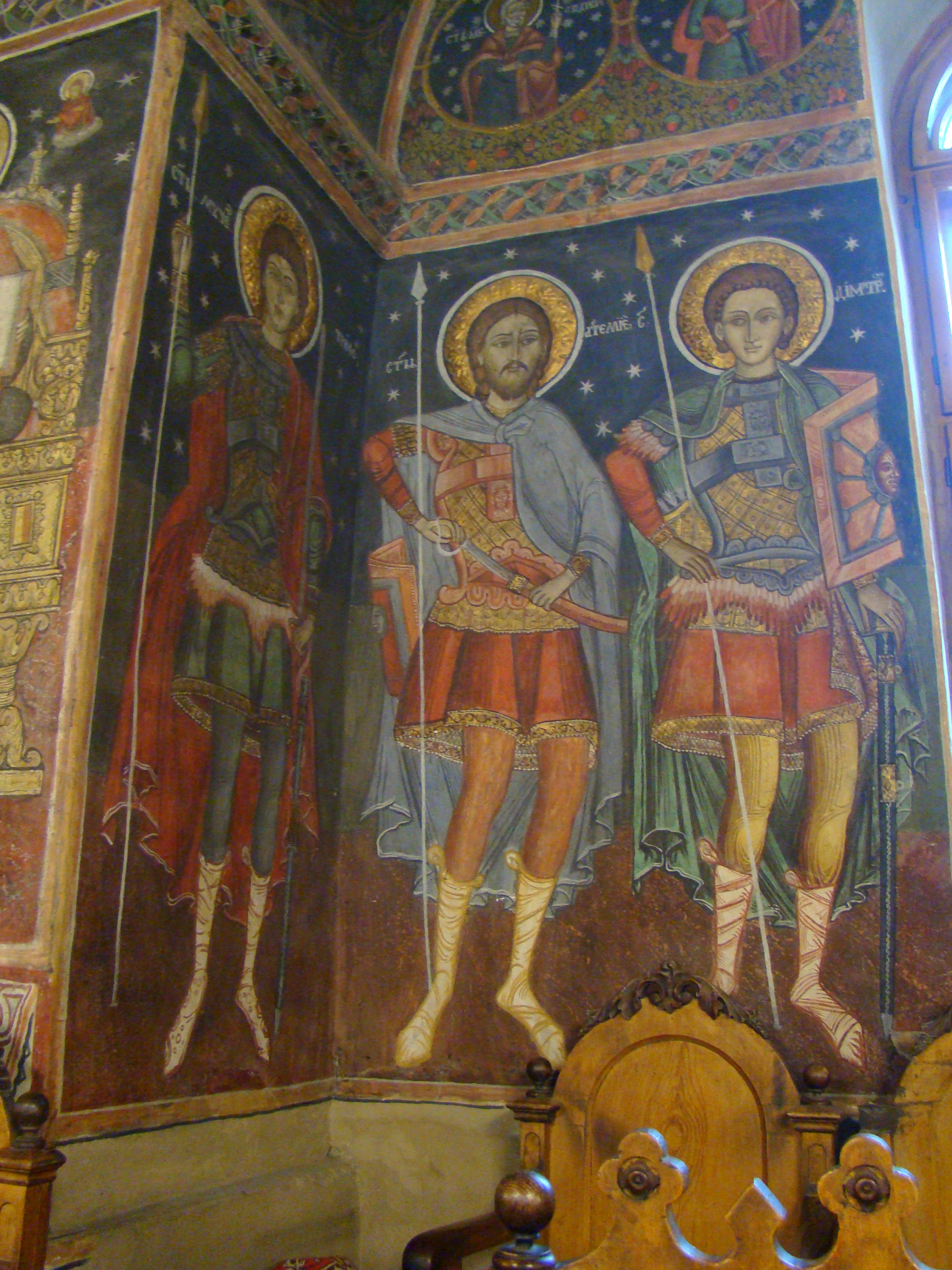
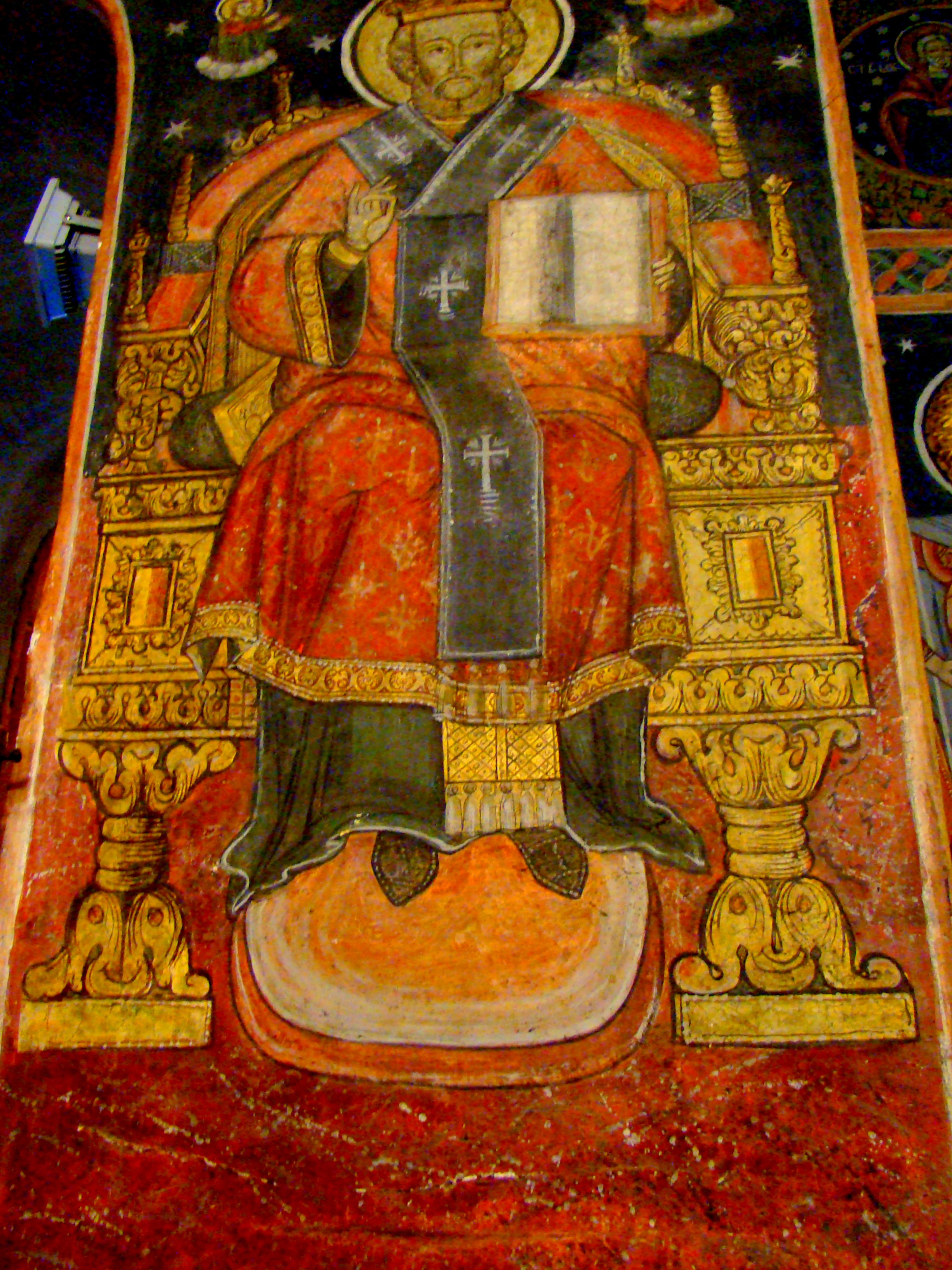
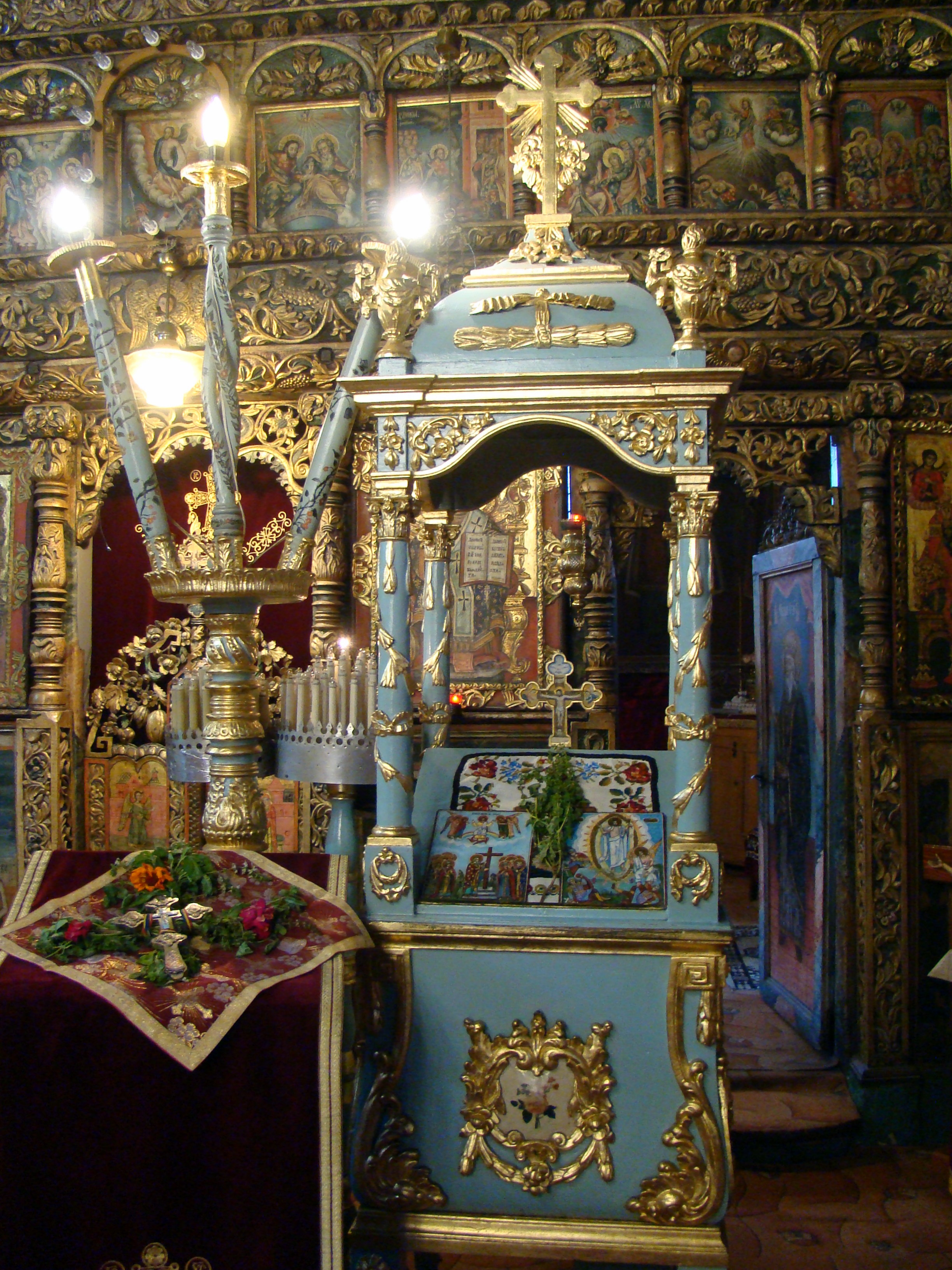
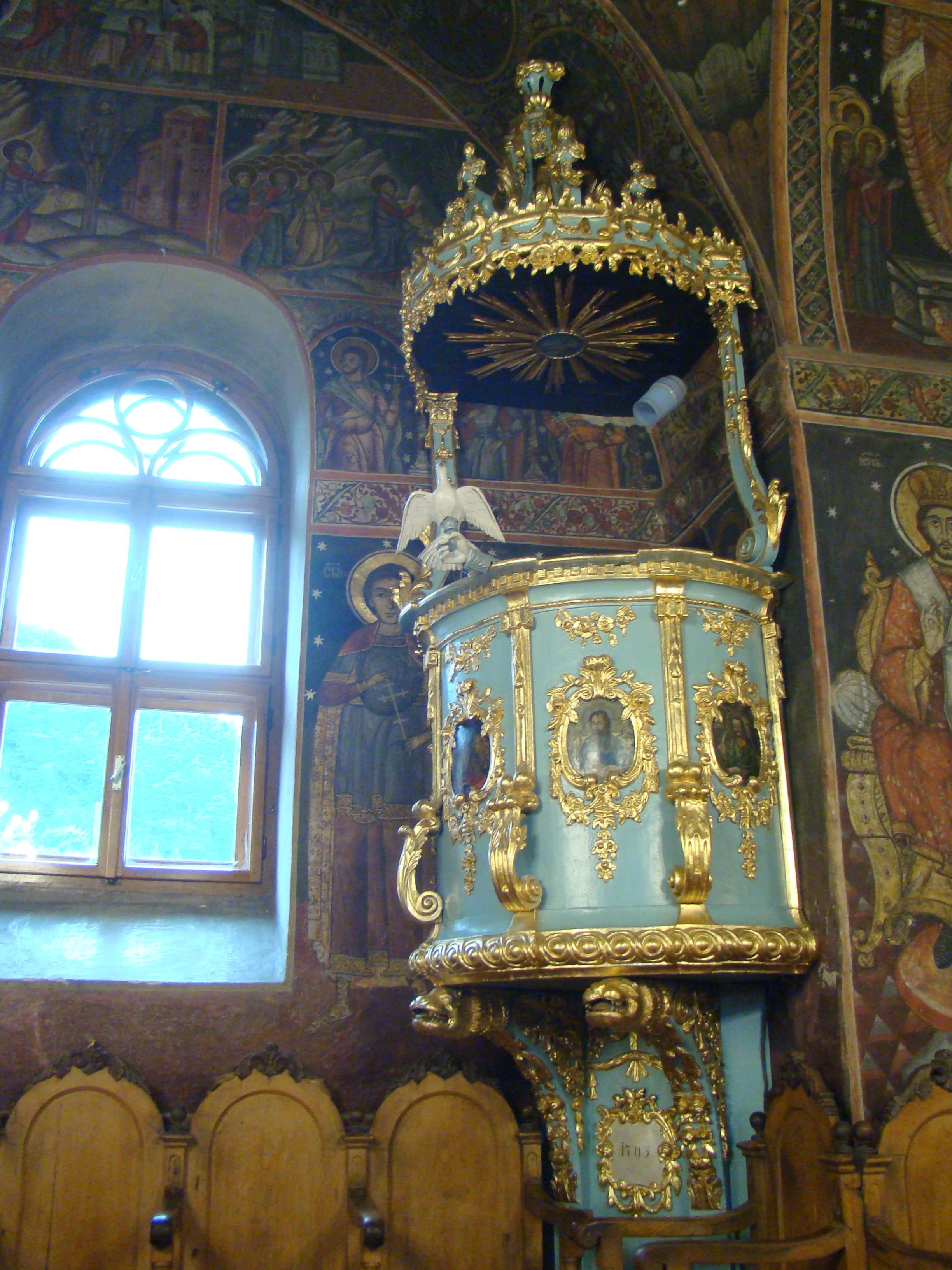
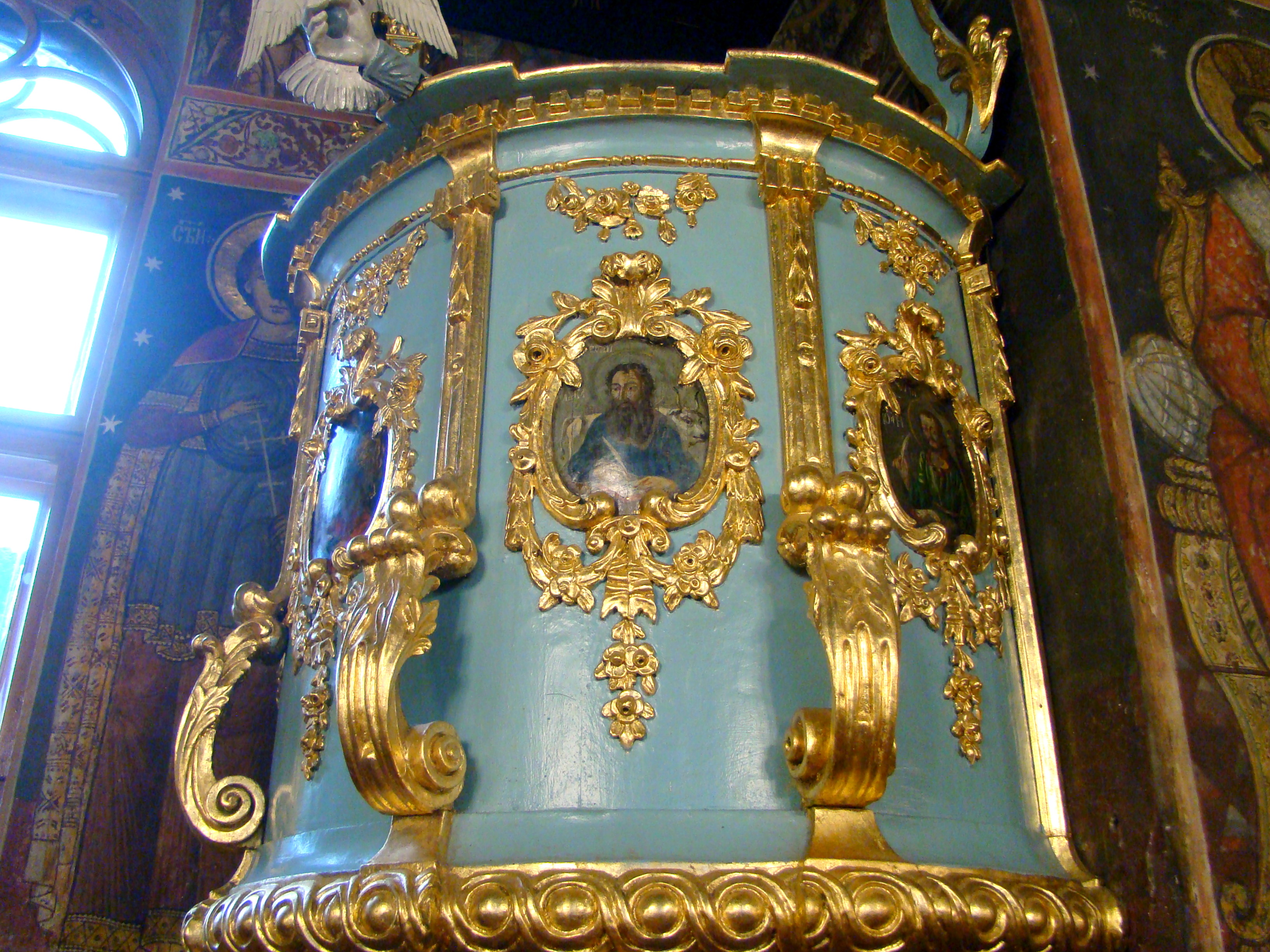
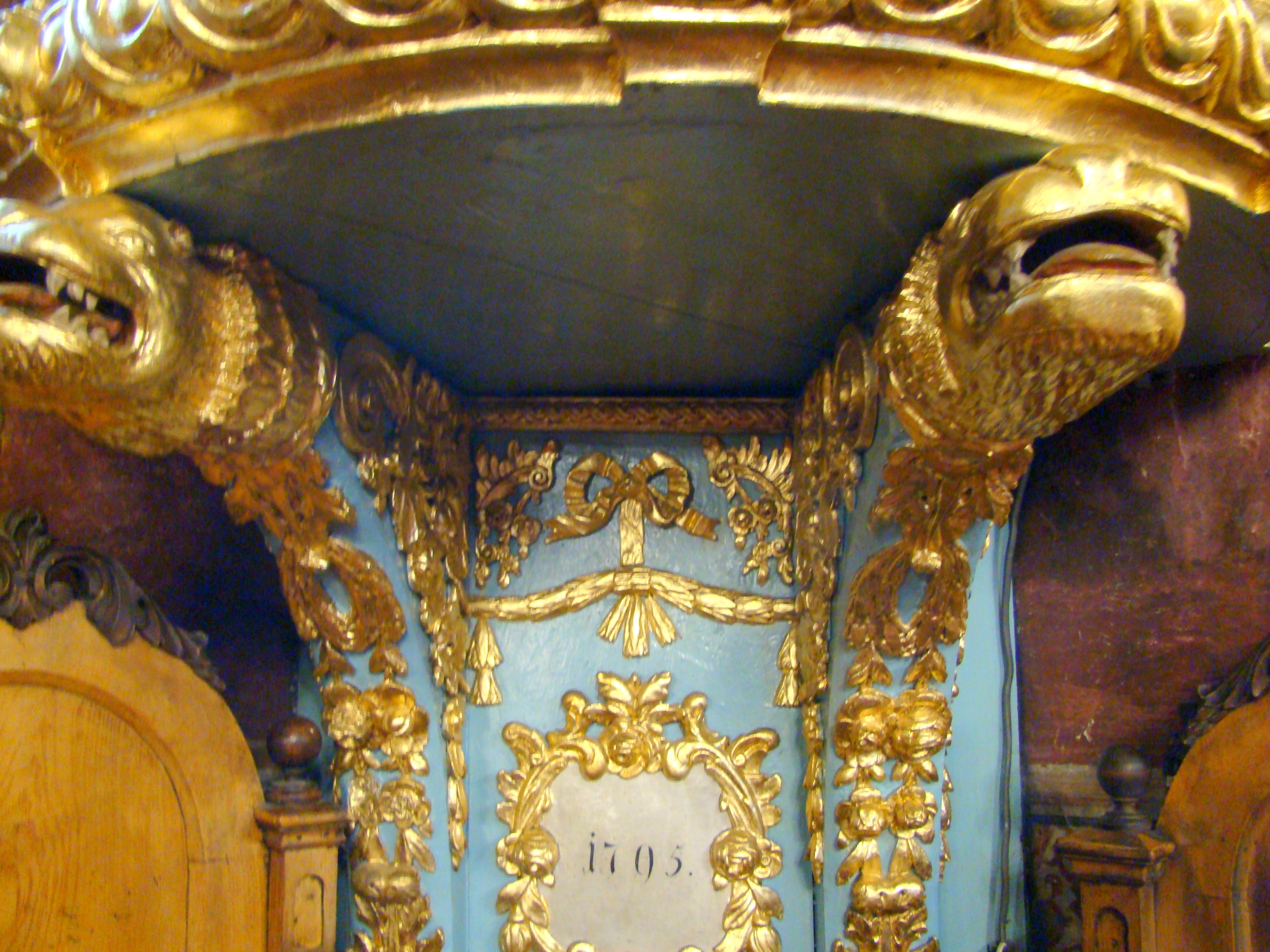
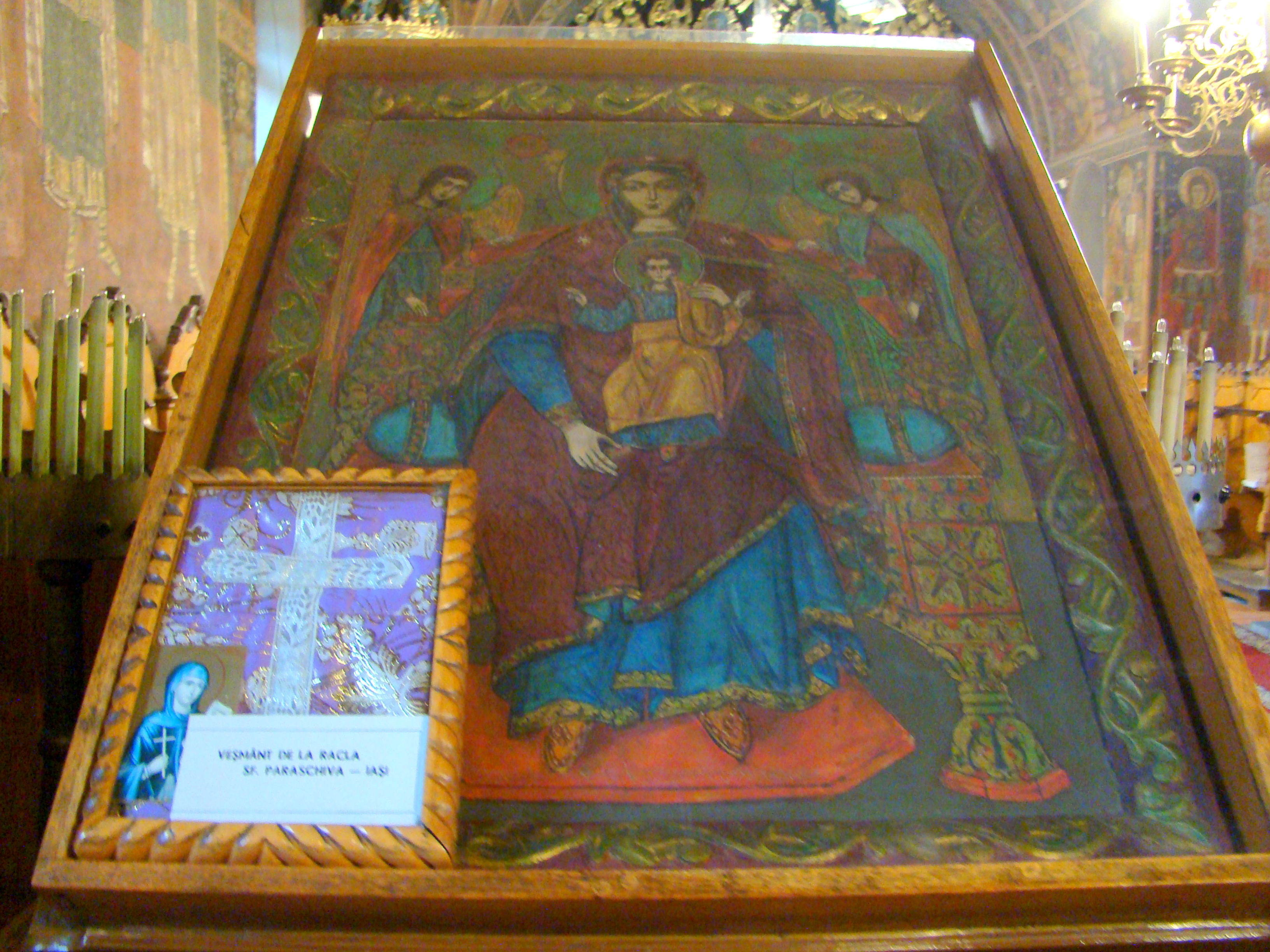
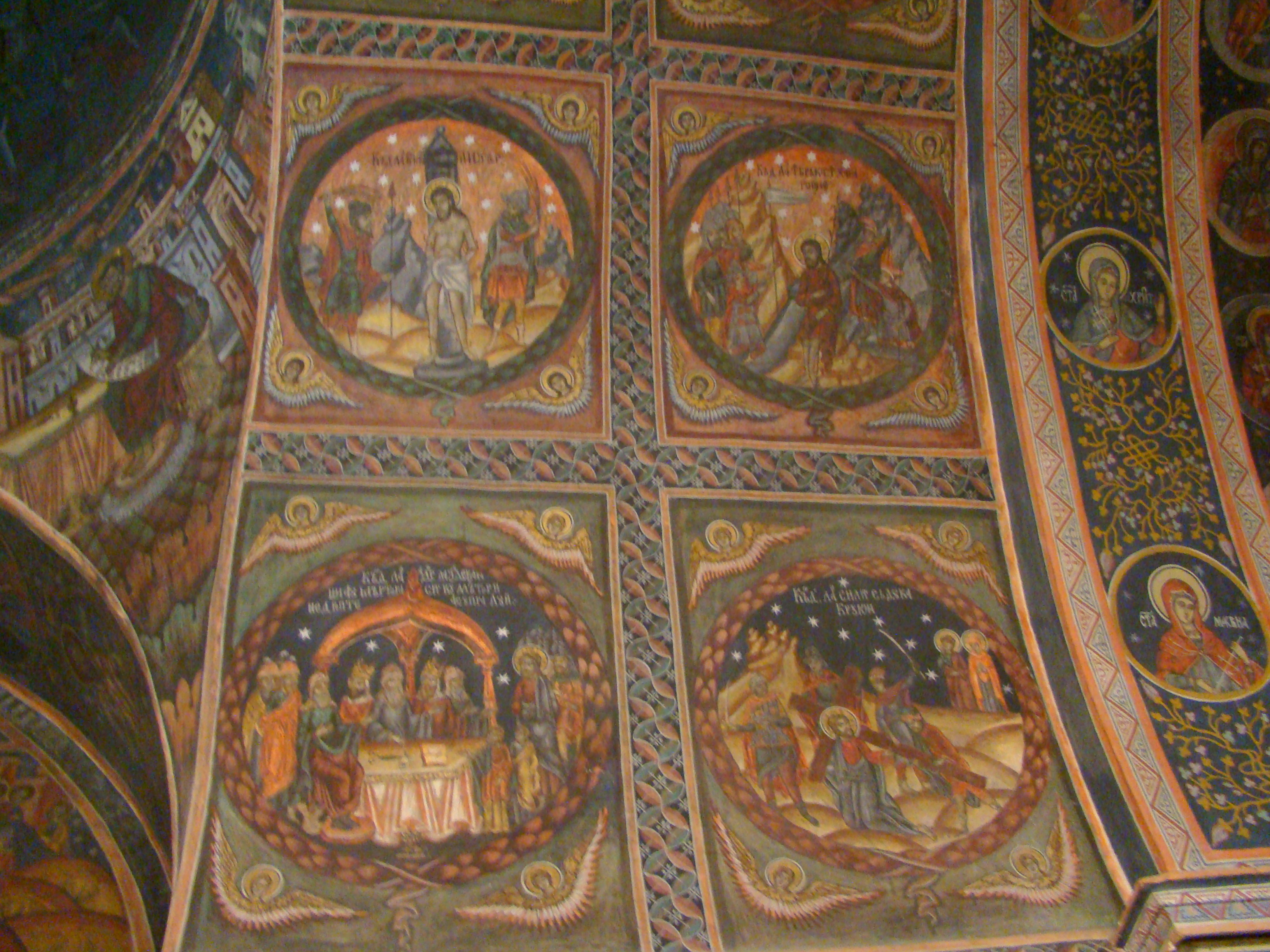
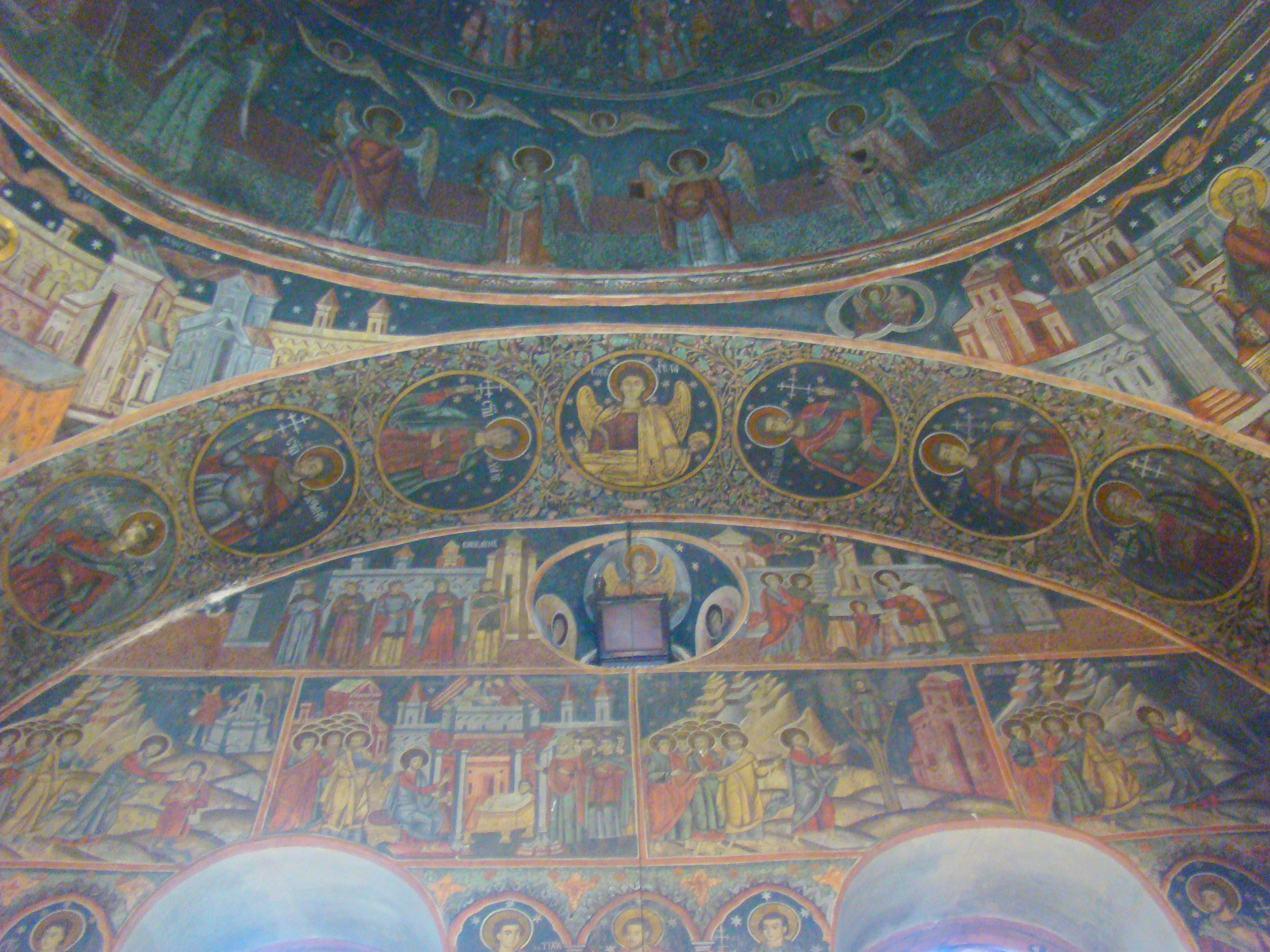
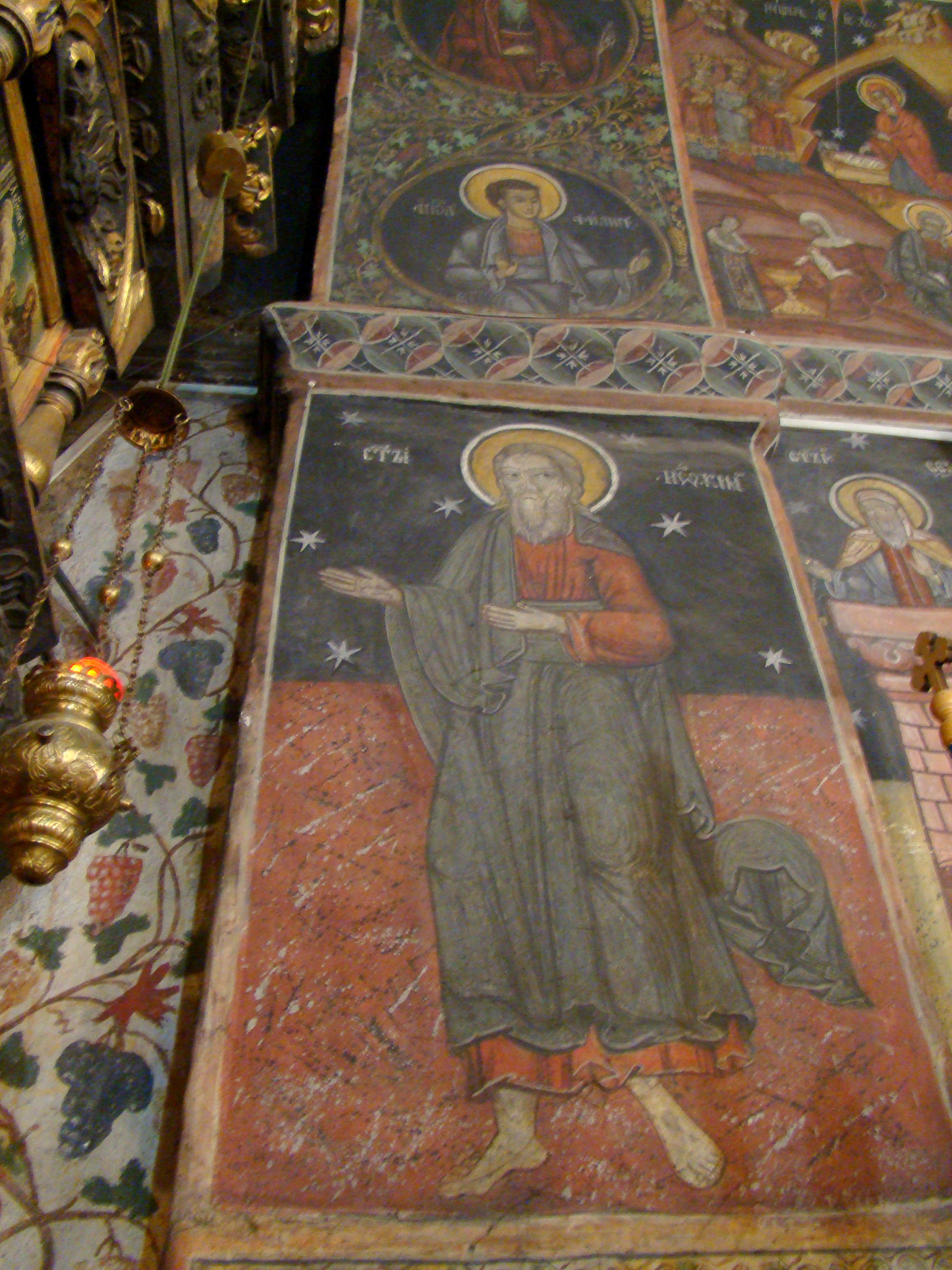
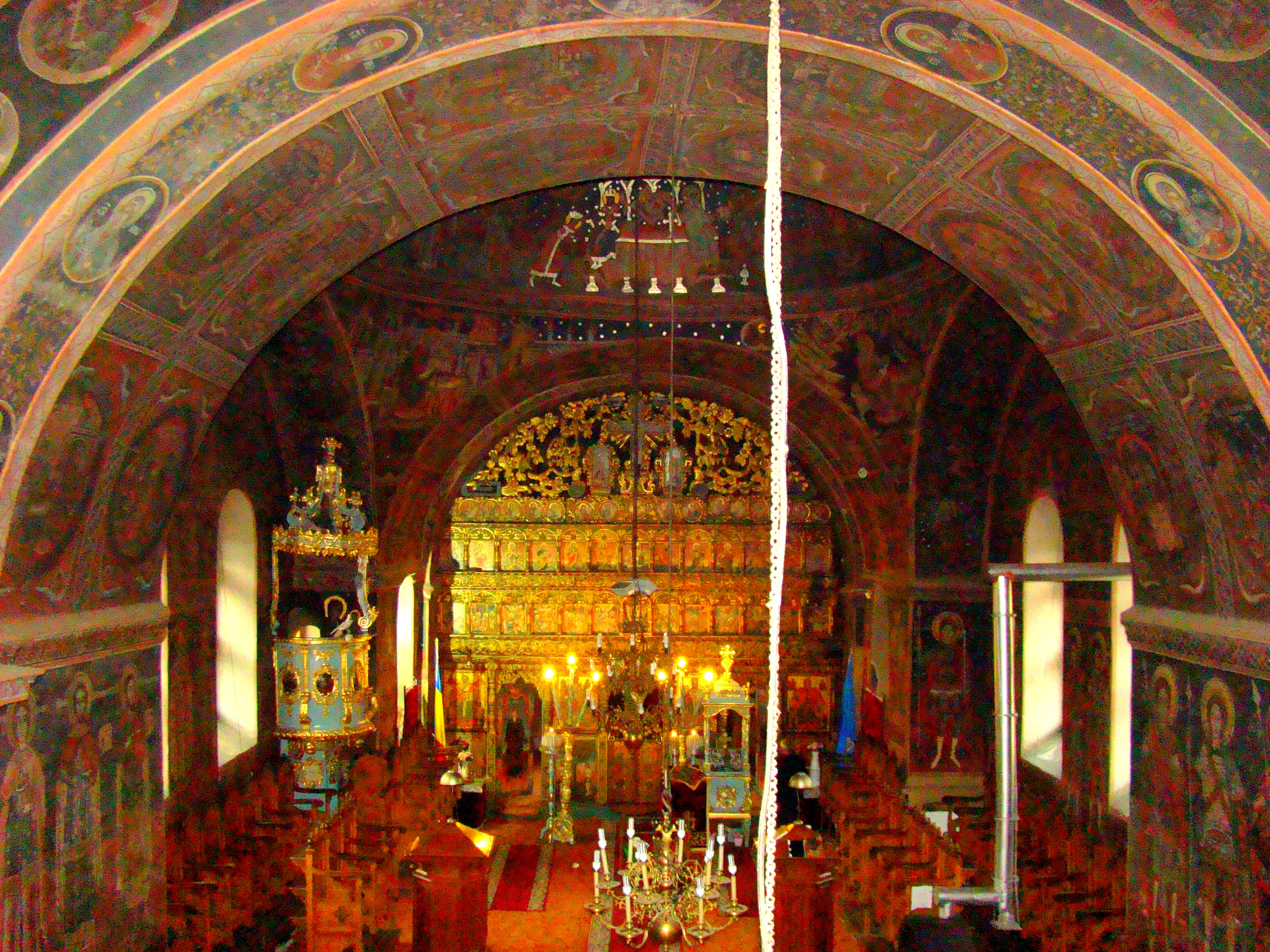
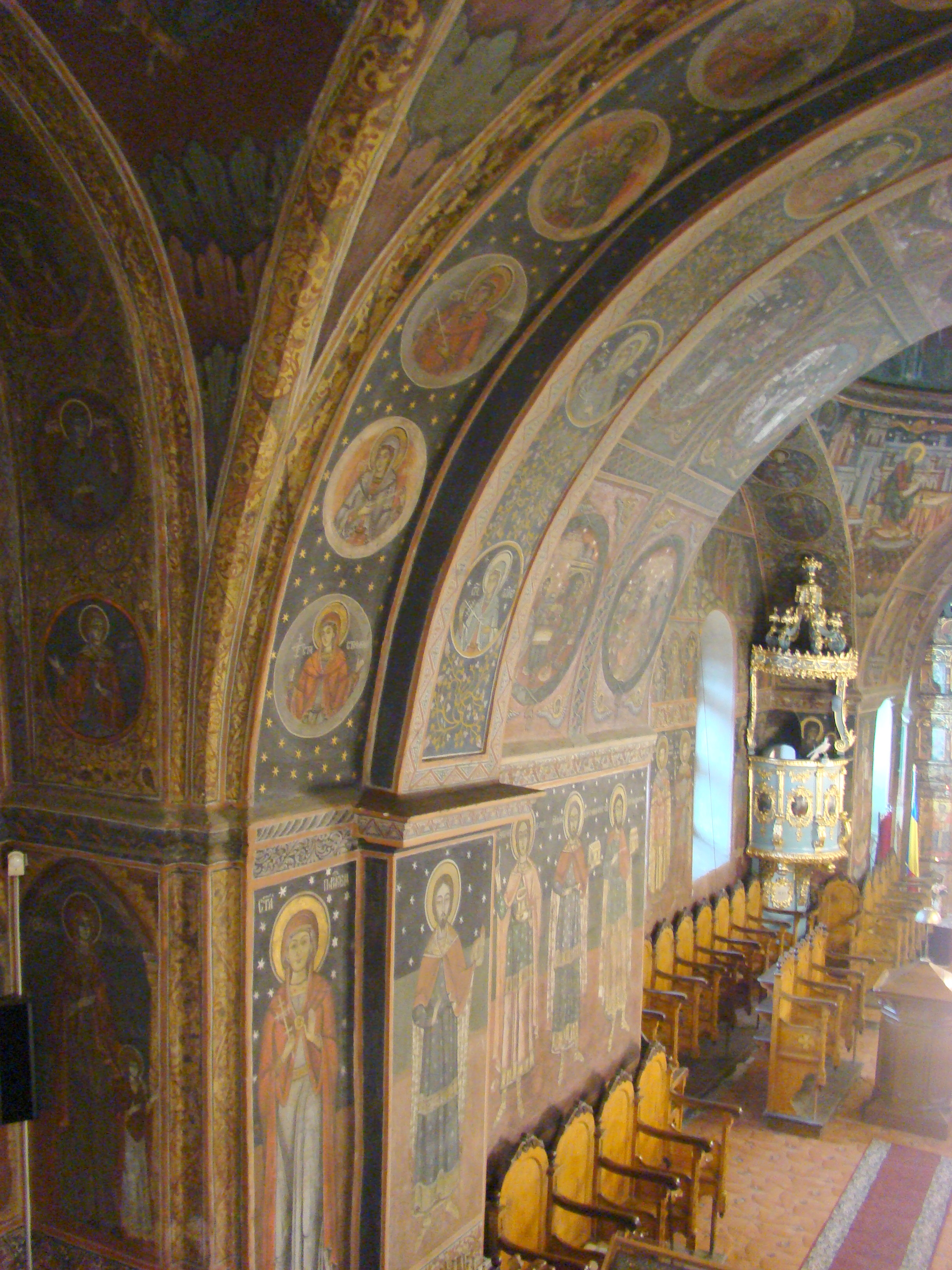
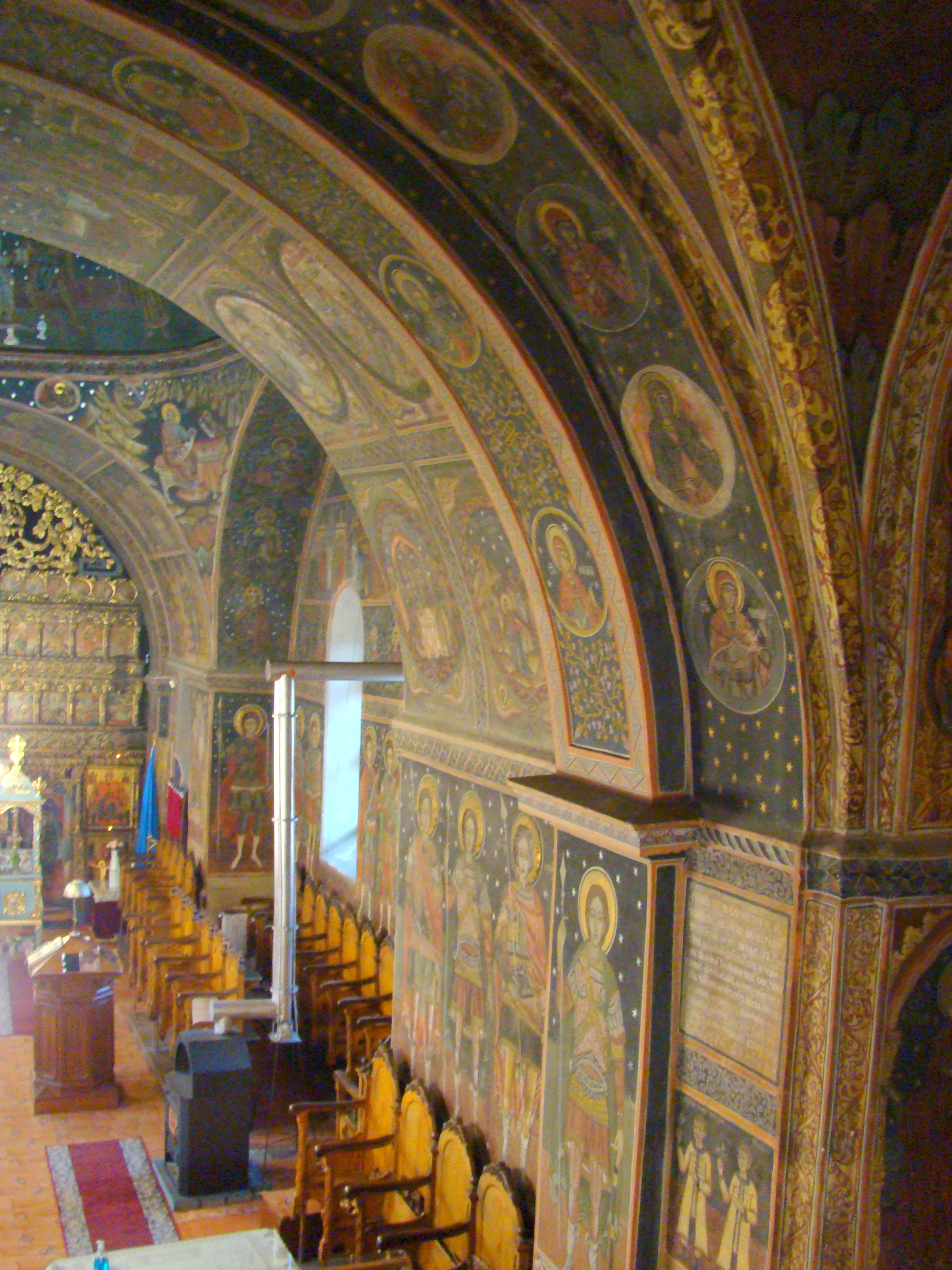
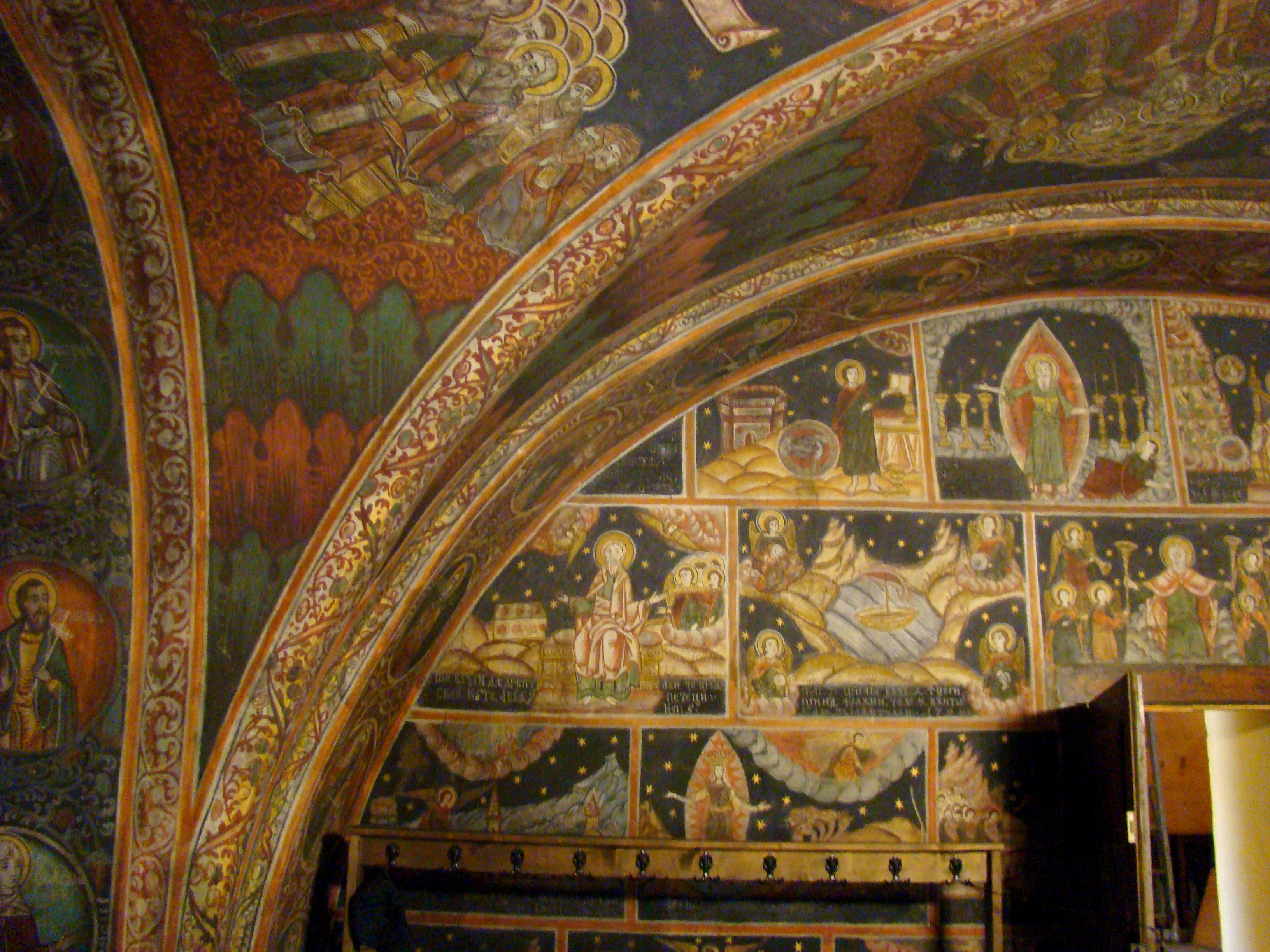
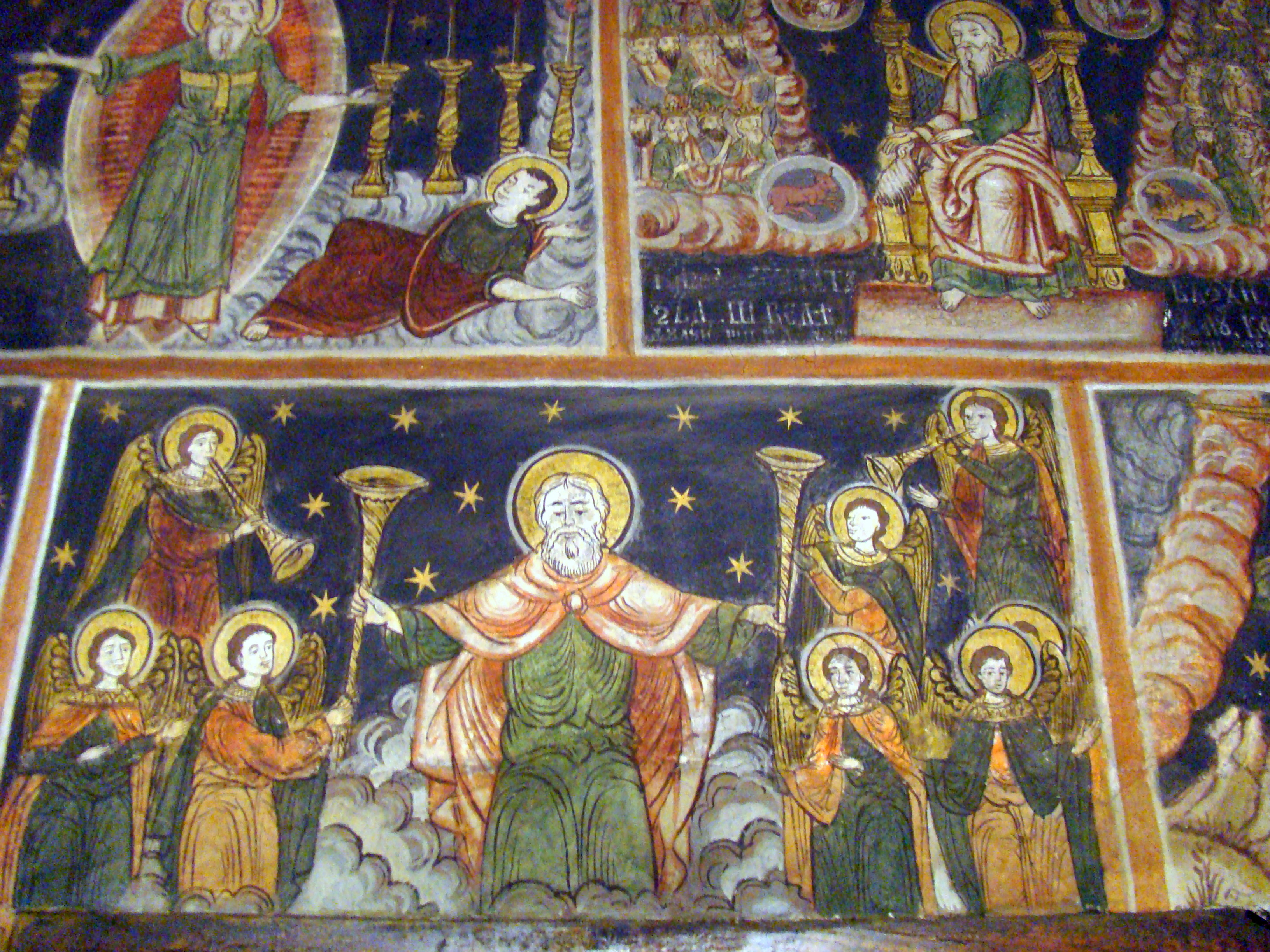
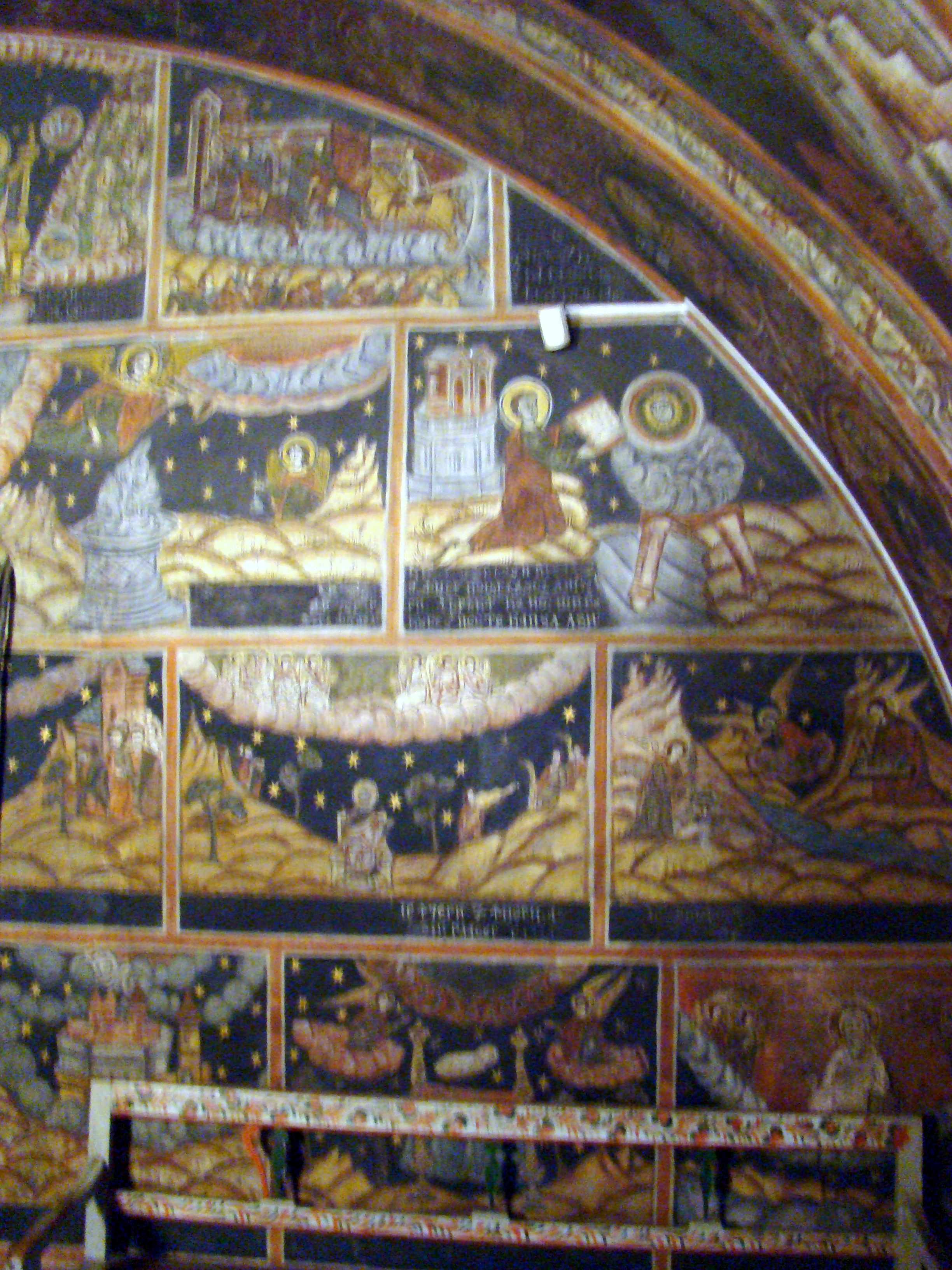
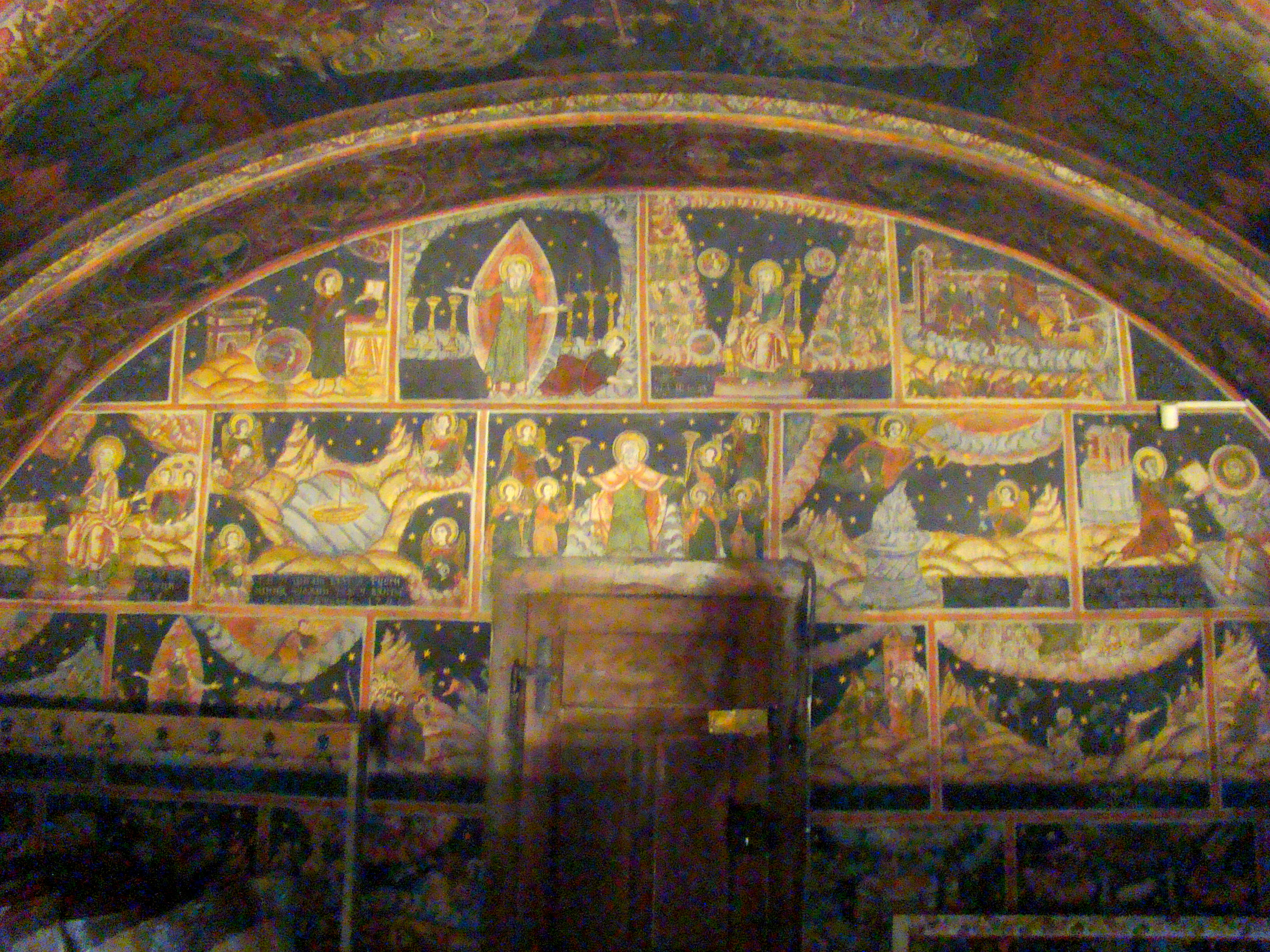
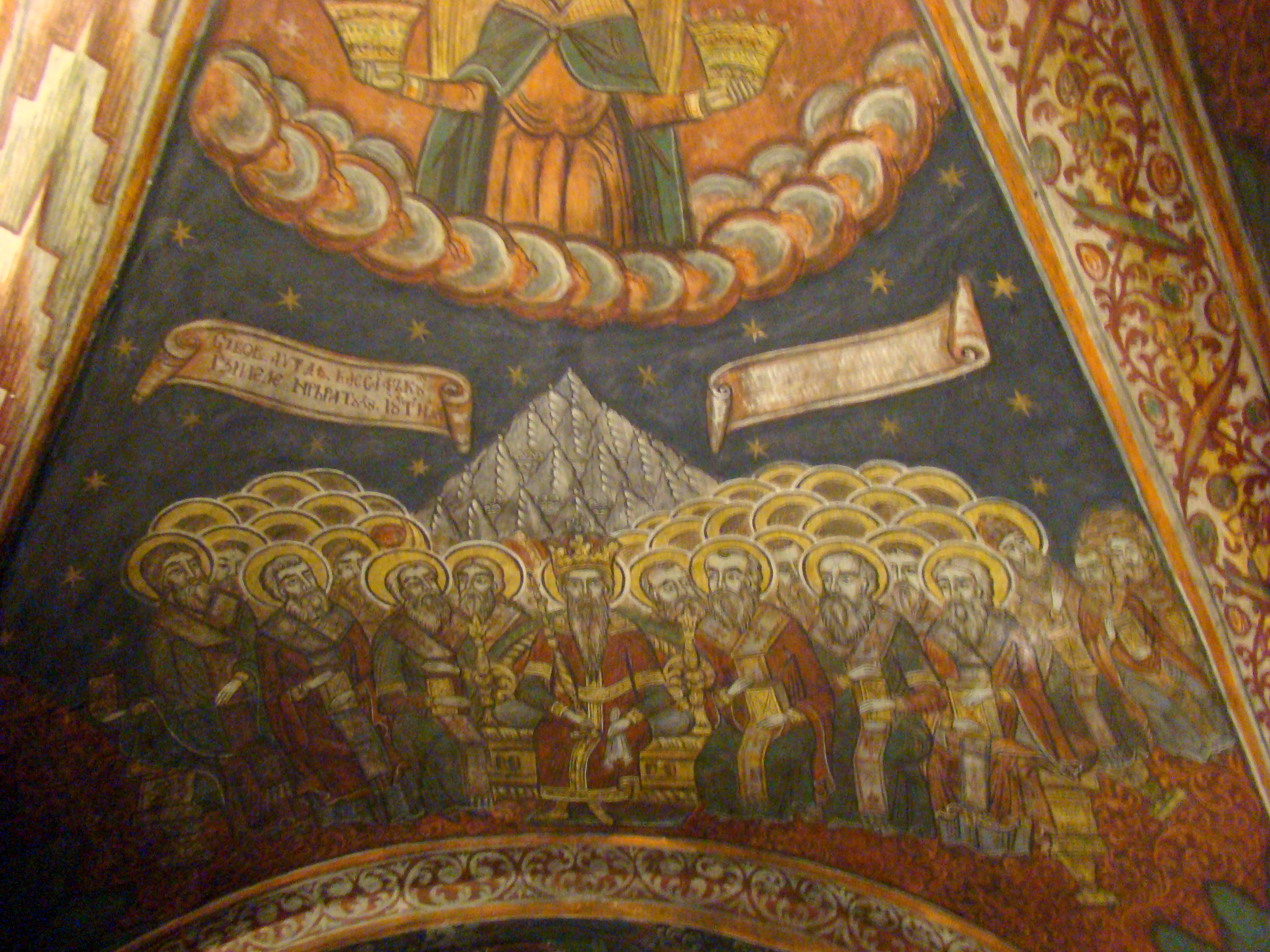
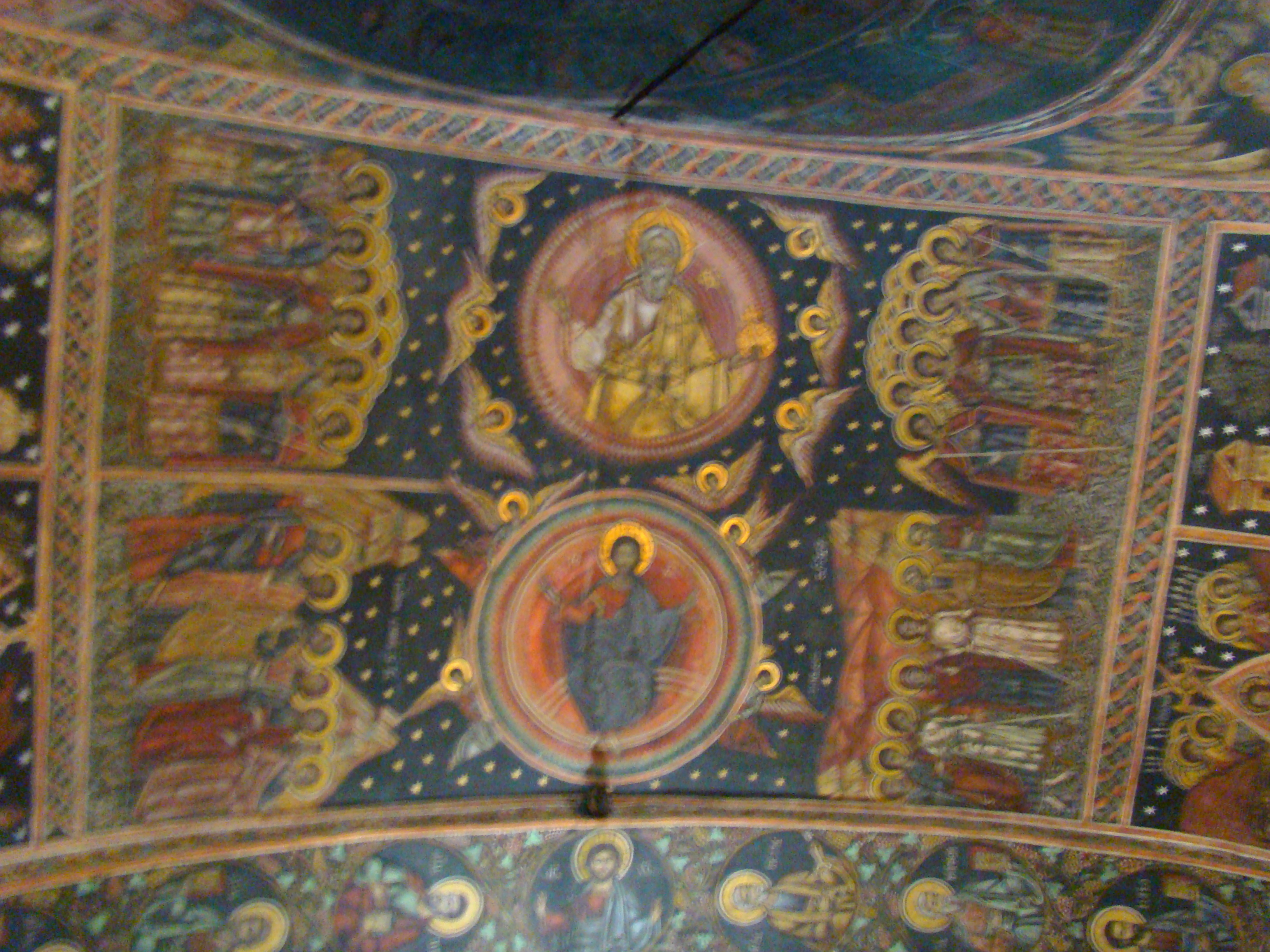
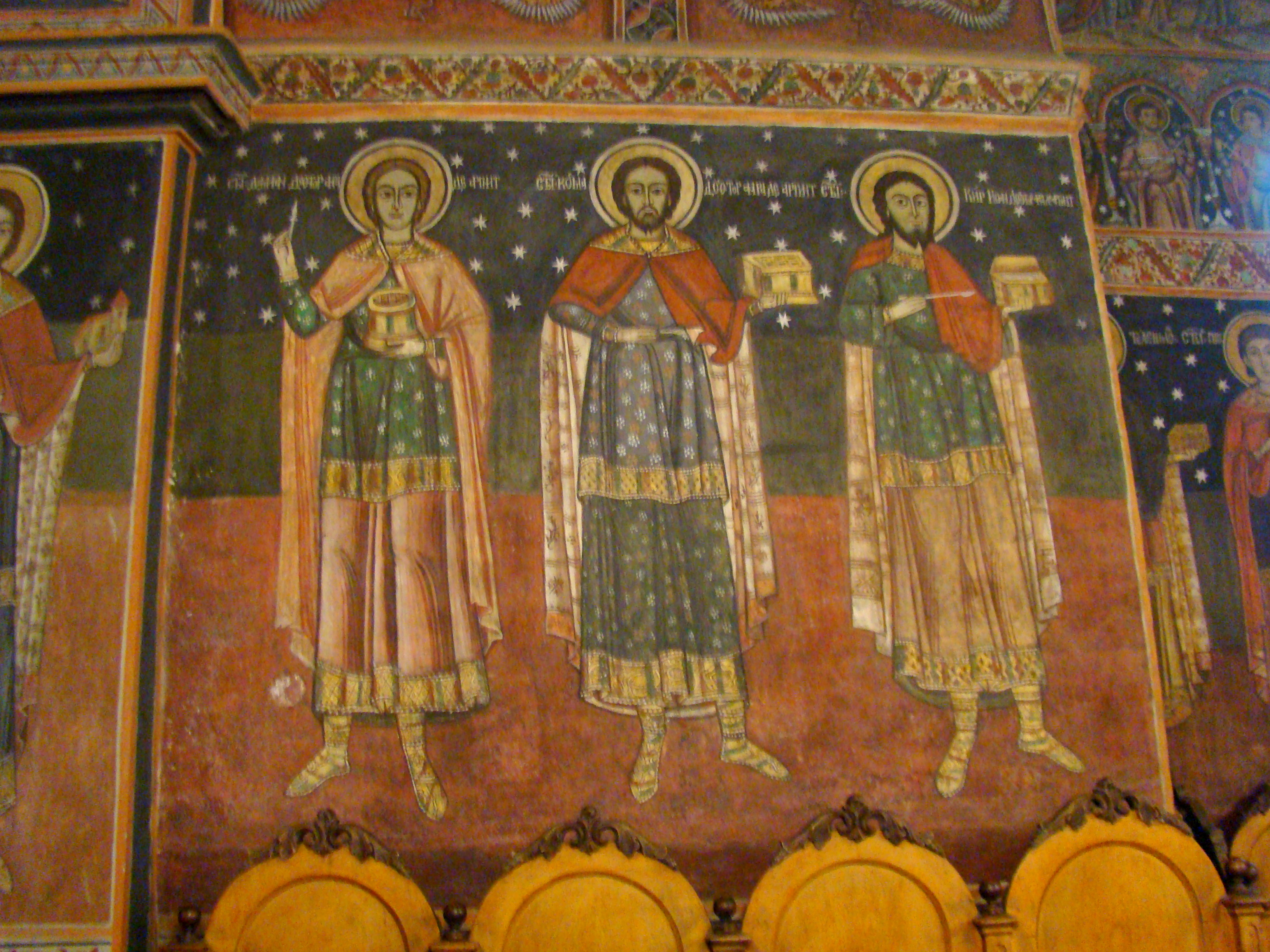
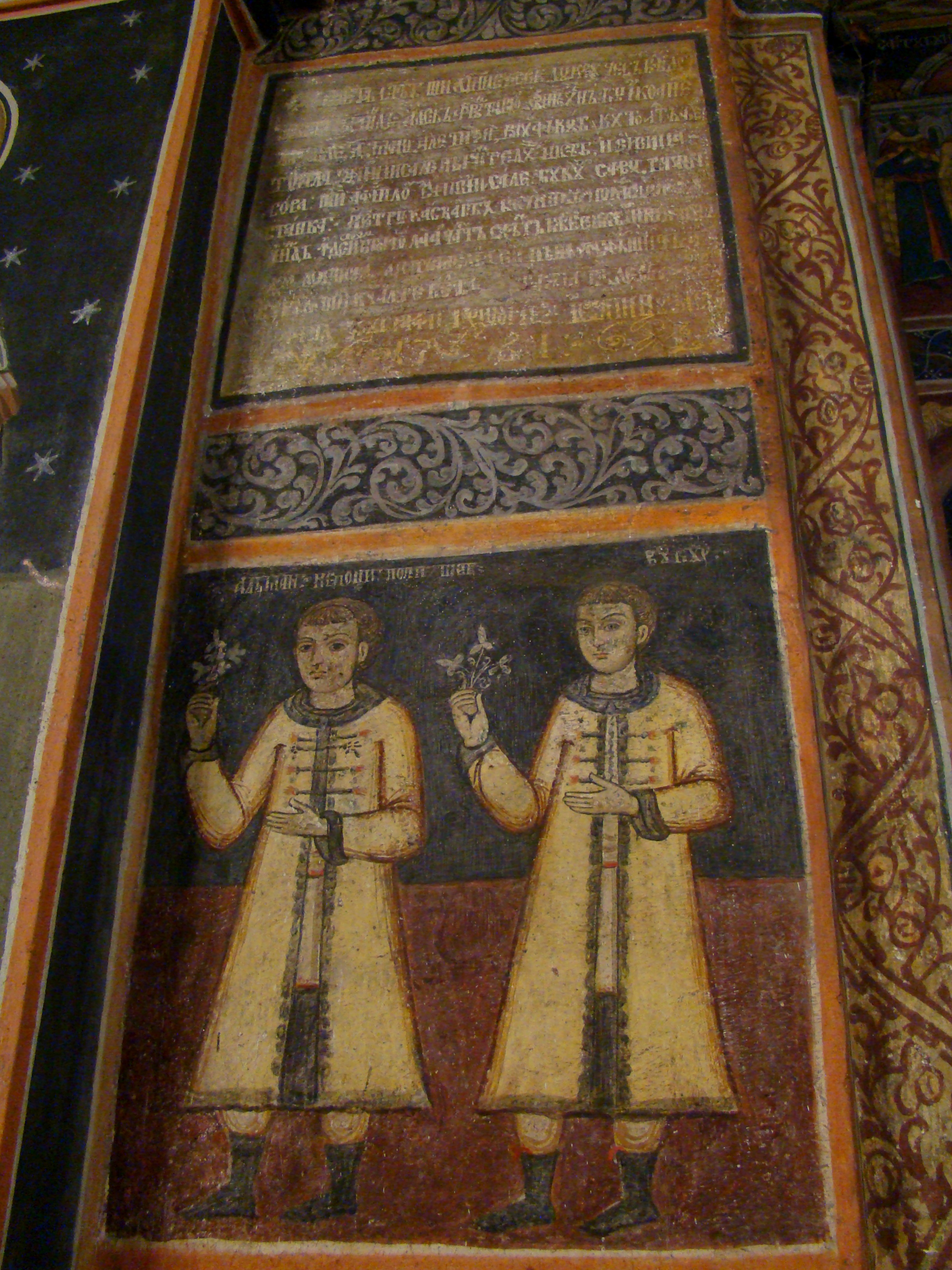

## Vezi și
- Rășinari, Sibiu

## Imagini din exterior

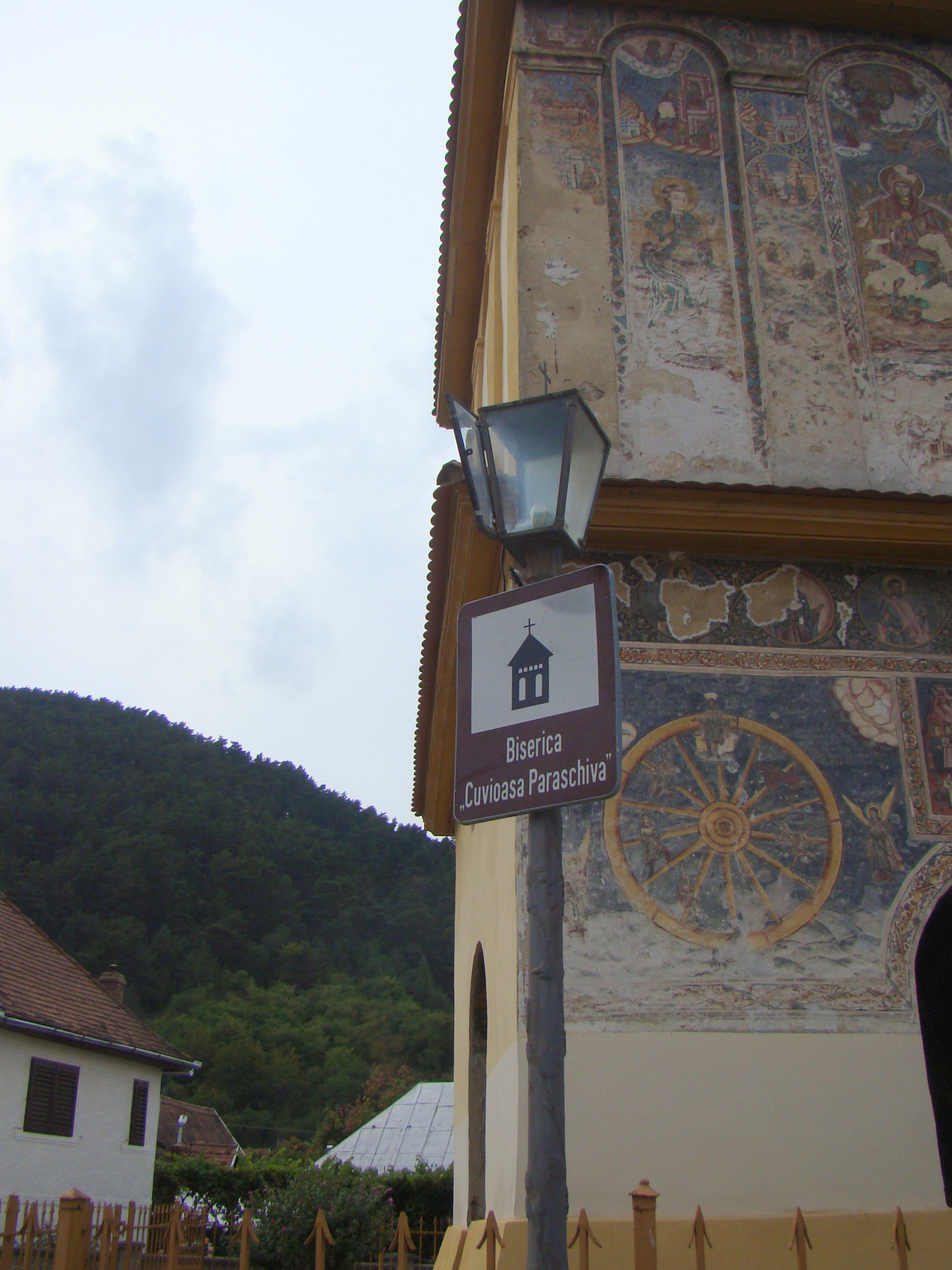
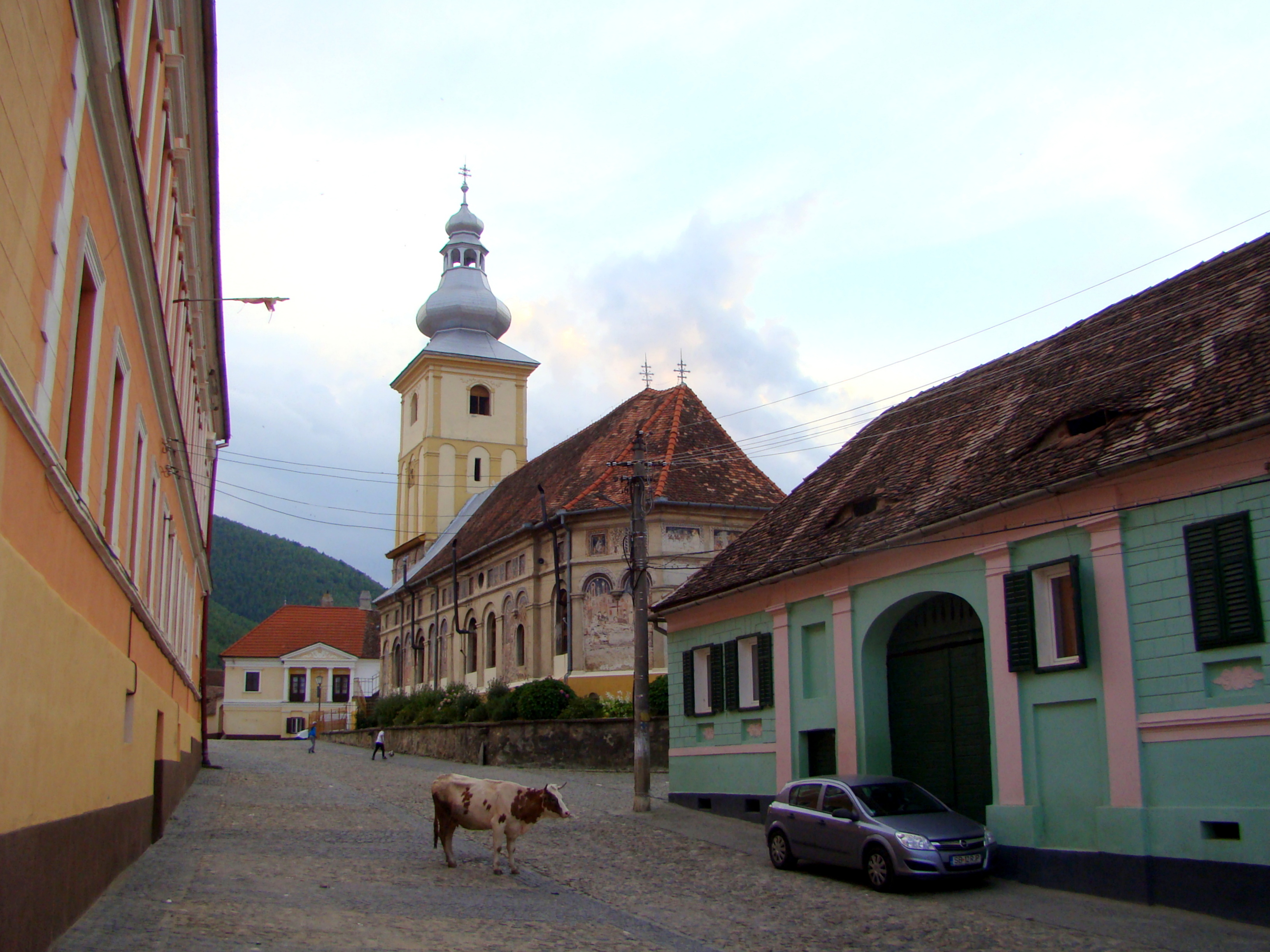
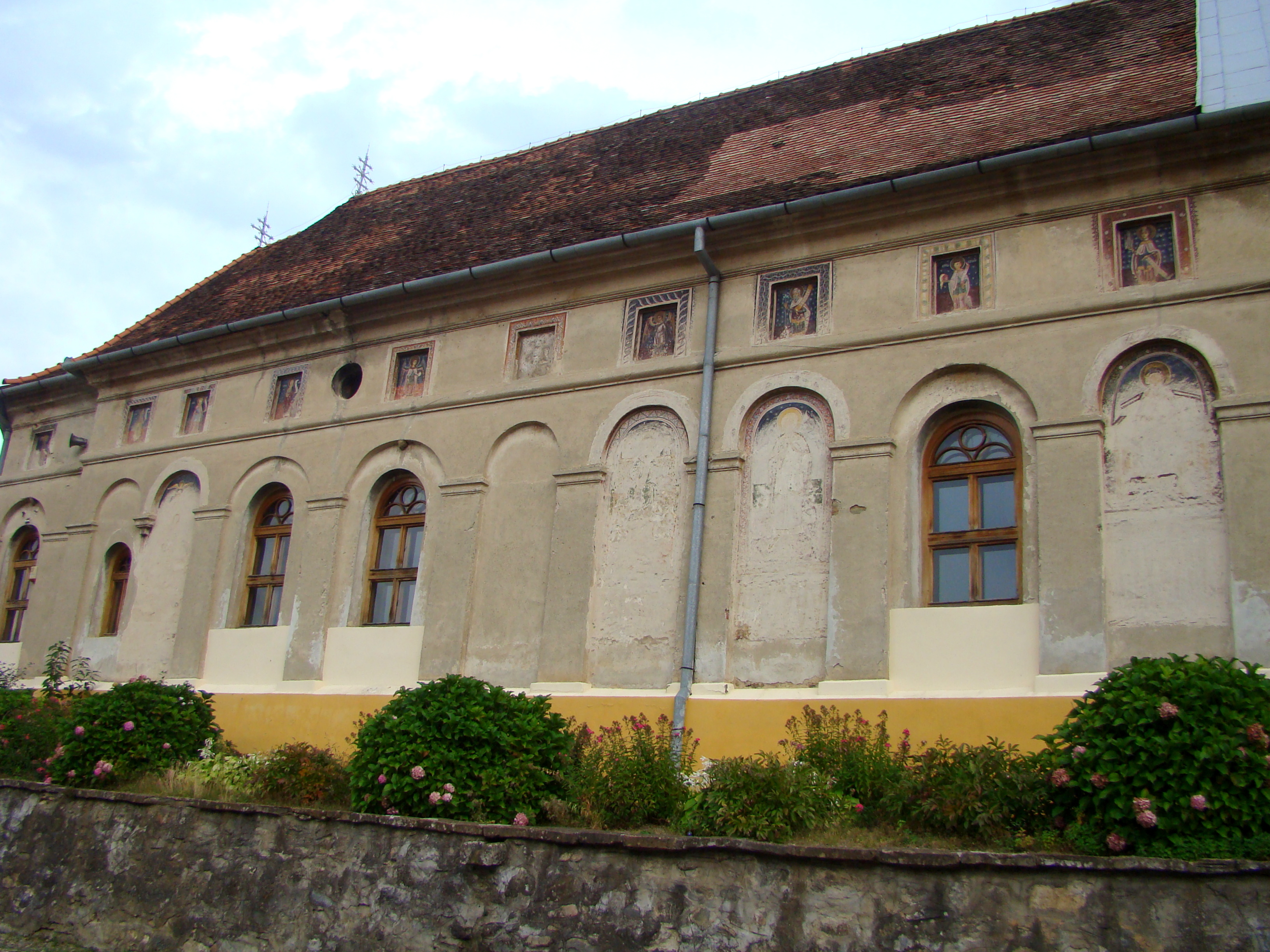
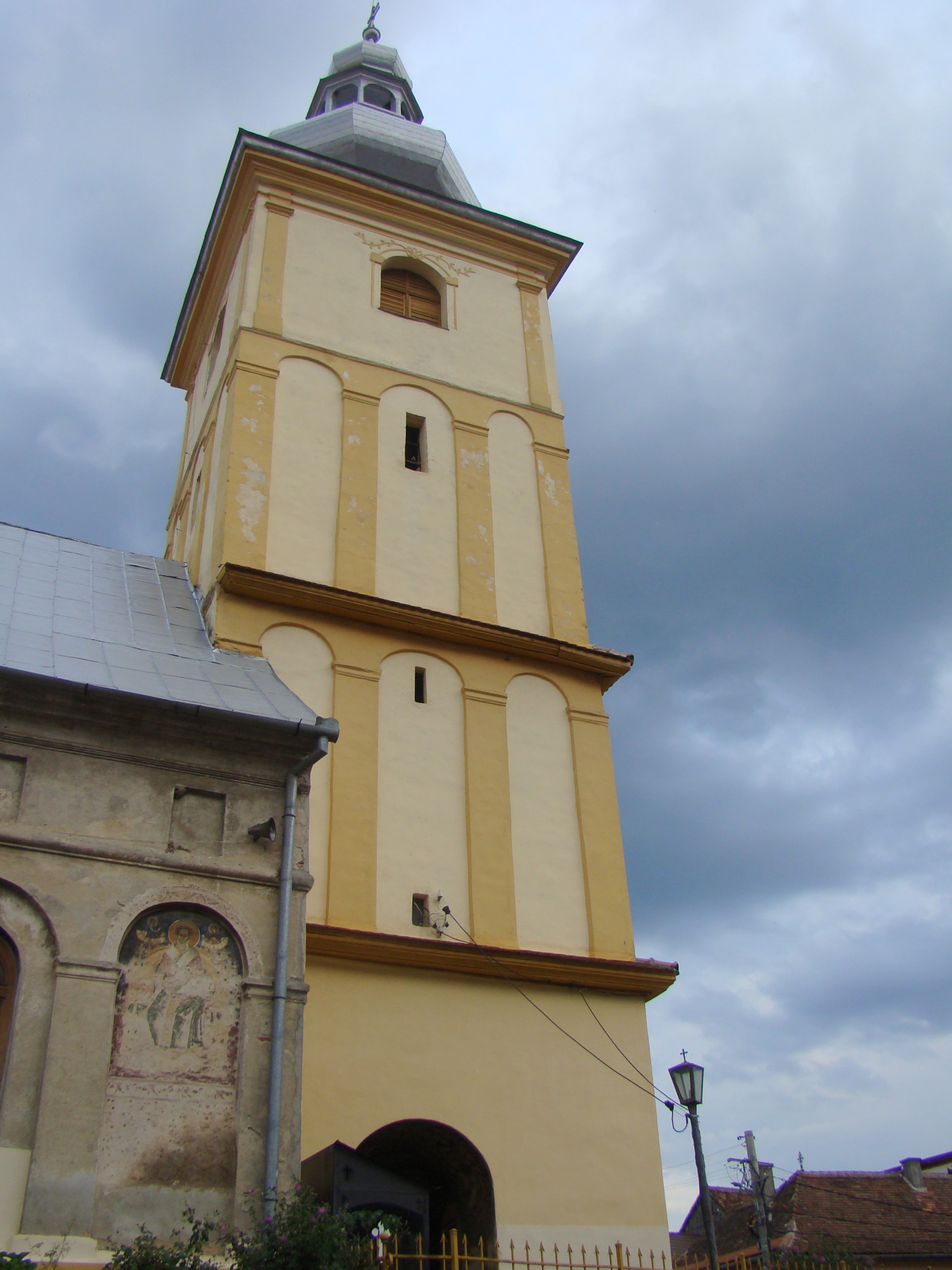
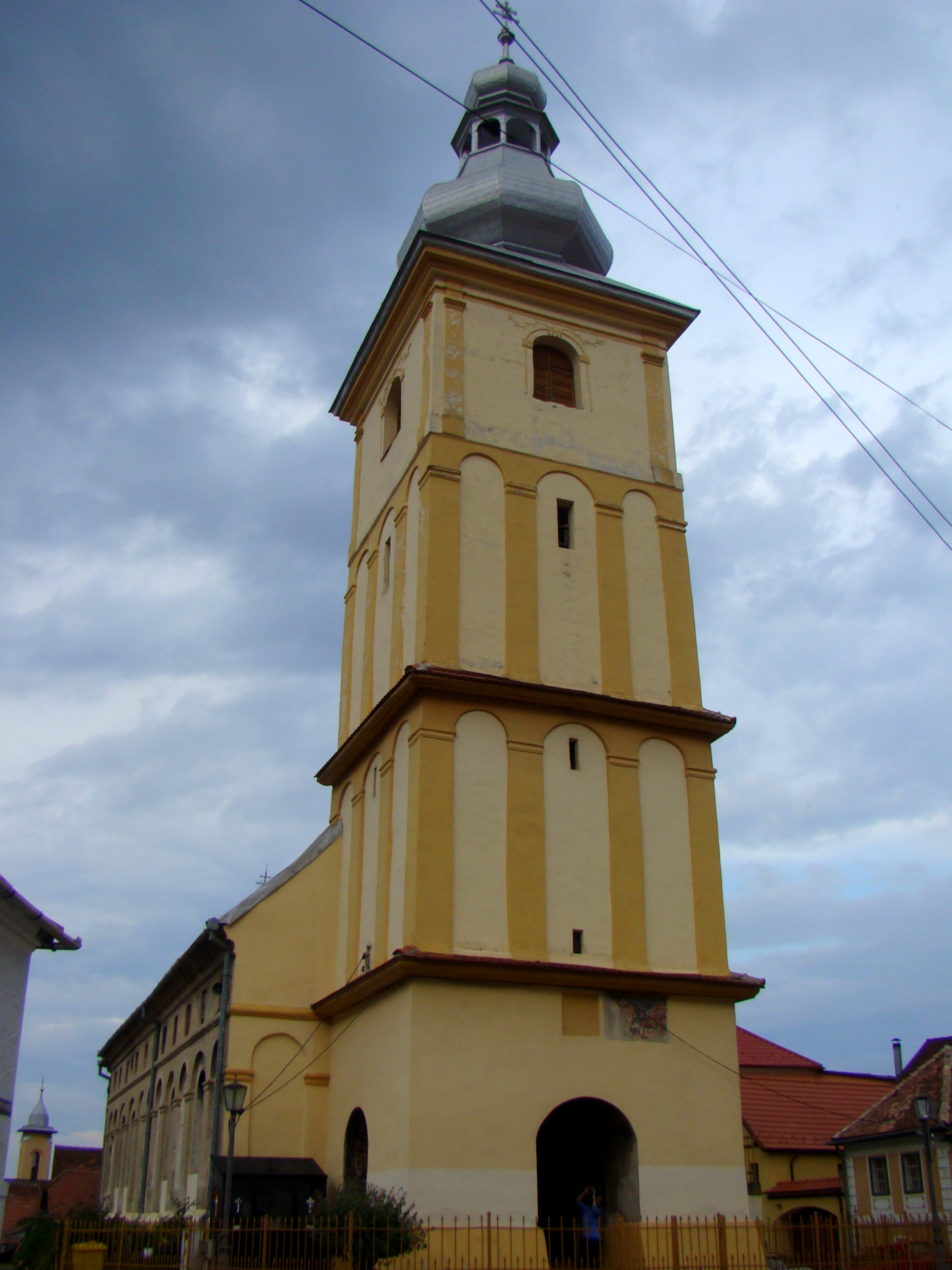
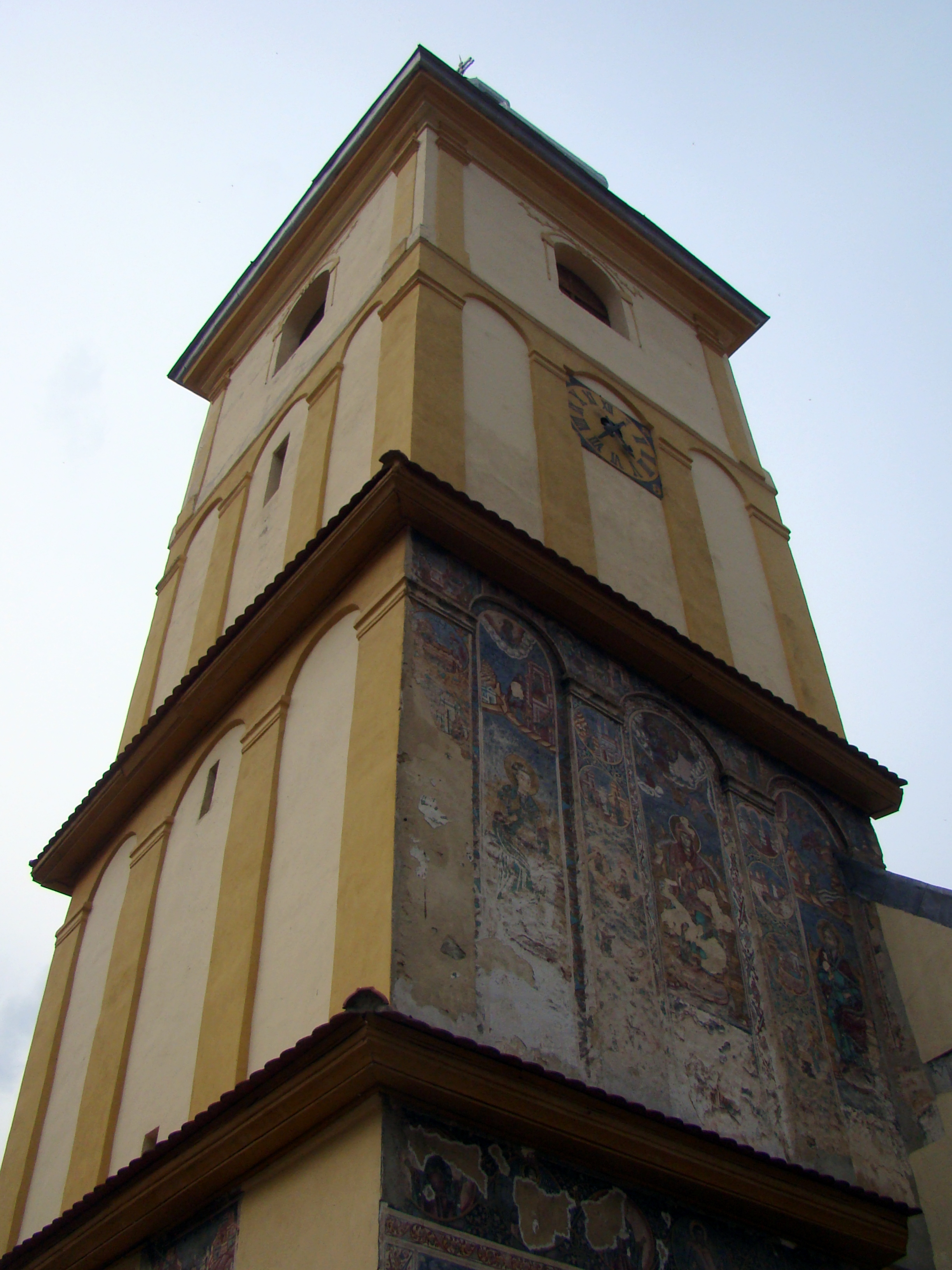
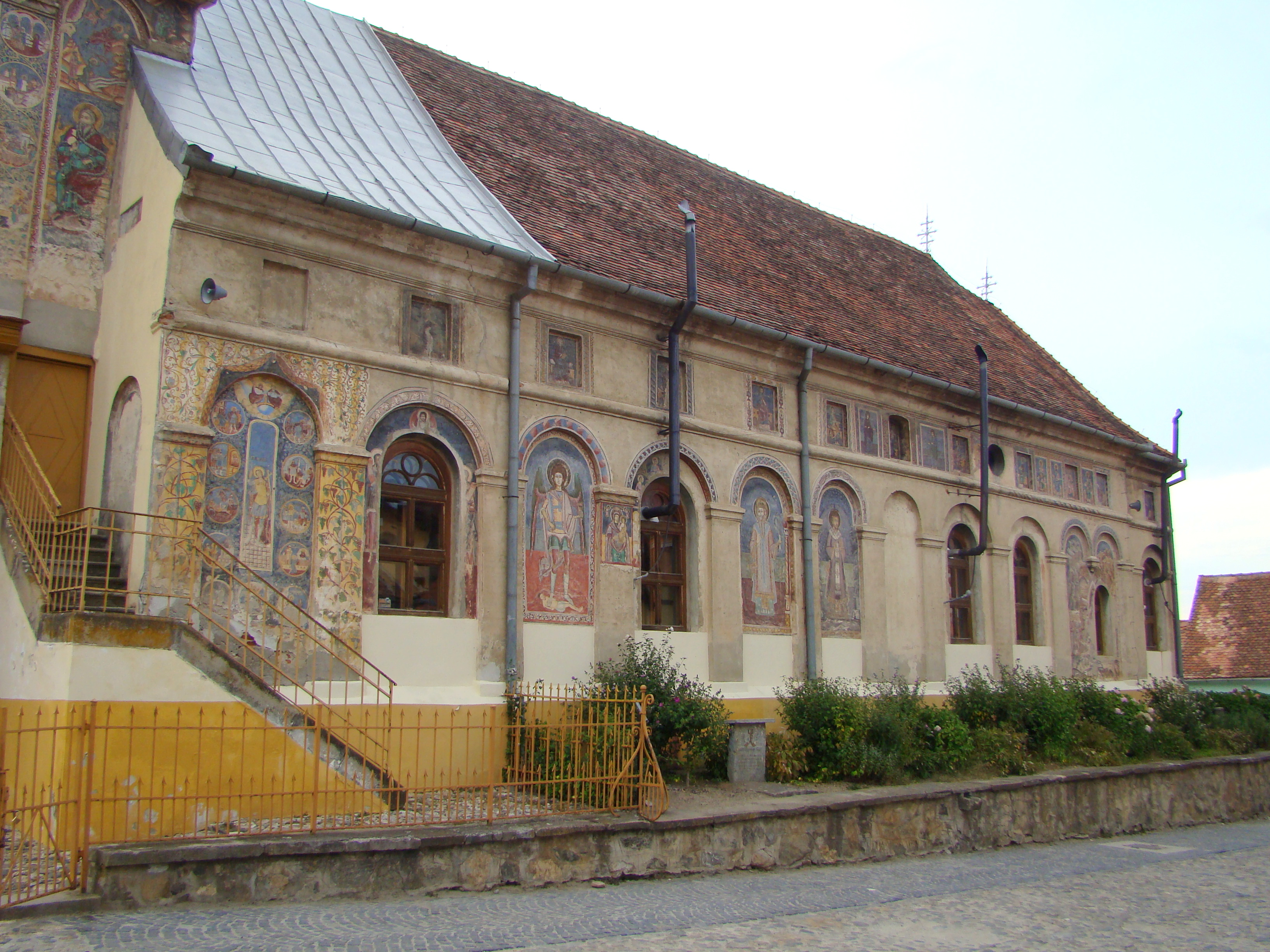
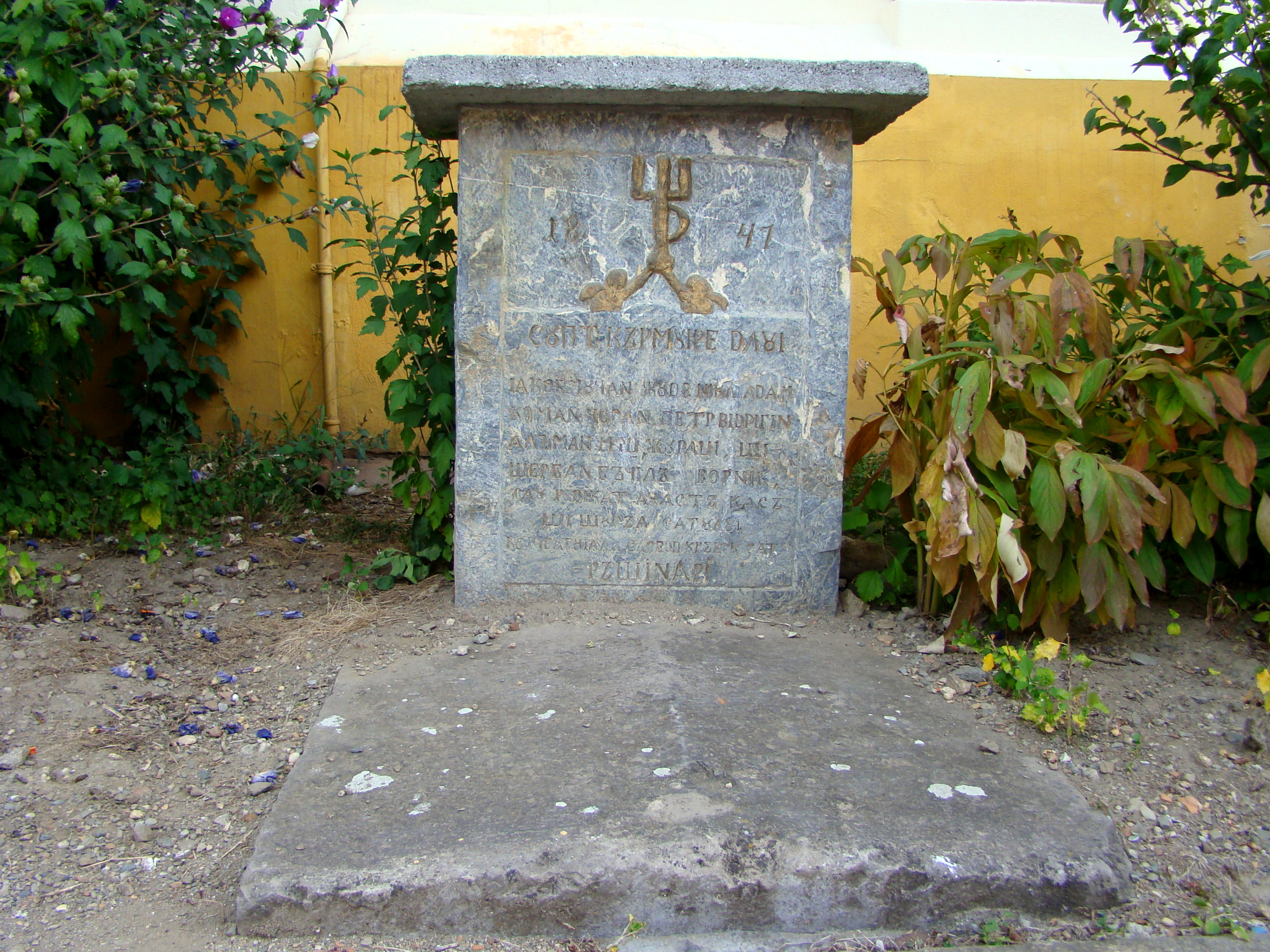
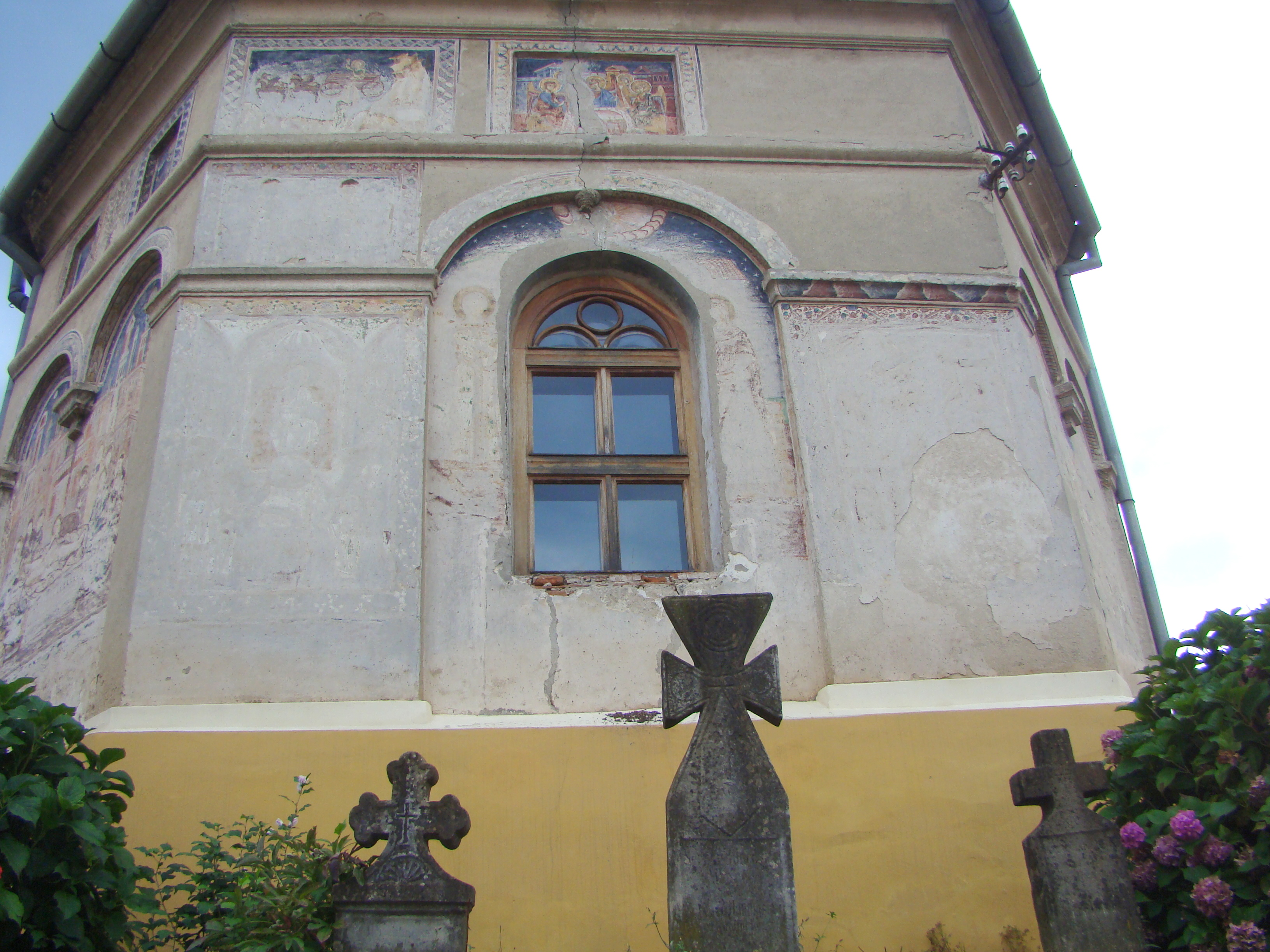
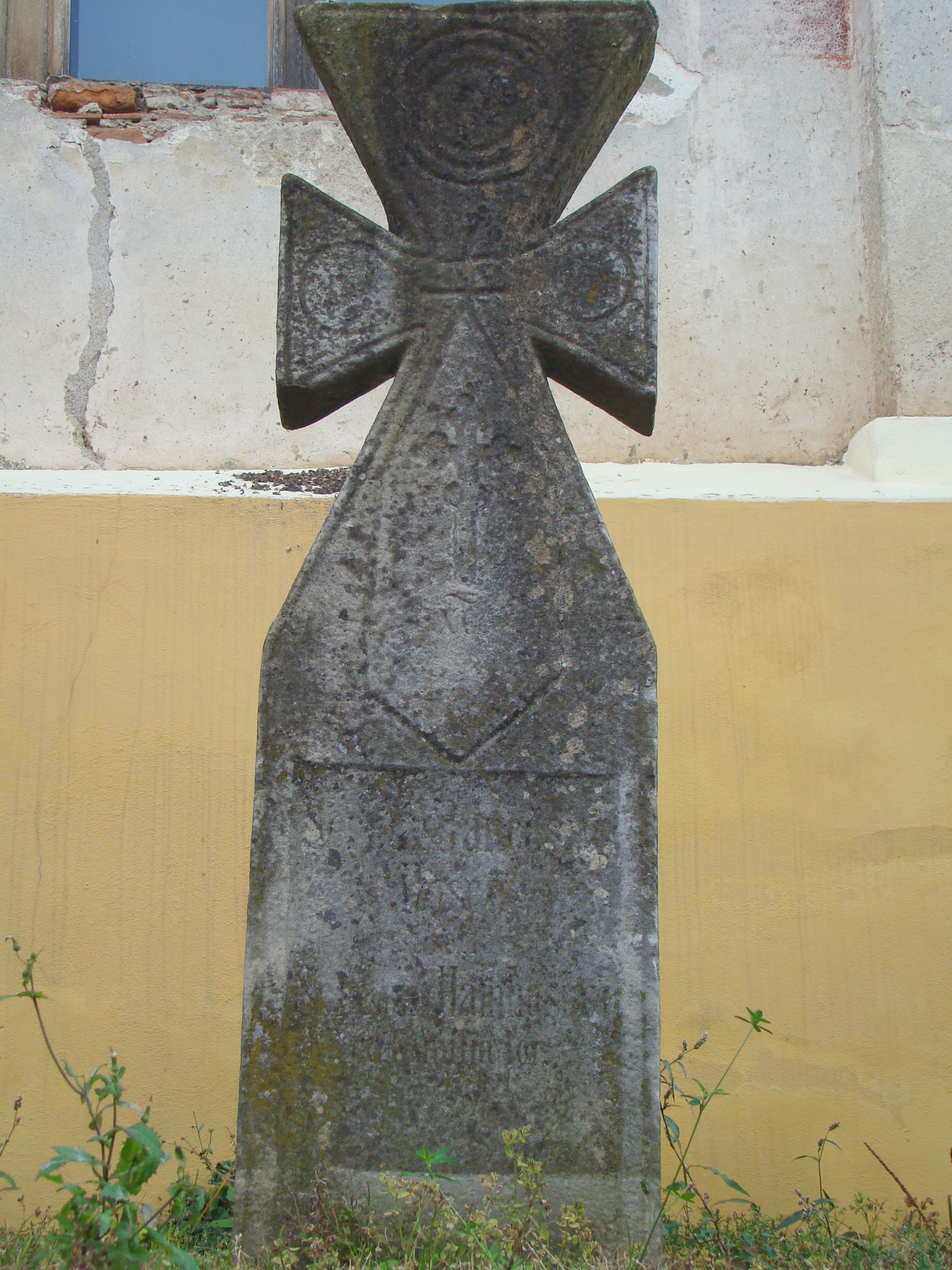
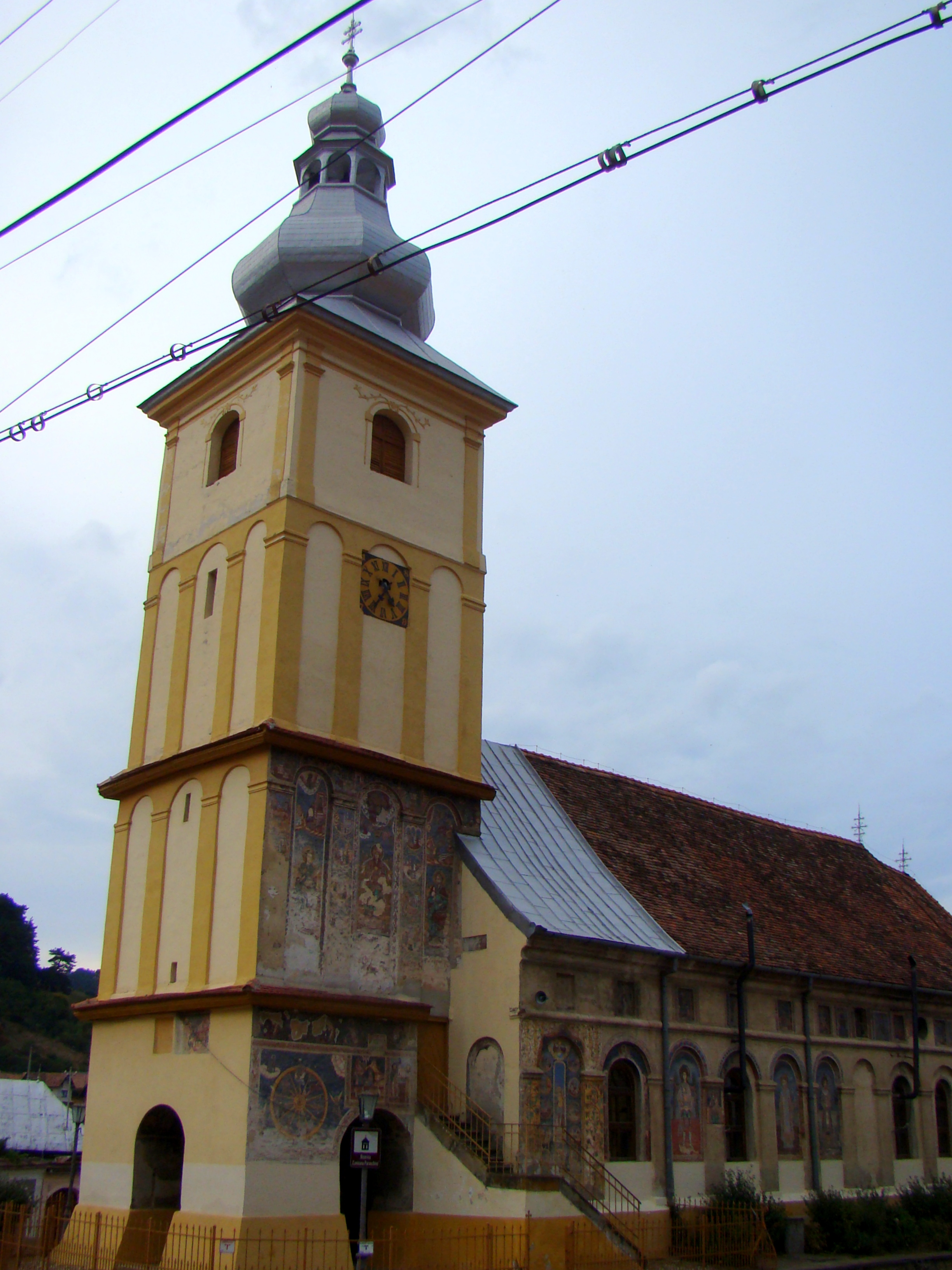
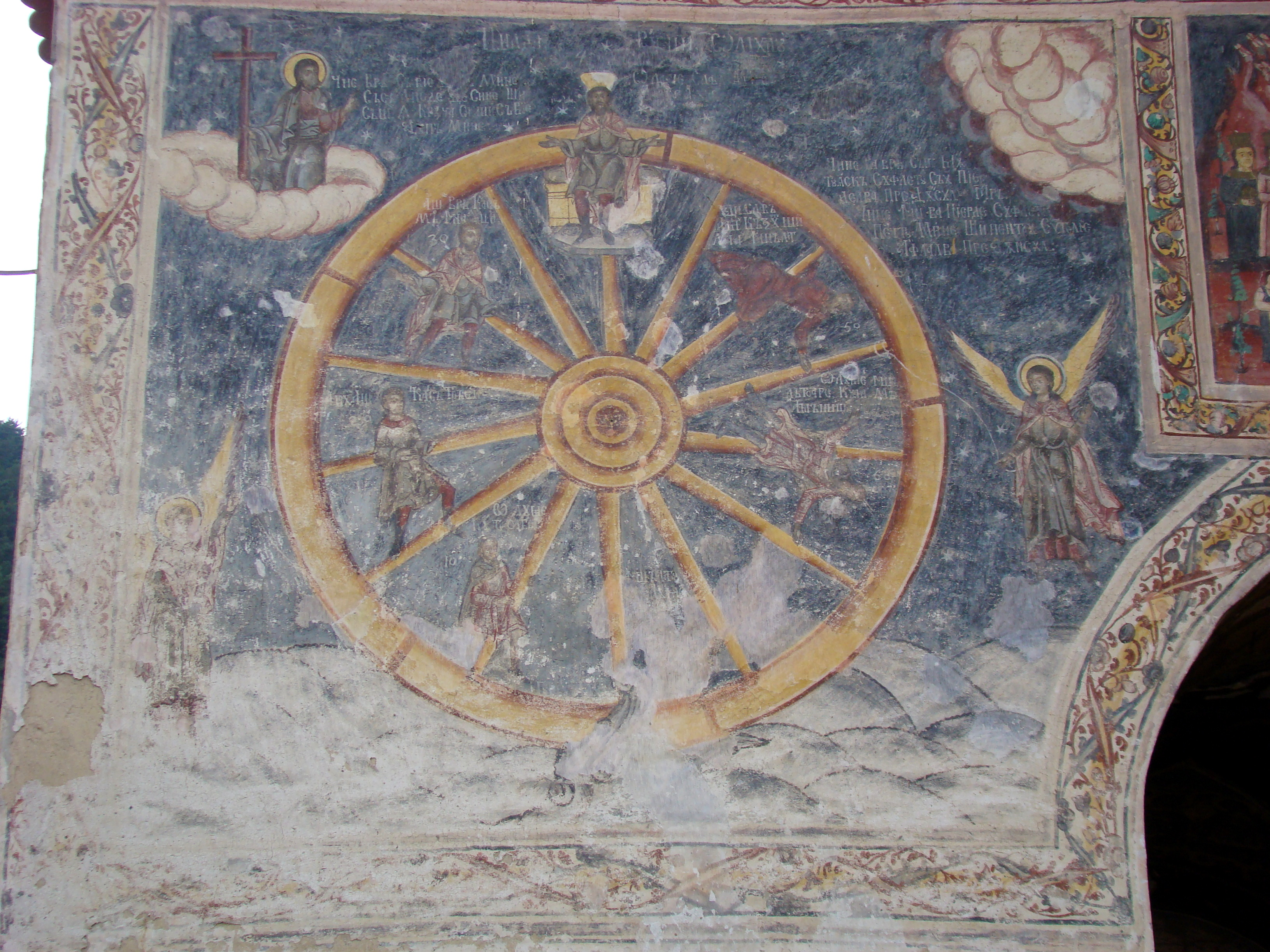
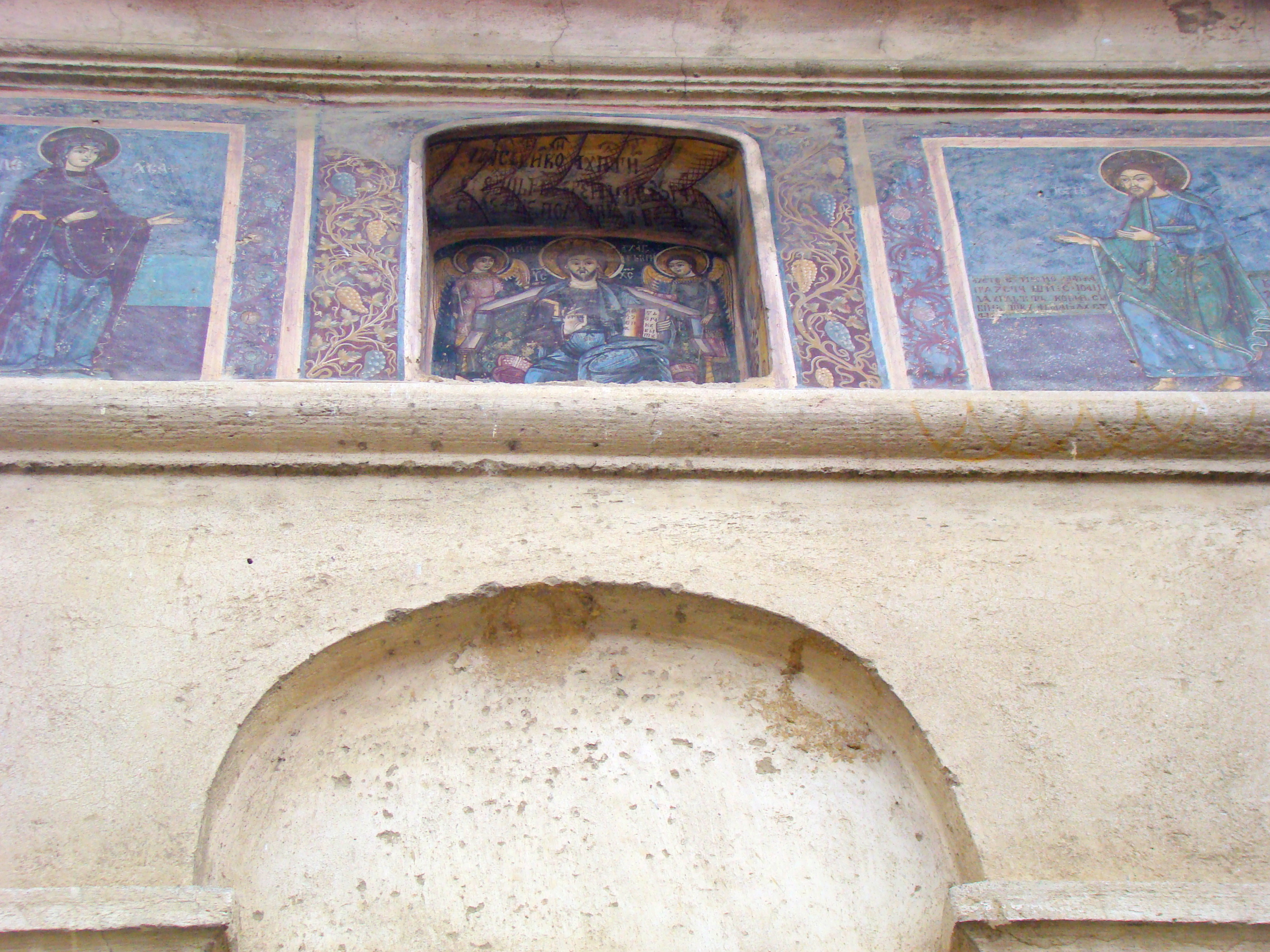
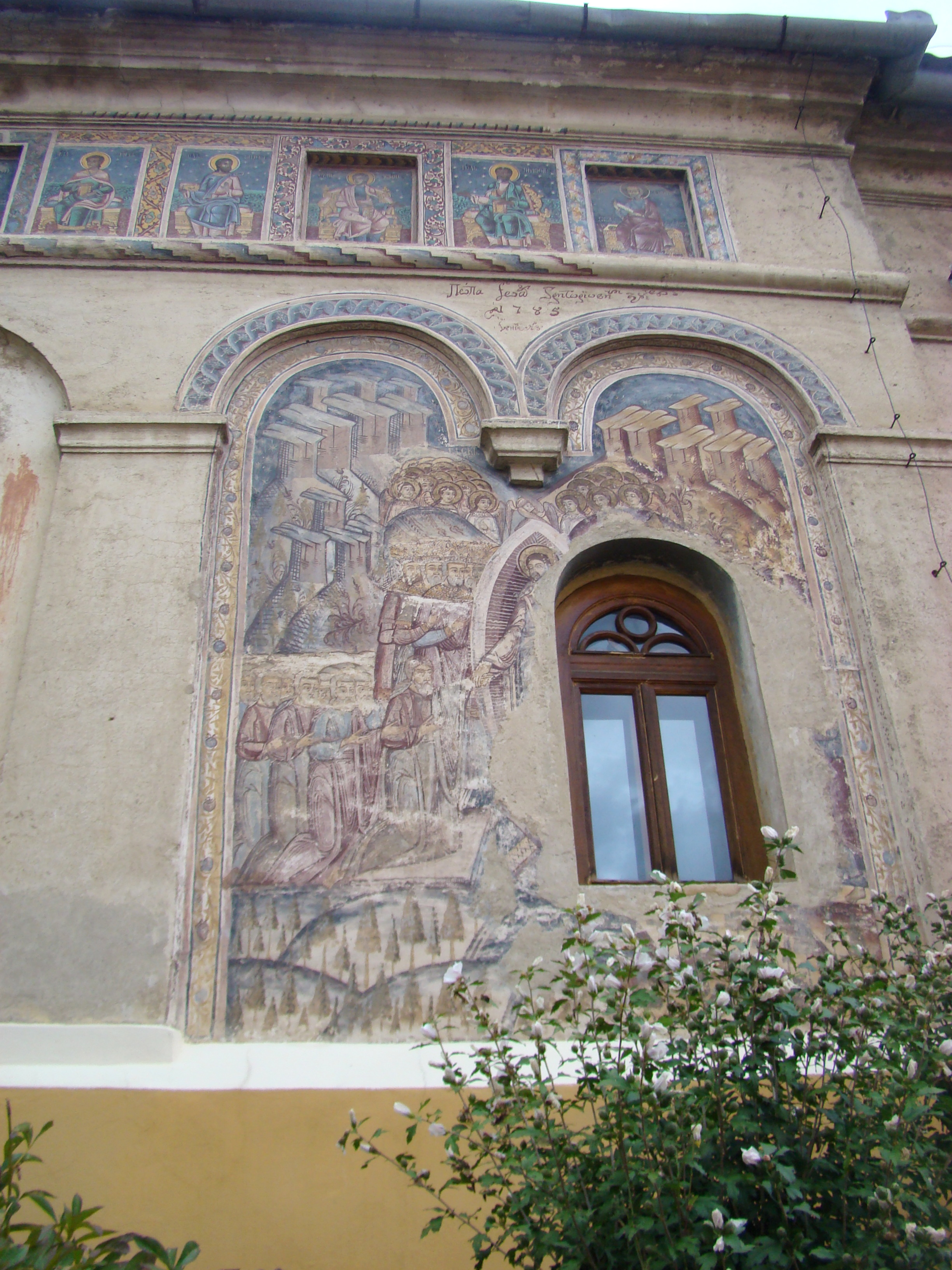
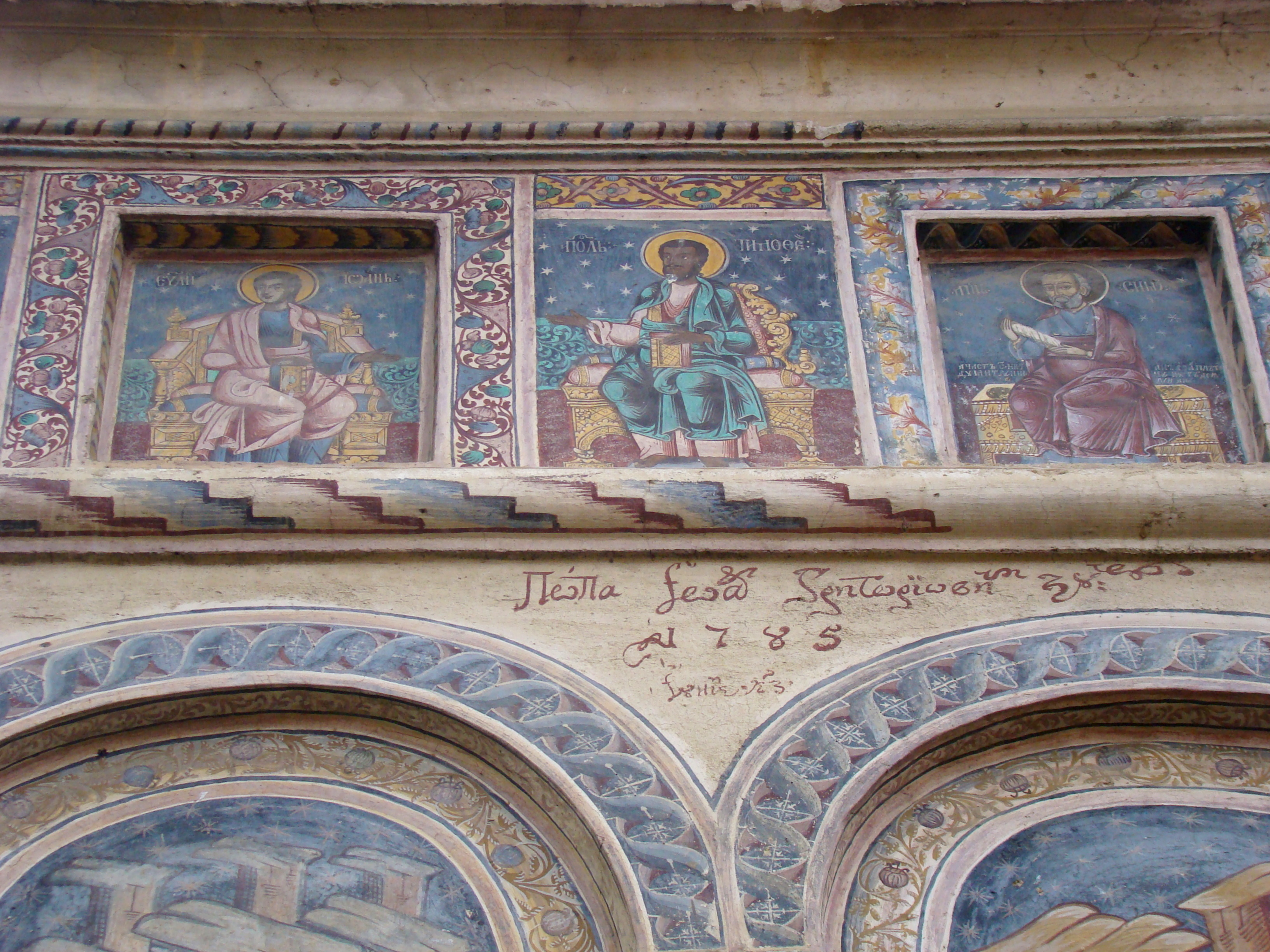
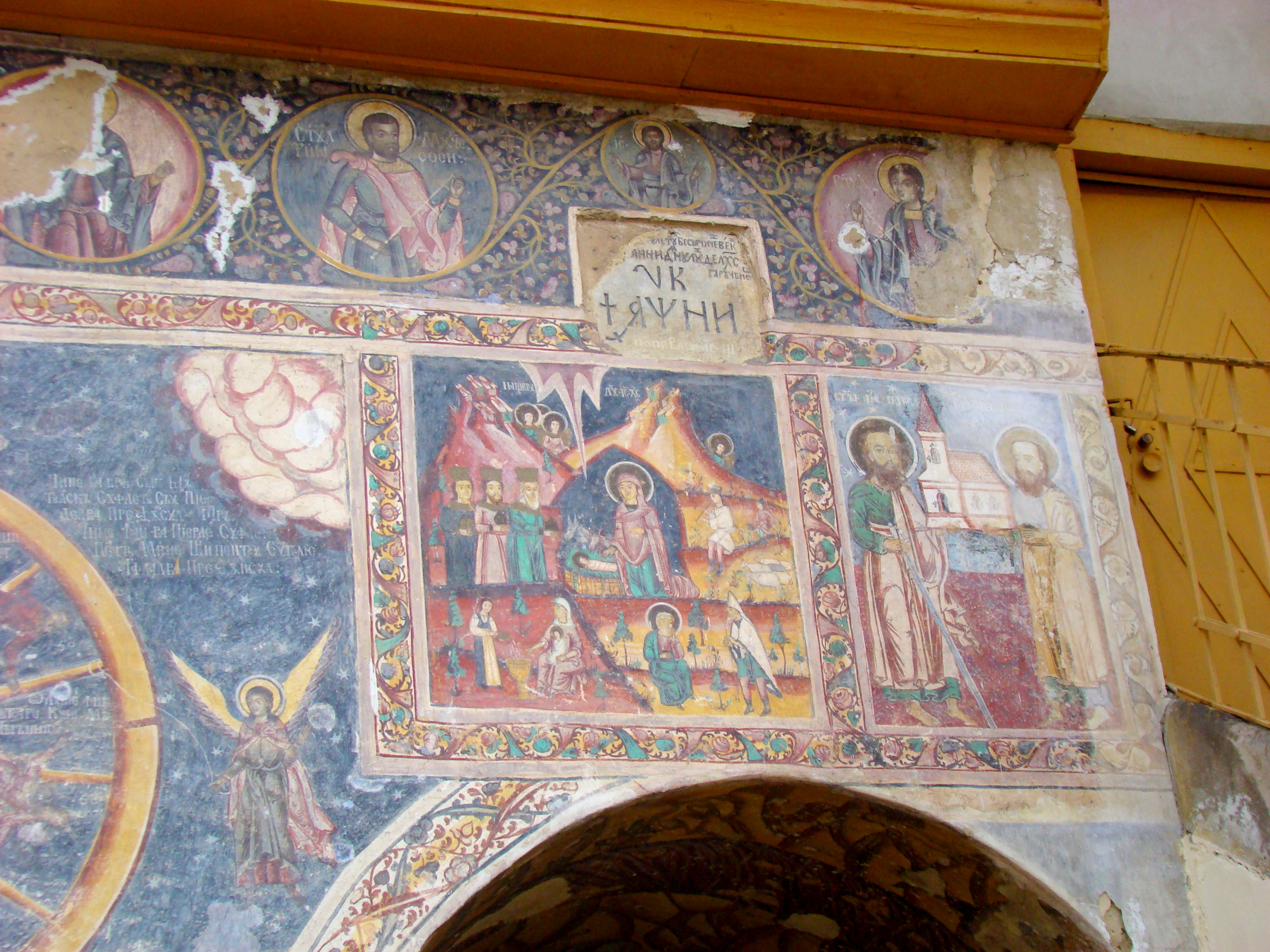
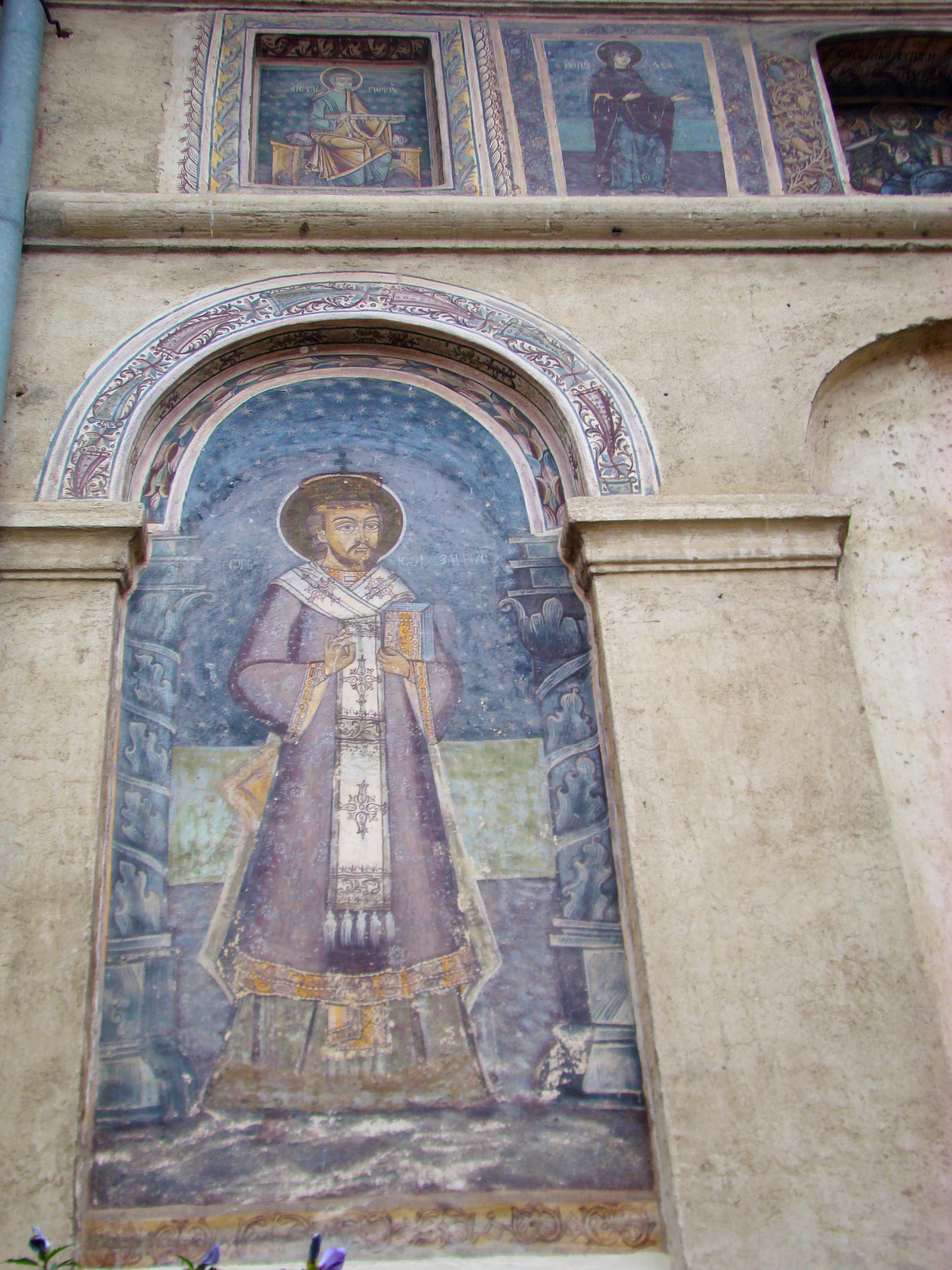
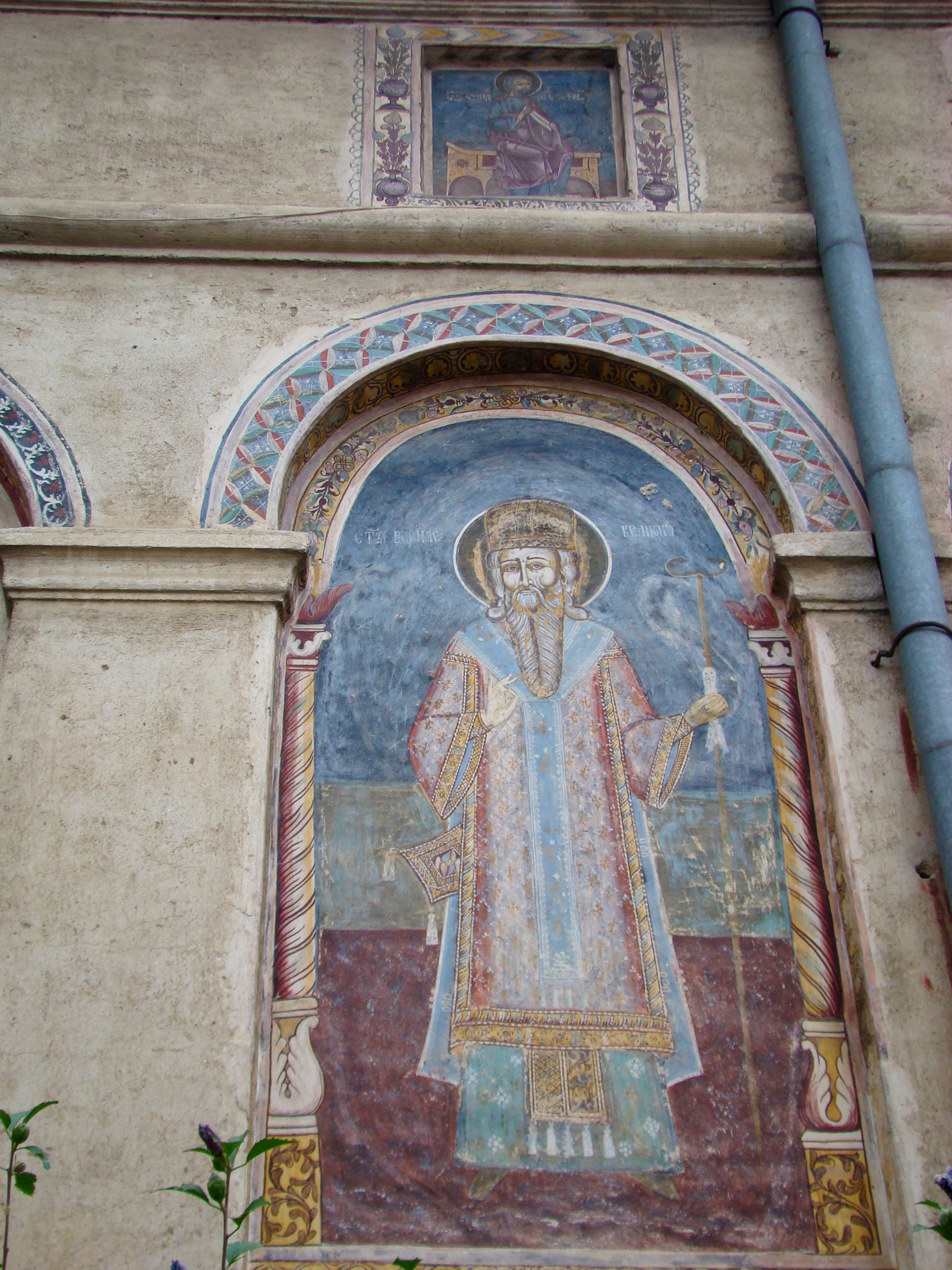
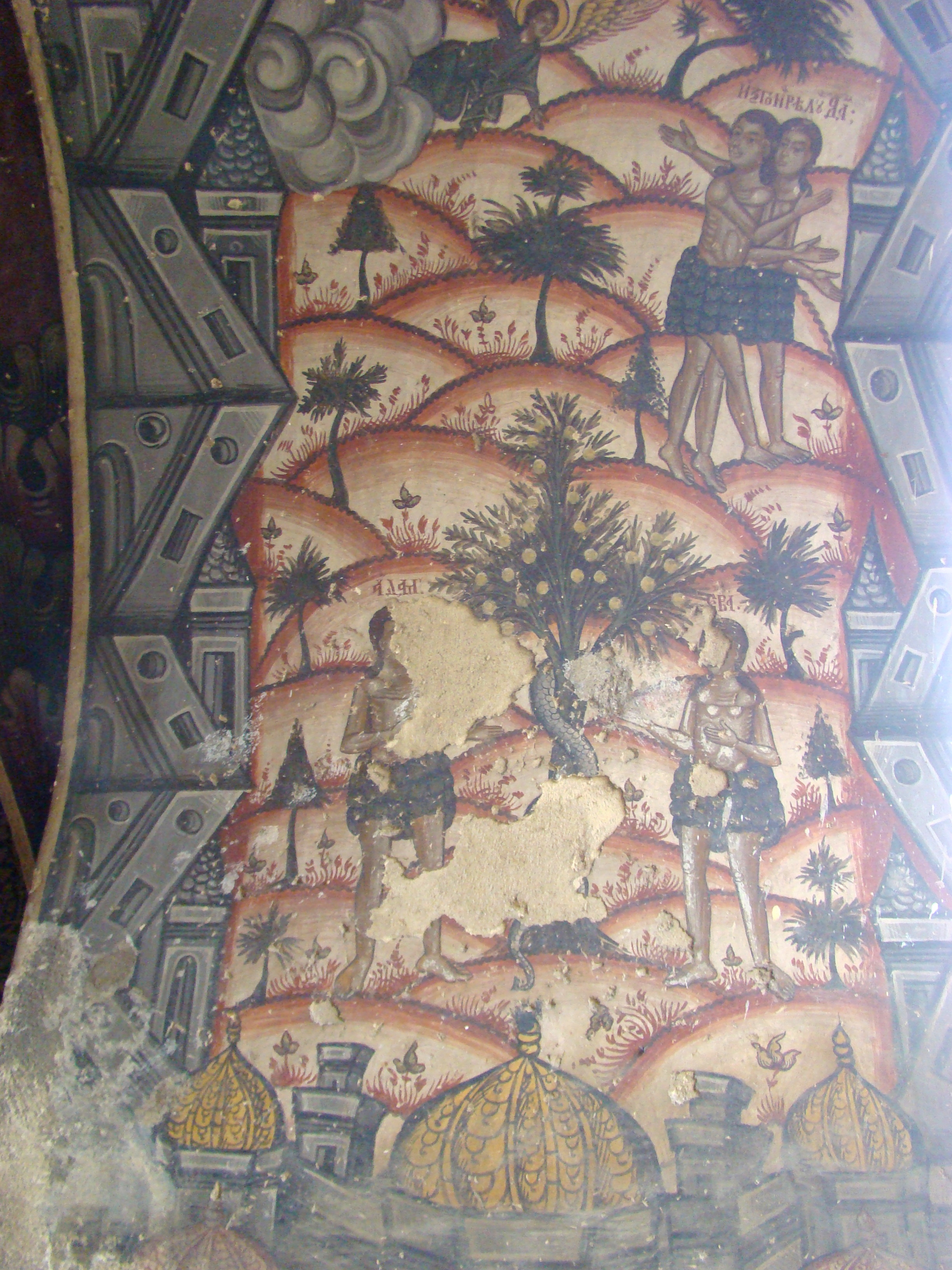
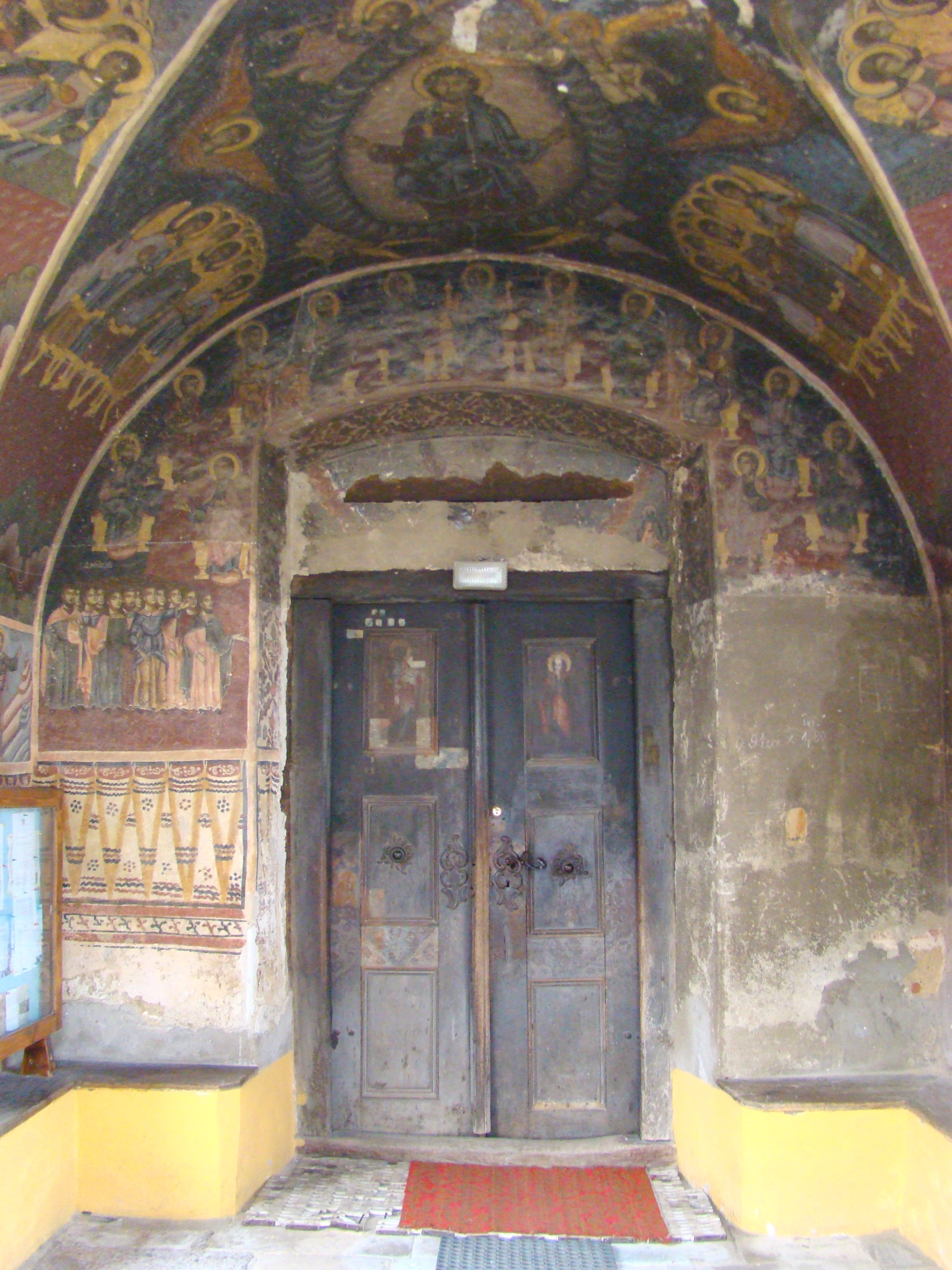
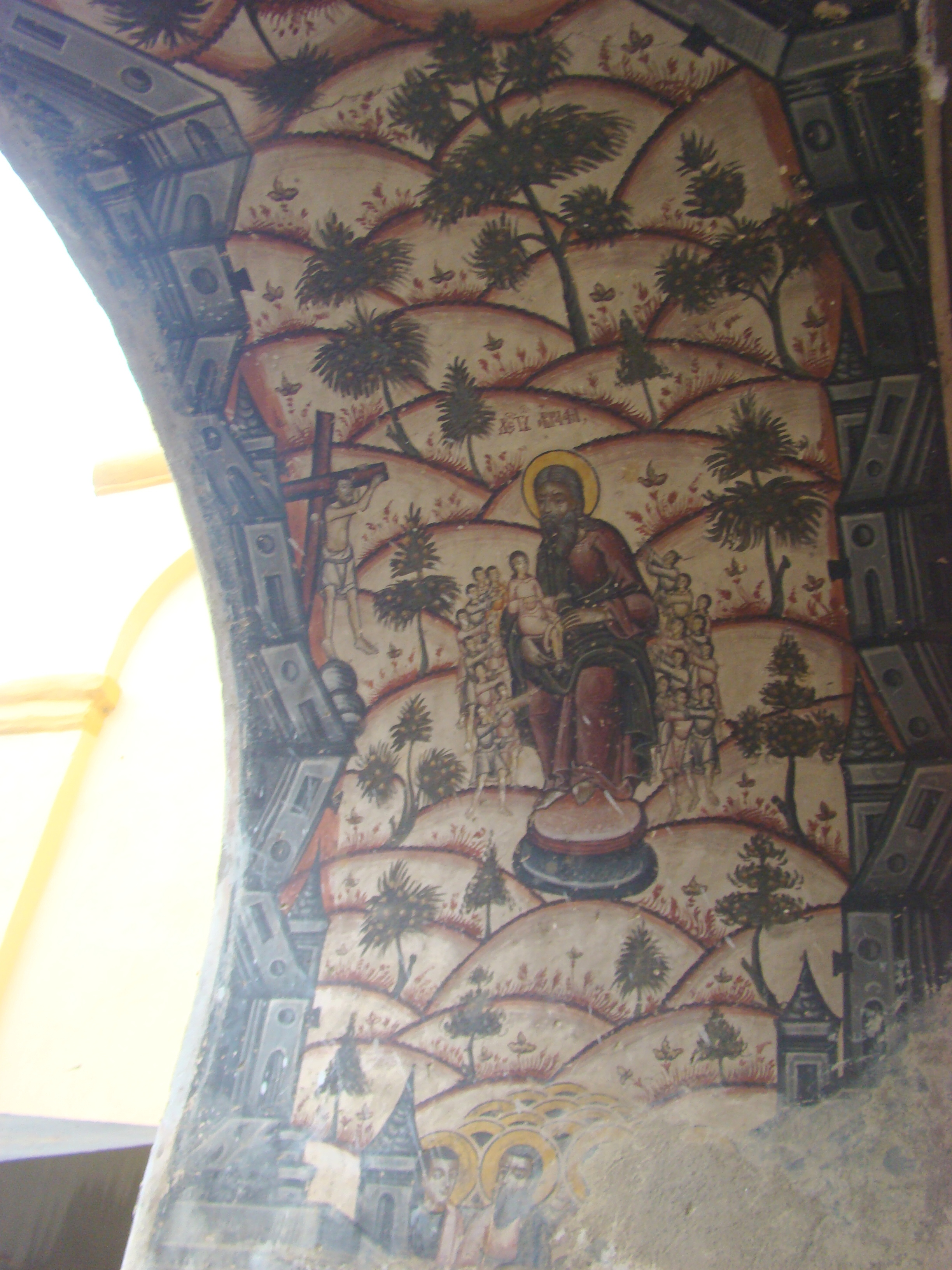
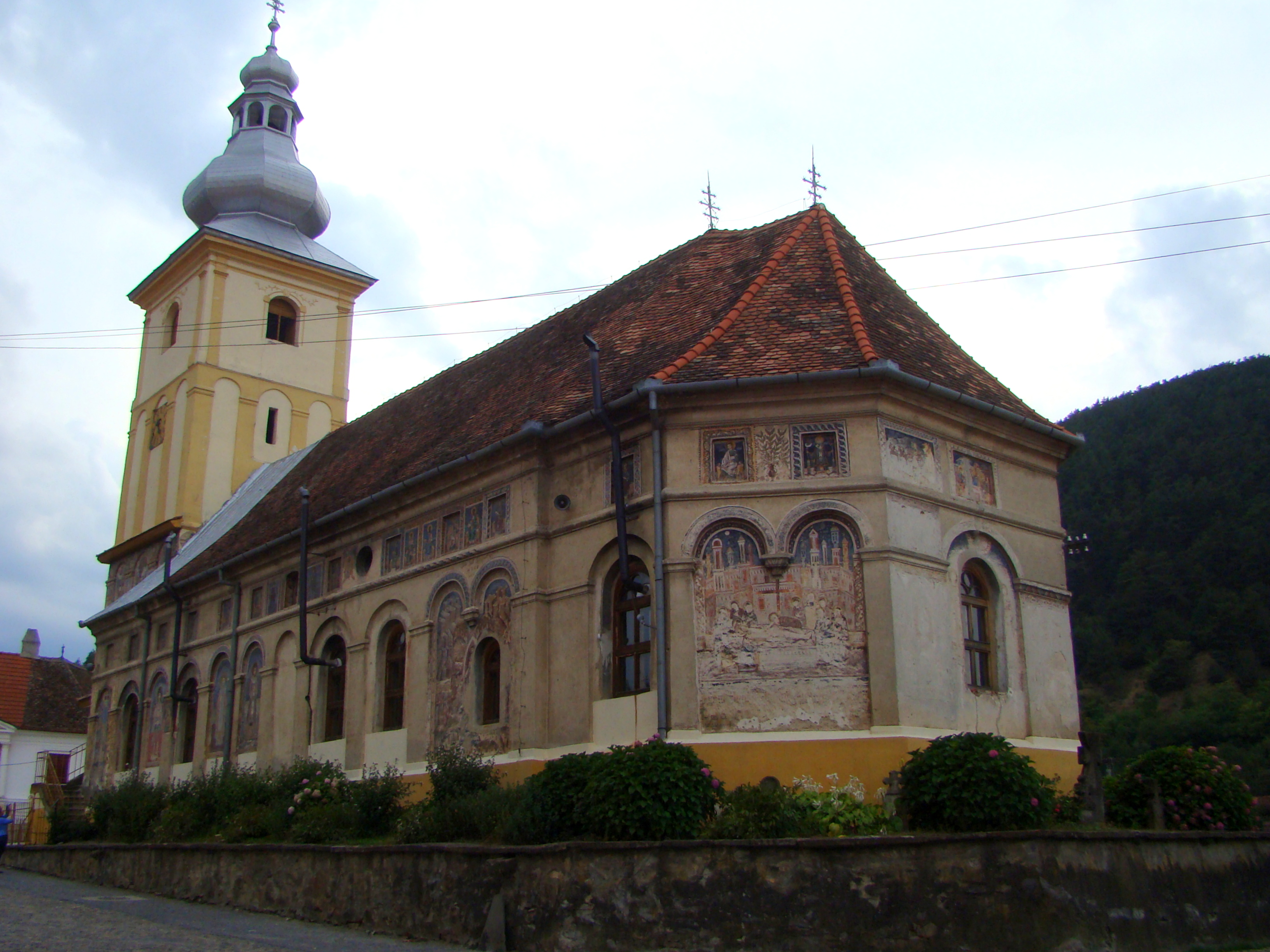
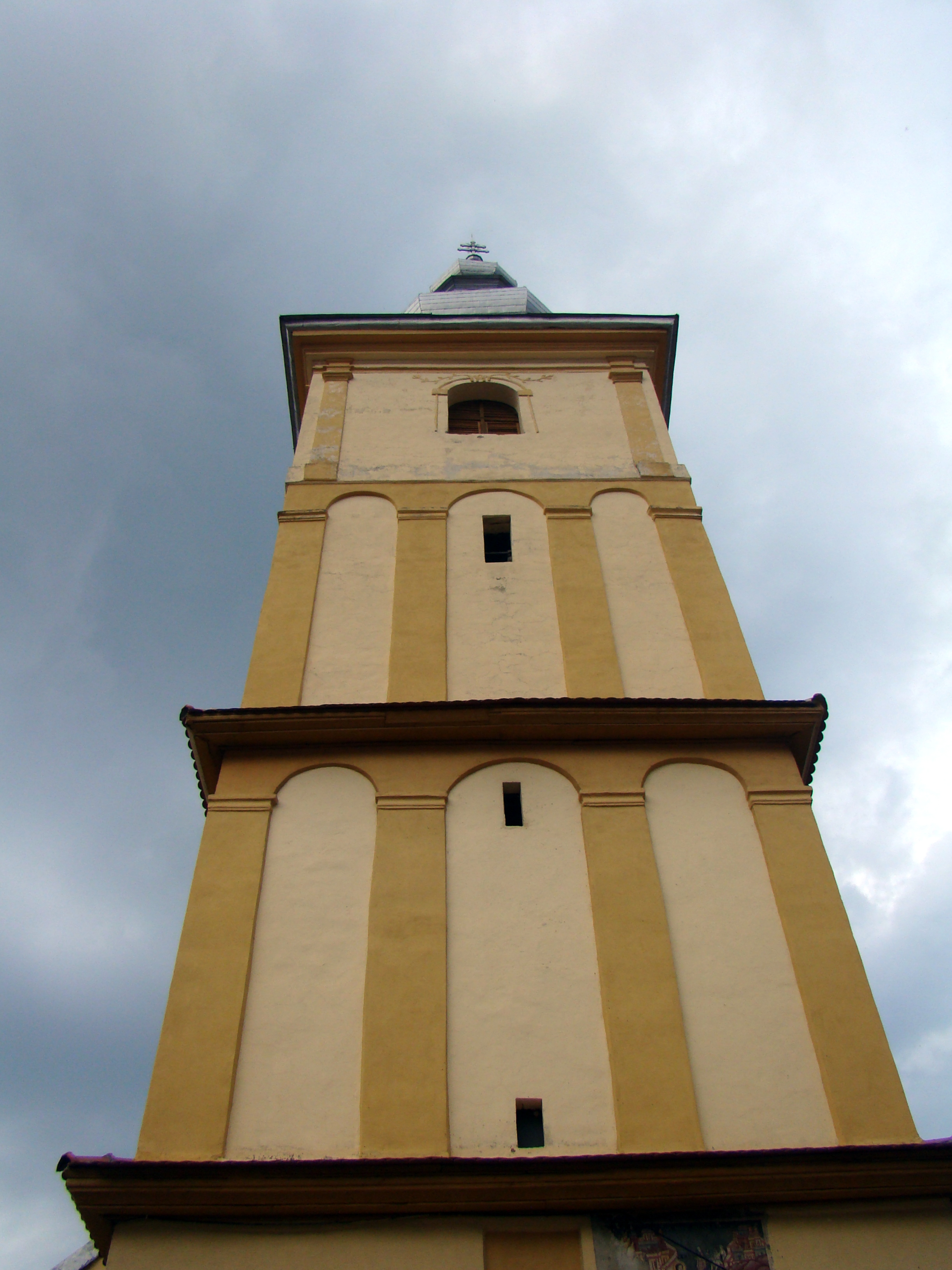
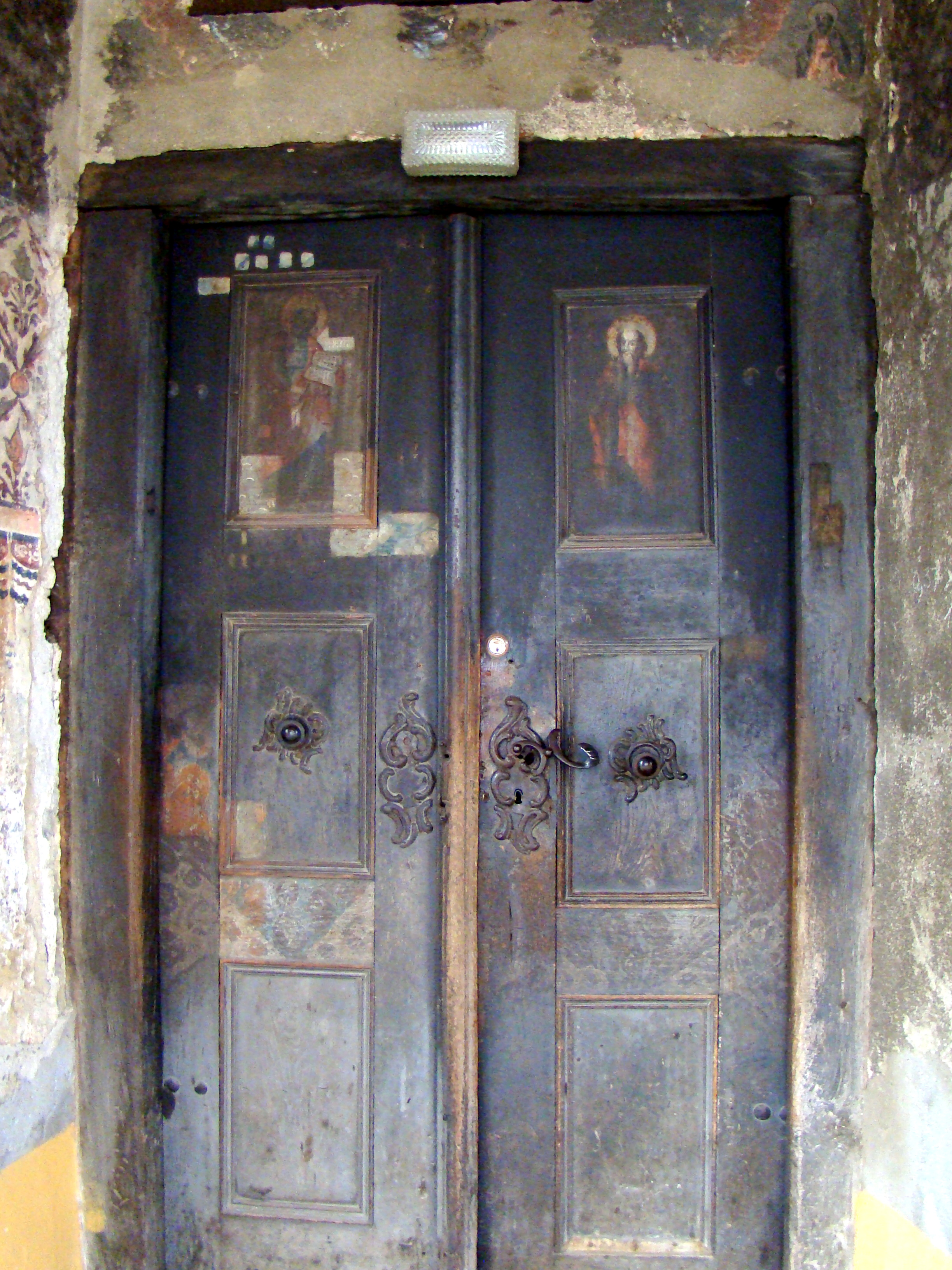
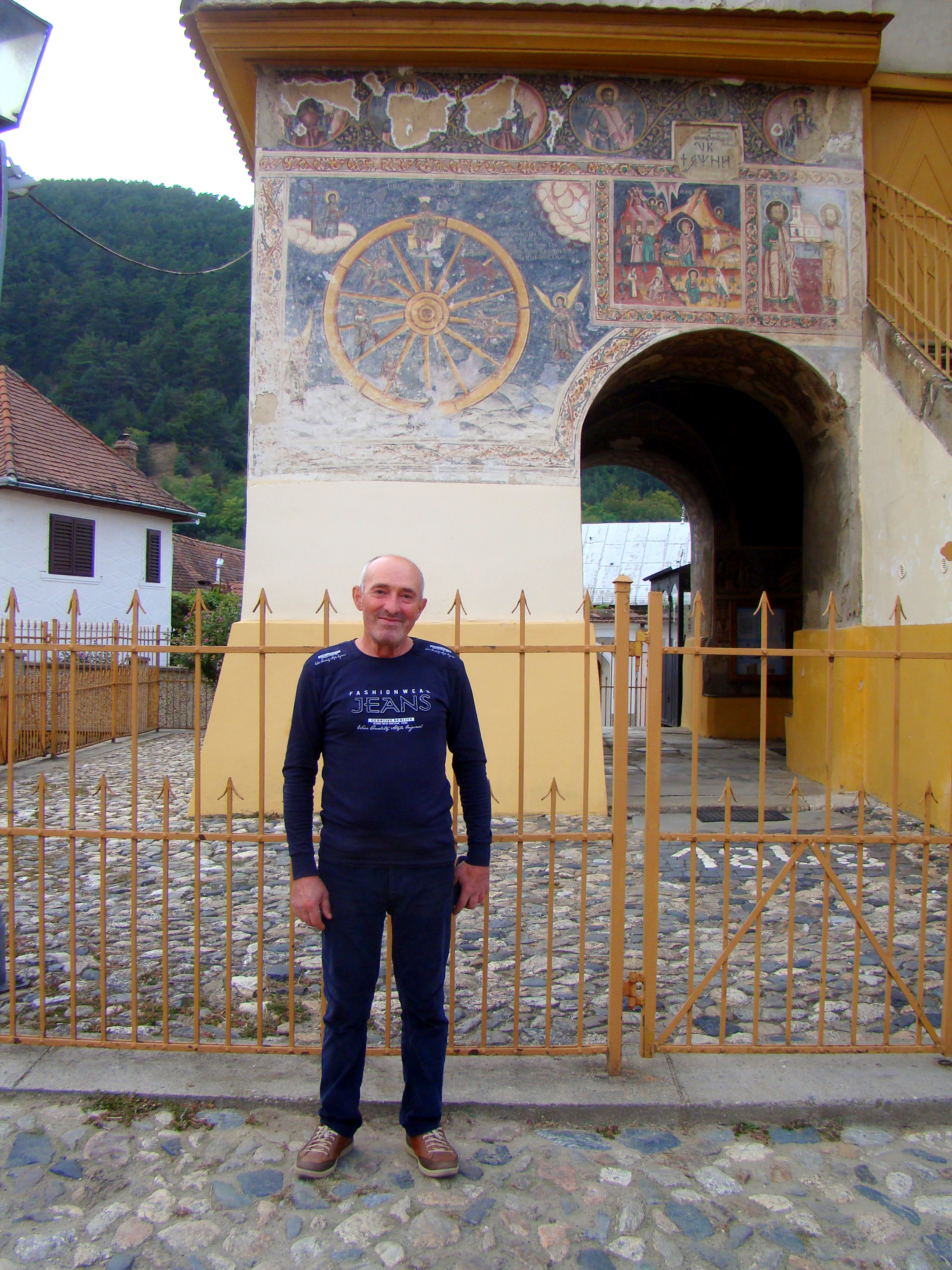
Crâsnicul Obârșe Ioan
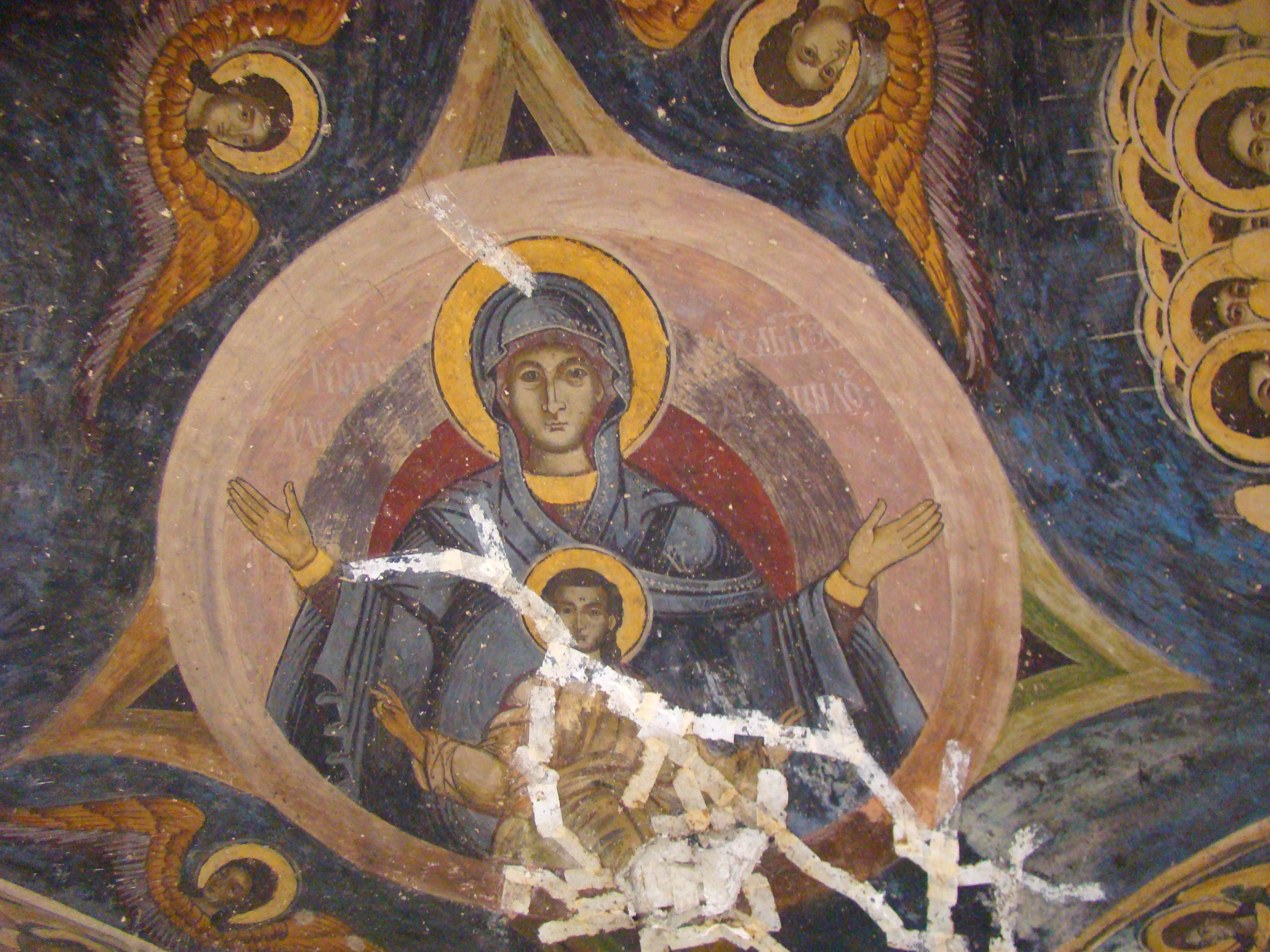
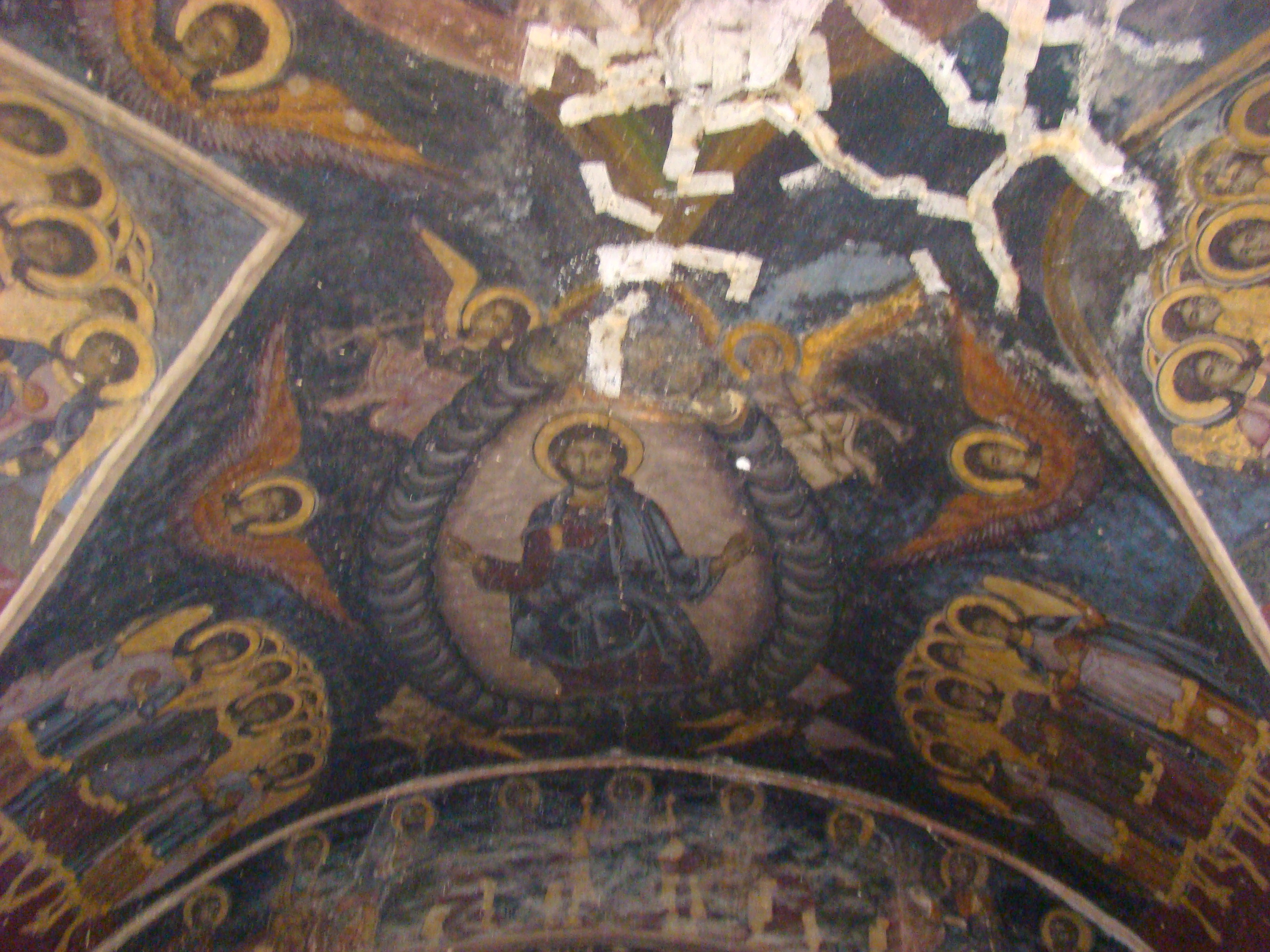
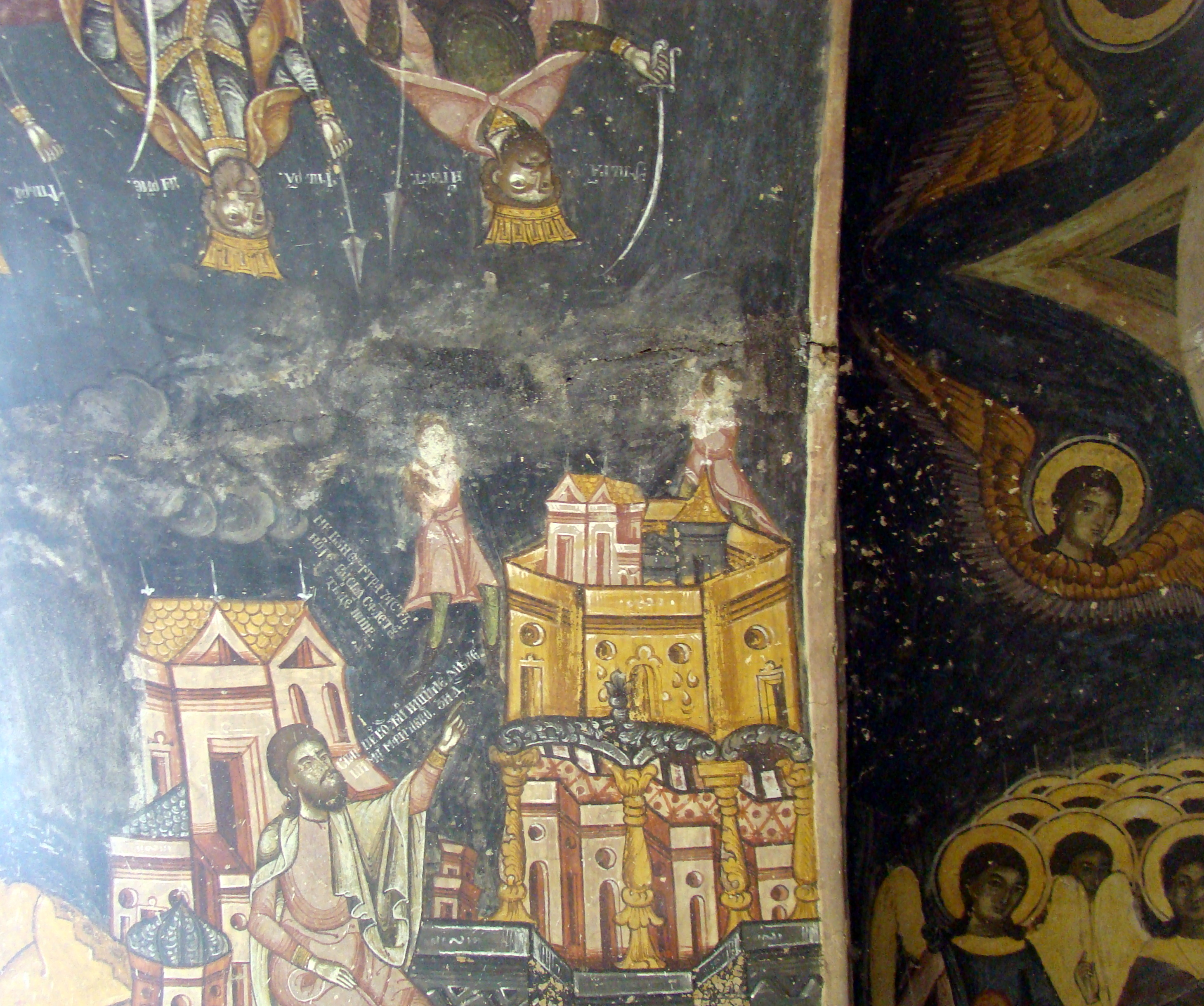
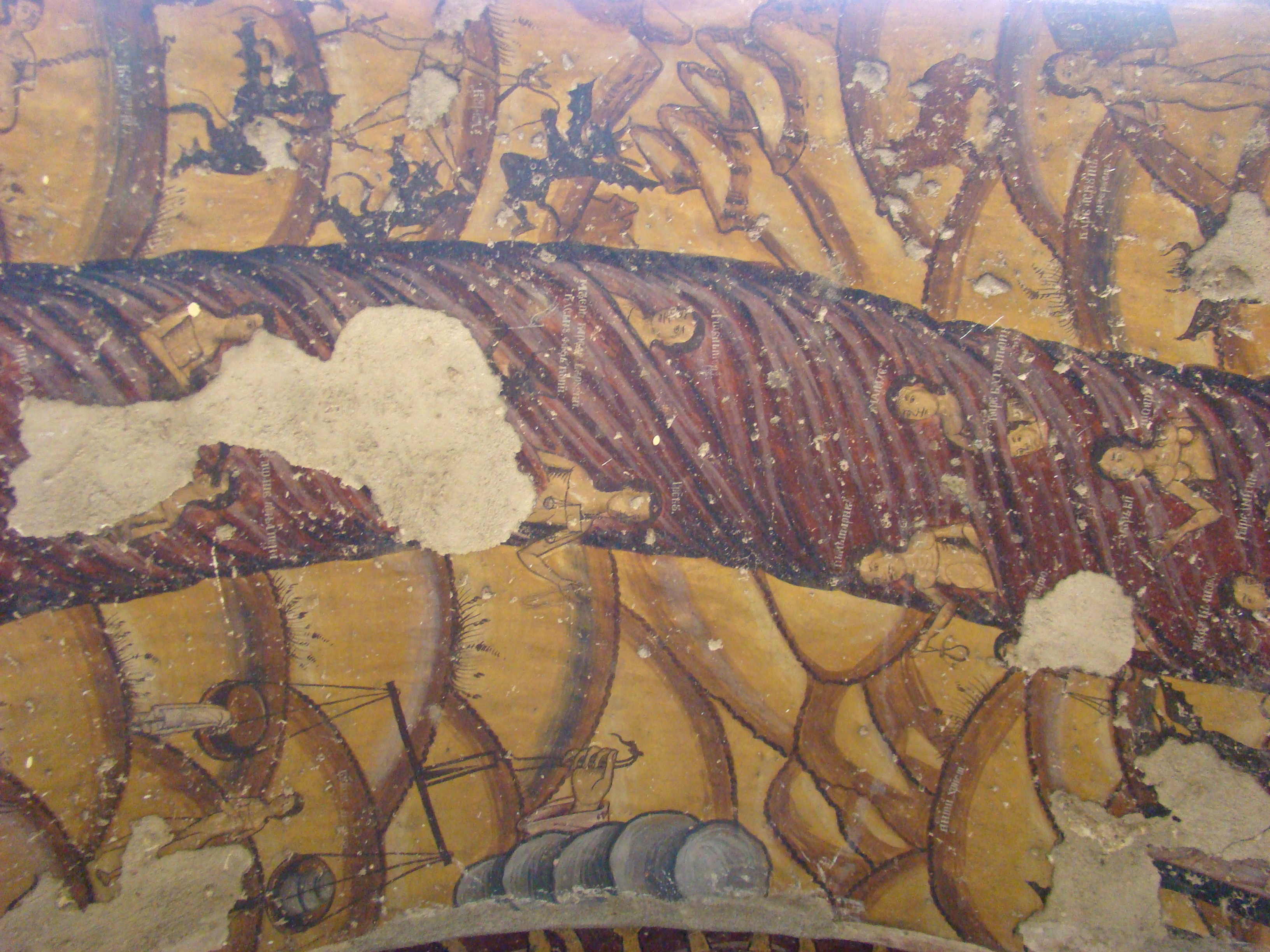
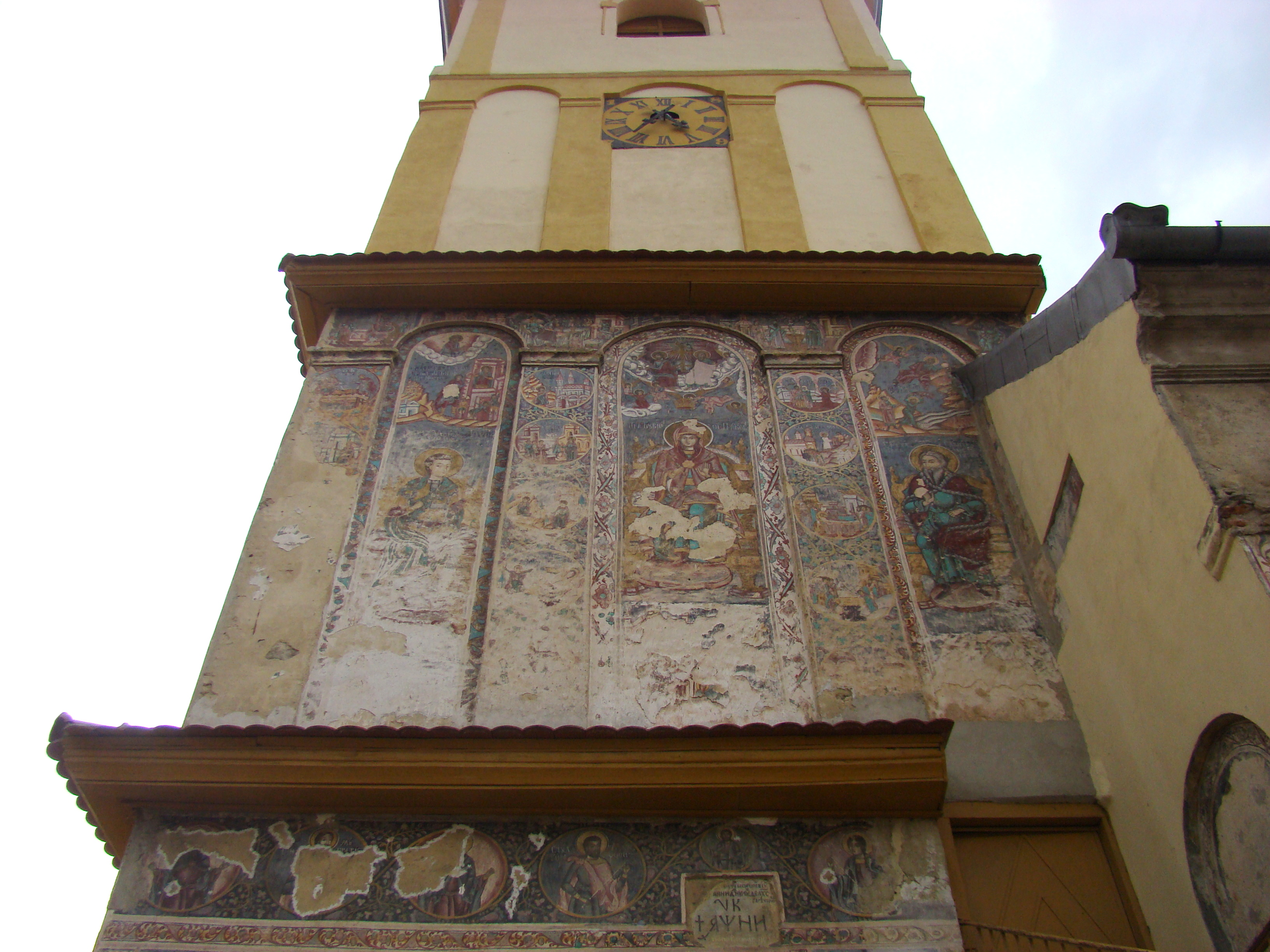